# Musée national d'art d'Azerbaïdjan
Le musée national d’art d’Azerbaïdjan (en azéri : Azərbaycan Dövlət İncəsənət Muzeyi) est l’un des plus grands musées d’art d'Azerbaïdjan. Dix-sept mille objets y sont stockés. Le musée est fondé en 1936 et depuis 1943, il porte le nom de Roustam Moustafaïev, l’un des fondateurs de l’art décoratif théâtral en Azerbaïdjan. 
Le musée est installé dans deux bâtiments : l'ancien palais De Bourr et l'ancien lycée pour femmes Marie, construits à la fin du XIXe siècle à Bakou. Le musée contient des œuvres d’art couvrant les différentes périodes de l’art de l’Orient ancien et d’Azerbaïdjan, de Russie et d’Europe occidentale. Les œuvres d'art de valeur de la collection du musée ont été exposées au Canada (1966), à Cuba (1967), en Syrie (1968), en France (1969), en Tchécoslovaquie (1970), en Algérie (1970), en Irak (1971) et dans d'autres pays.

## L’histoire

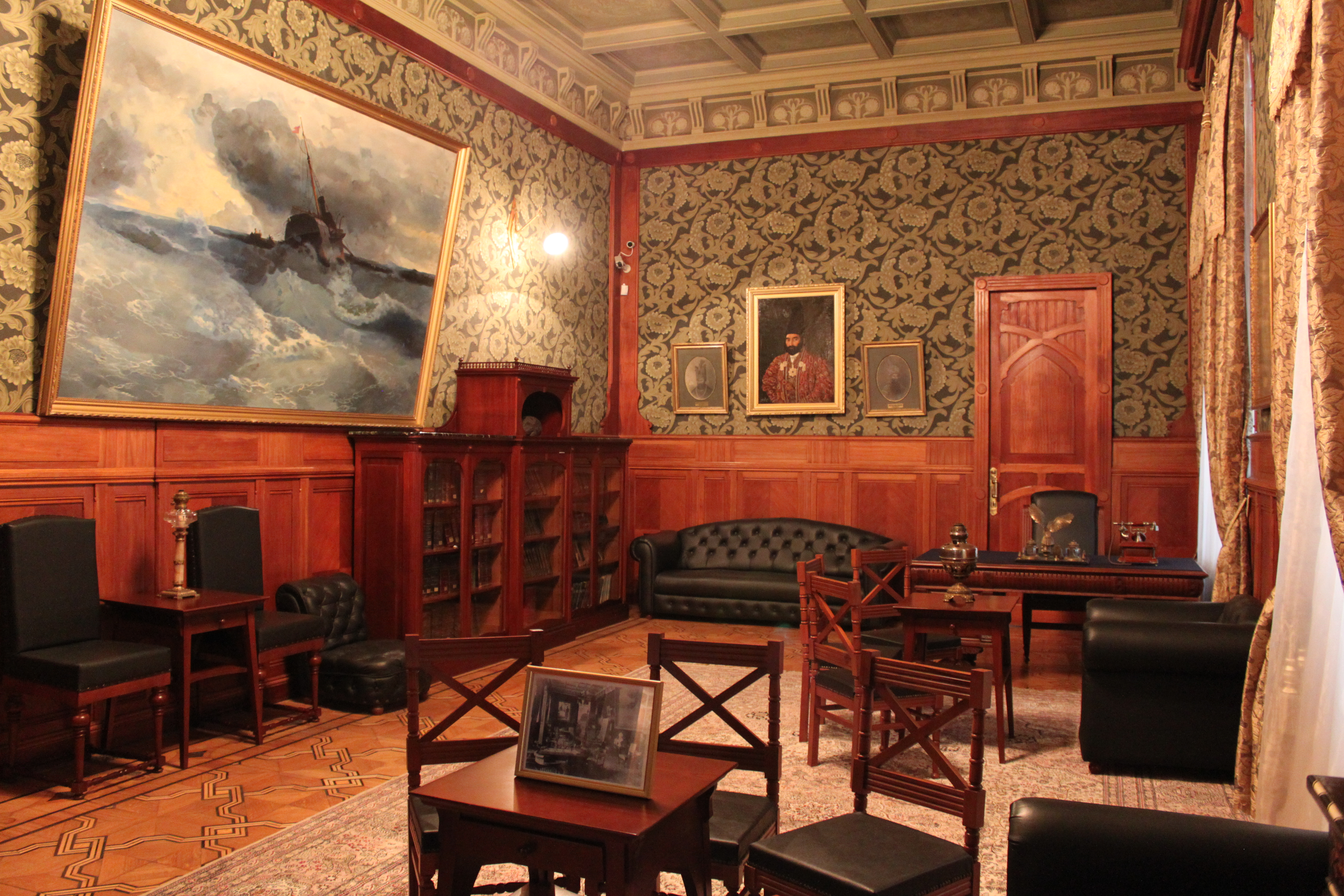
Vue du cabinet de travail de Taguiev qui se trouvait autrefois au département des beaux-arts du Musée d'histoire d'Azerbaïdjan

C'est en 1920 que la section des beaux-arts a été mise en place au musée d’État d’Azerbaïdjan. Compte tenu du nombre d'œuvres en réserve confisquées d'anciennes collections privées d'avant la révolution et surtout de la valeur des tableaux de cette même section, il a été décidé en 1936 d'établir le musée de l’art d'État d’Azerbaïdjan. Le palais de Hadji Zeïnalabdine Taguiev abrite d'abord la section en question. Il abrite actuellement le musée d’histoire d’Azerbaïdjan. L’inauguration du musée a lieu en 1937. Plus tard, le musée est transféré au cinquième étage du musée de littérature azerbaïdjanaise Nizami Gandjavi.
Le musée national d’art d’Azerbaïdjan porte à partir de 1943 le nom de Roustam Moustafaïev, l’un des fondateurs de l’art décoratif théâtral en Azerbaïdjan. À partir des années 1950, le musée organise provisoirement des expositions dans différents bâtiments historiques. De jeunes critiques ayant commencé à travailler à la même époque comme Rassim Efendiev, Noureddine Qayibov, Moussel Nedjefov, le héros Mekhdi Gousseïnzadé mort plus tard pendant la Seconde Guerre mondiale et d’autres ont pu jeter les bases de la critique artistique en R. S. S. d'Azerbaïdjan. Des écrivains azerbaïdjanais et lauréats du prix d'État de l'URSS, comme Salam Salamzade, Kazim Kazimzade, Ibraghim Zeïnalov, assurent la direction du musée pendant de longues années.
En 1951, Mirdjafar Baguirov, premier secrétaire du Comité central du Parti communiste de la R. S. S. d'Azerbaïdjan met le bâtiment historique, connu sous le nom de palais De Bourr, à la disposition du musée. Le numéro 9 de la rue Tchkalov (anciennement Sadovaïa actuellement rue Nizami) abritait jadis la société anonyme «Partenariat de la mer Caspienne», puis, après la révolution, le Comité révolutionnaire d’Azerbaïdjan. Une fois déménagé dans le nouveau bâtiment, une nouvelle exposition d'œuvres s'est mise en place comprenant les plus belles œuvres d'art de la fondation. Le musée s'est mis ensuite à fonctionner comme un grand centre de recherche d'histoire et de critique d'art. En outre, le musée s'est mis à organiser des événements culturels, comme des salons de peinture et des concerts, ou encore des rencontres avec des intellectuels.
Après l'effondrement de l'URSS, dans les années 1992-1993, la direction du Parti Populaire d’Azerbaïdjan a ordonné le retrait du musée du palais De Bourr et son installation dans le bâtiment actuel du ministère azerbaïdjanais des Affaires étrangères. Selon Azadé Chérifova, des hommes et des femmes de culture bien connus à l’époque comme Elmira Chaktaktinskaïa, Mikhaïl Abdoullaïev, Tokay Mammadov ont eu une audience avec le président Aboulfaz Elchibek, afin de demander de ne pas déloger le musée du palais. À la suite de cette rencontre, la décision a été annulée.
Le bâtiment historique du lycée pour femmes Marie (ou gymnasium Mariinski), devenu après la révolution de 1917 siège du soviet de Bakou a été affecté au musée par décision du président et du gouvernement. Une deuxième annexe du musée a été mise en place dans un nouveau bâtiment. Le président de la République d'Azerbaïdjan Ilham Aliyev et son épouse Mehriban Aliyeva ont assisté à l'inauguration de la nouvelle passerelle reliant le premier et le deuxième bâtiment, le 7 juin 2013.

## Le bâtiment du musée

### Le premier bâtiment annexe

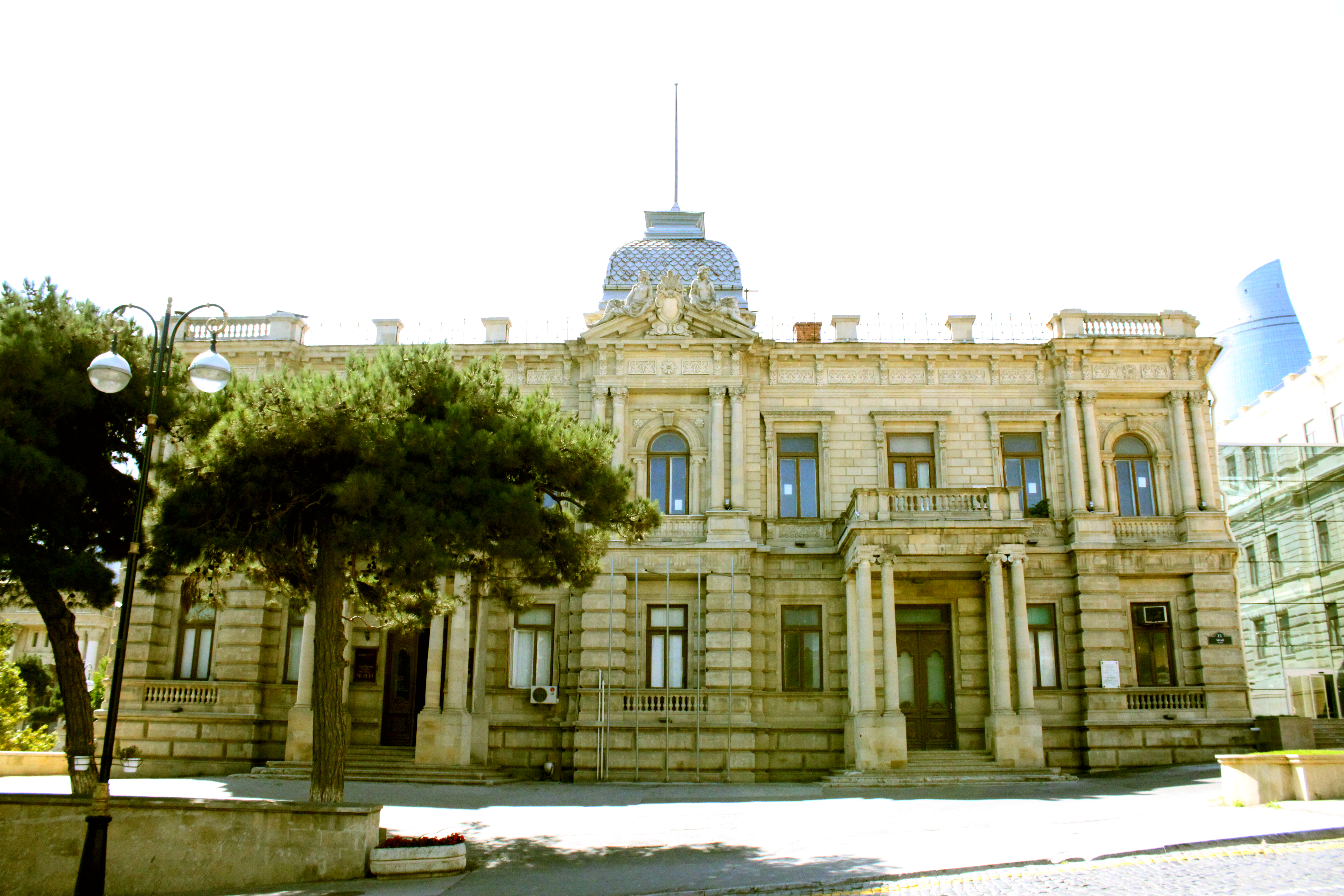
Le palais De Bourr qui abrite actuellement le bâtiment annexe du musée.

Le fortuné Léon De Bourr (1840-1889), fondateur de la Société « Partenariat de la mer Caspienne » et magnat pétrolier, soumet au comité de la ville de Bakou une demande de permis de construire pour un bâtiment en pierre de deux étages, le 26 février 1888. Il obtient l'accord le 18 avril 1888 « de l’attribution d’un lotissement de 700 kv. sagènes » dans la rue Sadovaïa (rue du Jardin, actuelle rue Nizami). Le 26 août, l’ingénieur de la ville Nikolaï von der Nonne et l’architecte et ingénieur civil Anton Kandinov donnent leur accord pour le plan du palais. Mais finalement, au vu de l'importance du projet, seul Nikolaï von der Nonne signe le contrat,,. Le projet de construction est approuvé par le maire de Bakou, Stanislav Despot-Zenovitch et par L. Nikouline, conseiller municipal, le 31 août 1888. Le chantier est rapidement mis en œuvre.
En 1889, Léon De Bourr meurt avant la fin des travaux. En janvier 1891, ses successeurs vendent le bâtiment avec les fondations posées, pour 16 000 roubles, à la Société « Partenariat de la mer Caspienne ». Le bâtiment passe alors en possession de la société et les architectes apportent des modifications au projet initial. Ils ajoutent deux portes d'entrée surmontées d'un balcon sur la façade. Les balcons donnent sur la rue Sadovaïa avec une belle vue sur le jardin Michel (ou jardin Mikhaïlkovski) (actuel jardin Vakhid).
L'édifice est terminé en 1891-1893. La société anonyme « Partenariat de la mer Caspienne » est finalisée en 1895. L’abréviation "KT" est visible sur la façade du bâtiment, mais elle est détruite par la suite. En 1895, le fondateur la Société « Partenariat de la mer Caspienne », S. İ. Baguırov s’éteint et est remplacé par son adjoint Pavel Ossipovitch Goukassov. En 1896, l’un des membres de la famille du directeur - son frère Archak Ossipovitch Goukassov - déménage au palais et occupe quelques pièces. En 1898, Pavel Ossipovitch Goukassov et sa famille déménagent à leur tour au palais. Le bâtiment subit quelques incendies à cette époque.
Après la révolution d’octobre 1917, le gouvernement de Bakou passe le 31 juillet 1918 des mains de l'Armée islamique du Caucase à la dictature de la Caspienne centrale, avec la participation du consul britannique E. Mac-Donald. Les Anglais, intéressés par le potentiel pétrolier de Bakou, attaquent la ville. Au mois d’août 1919, l’armée britannique entre à Bakou. Plus tard, le commandement de l’état-major dirigé par le général William Thompson est installé dans le bâtiment appartenant à la Société « Partenariat de la mer Caspienne ». Malgré cela, les familles Goukassov continuent d’y vivre. Ils partent ensuite en exil.
Le 28 avril 1920, une fois les détachements de l’Armée rouge arrivés à Bakou, Nariman Narimanov devient le président du comité révolutionnaire de l’Azerbaïdjan soviétique. La notion de propriété privée est abolie et les biens nationalisés. En 1921, Narimanov est élu président du soviet des commissaires du peuple et le soviet est installé au palais De Bourr. La famille de Narimanov vit au deuxième étage. En 1925, après le décès de Nariman Narimanov, la rue Sadovoïa change de nom et devient la rue Nariman Narimanov. En 1933, Mirdjafar Baguirov, premier secrétaire du comité d’État de sécurité s'installe avec sa famille au palais. Dans les années 1930, le palais est réaménagé et dans la partie gauche, un jardin est créé sous le nom de Nariman Narimanov. En 1939] le nom de la rue change de nouveau et devient la rue Chkalov. En 1951, Baguirov offre le palais au musée d’art national d’Azerbaïdjan.

### Le deuxième bâtiment annexe

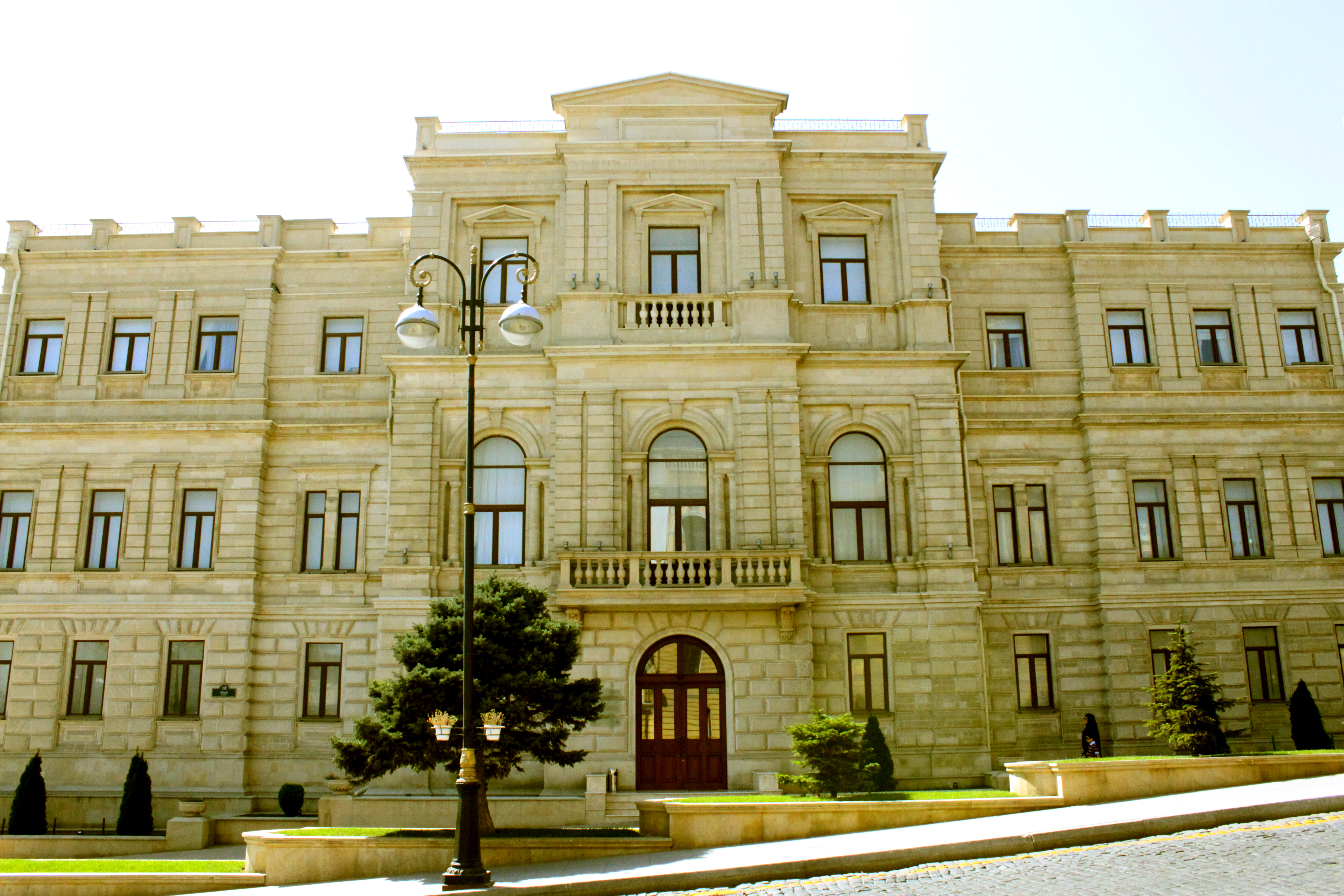
L'ancien lycée féminin Marie qui abrite aujourd'hui le bâtiment annexe du musée.

C'est en 1874, sur décision du conseil municipal de Bakou, qu'est fondé le lycée féminin Marie (ou Gymnasium féminin Mariinsky) sous la tutelle d'un conseil de protecteurs. Le conseil est dirigé par Catherine (Yékaterina) Faddeïevna Staroselskaïa, le vice-gouverneur baron von der Bruggen, Hadji Zeïnalabdine Taguiev, Hadji Housseïngoulou Safaraliev, K. F. Spaskoïe-Avtomonov et d’autres.
Même si le permis du lycée est accordé, il faut attendre plusieurs années avant de construire un bâtiment approprié. L’idée de construire un nouveau bâtiment appartient au maire de Bakou Despot-Zenovitch et au conseil des protecteurs. Au mois de septembre 1884, le conseil des protecteurs lance un appel d’offres pour la construction du lycée féminin Marie. Le projet du bâtiment est présenté par Mikhaïl Dénissovitch Botov, ingénieur civil, et officier de l'administration provinciale à cette époque. L'administration manquant de fonds, c'est au conseil des protecteurs de trouver des financements pour mener à bien le projet.
V. N. Kirsch, sous-traitant célèbre arrive alors de Moscou. Son entreprise était chargée du pavage des rues de Bakou et, pour cette raison, il connaissait de près la ville et les hauts fonctionnaires. Il s'engage à soutenir le projet de lycée et en dépit de l’opposition du maire de Bakou, les travaux sont pris en charge par lui.
La douma municipale approuve la décision de Kirsch et du conseil des protecteurs et donne son aval assorti de réserves. Même si la construction rencontre quelques difficultés financières, les travaux battent leur plein et fin juillet 1886 le rez-de-chaussée est en cours d’achèvement tandis que les travaux démarrent à l’étage supérieur. C'est finalement le 26 septembre 1887, aux alentours de 11 heures 30, que le lycée Marie est inauguré en présence de nombreux invités et personnel académique.
Le lycée ferme ses portes après la révolution d'octobre 1917 qui met fin à l'Empire russe. Il abrite dans les années 1920 diverses organisations révolutionnaires.
Après l'effondrement de l'URSS, l’Azerbaïdjan devient indépendant et le bâtiment historique du lycée est affecté au musée des arts d'Azerbaïdjan, puis une annexe du musée est construite.

## La collection du musée
Quelque trois mille œuvres sont exposées dans plus de soixante salles du musée. Le bâtiment principal abrite sept salles consacrées à l’art occidental, dix salles à l’art russe, le reste est consacré à l’art persan, turc, japonais et d’autres pays. Le deuxième bâtiment abrite huit salles réservées à l’art antique et médiéval de l’Azerbaïdjan, trente salles pour la peinture et la sculpture azerbaïdjanaise. Dans ces salles, à côté des œuvres des artistes azerbaïdjanais des XVIIIe, XIXe et XXe siècles, sont exposés des chefs-d’œuvre des arts appliqués de différentes périodes du Moyen Âge, en particulier les tapis d'espèces rares, des tapis azerbaïdjanais appartenant à différents groupes, ainsi que des œuvres d'art uniques retrouvés dans les fouilles archéologiques, vêtements médiévaux, articles ménagers, etc. On remarque aussi des salles exposant des vêtements ou des ceintures pour homme et femme, ainsi que des salles pour des armes. Les œuvres d'art faites de métaux précieux et ornées de pierres précieuses et semi-précieuses. Au total, plus de 1 700 pièces sont aussi présentées. Mais il n’est pas possible de montrer toutes les pièces en même temps et les œuvres exposées changent périodiquement, permettent à aux visiteurs de voir ainsi d’autres œuvres.

### Collection de l’art antique et médiéval de l’Azerbaïdjan
La collection de l’art antique et médiéval de l’Azerbaïdjan contient des objets d’art antique et médiéval retrouvés sur le territoire azerbaïdjanais. Une bonne partie de la collection se trouve dans huit salles du musée. Parmi les œuvres exposées, il y a des figurines d'oiseaux de l’Âge du bronze retrouvées au Nachichévan datant de l’époque des Mannéens, des figures féminines découvertes à Bakou et à Shaki datant des IIIe et Ier siècles av. J.-C., des figures humaines appartenant à l’Albanie du Caucase retrouvées à Khinisli, dans la région de Shémakhi, des porcelaines de différentes époques trouvées à Gandja, Beylagan (en), Gabala et Mingachevir, des inscriptions sur des dalles de pierre découvertes par l’expédition archéologique de Caspienne, où l'on peut y trouver des représentations de moutons et de chevaux en pierre apportées de la région de Latchine (pierres tombales) et du complexe des monuments d’Urud.

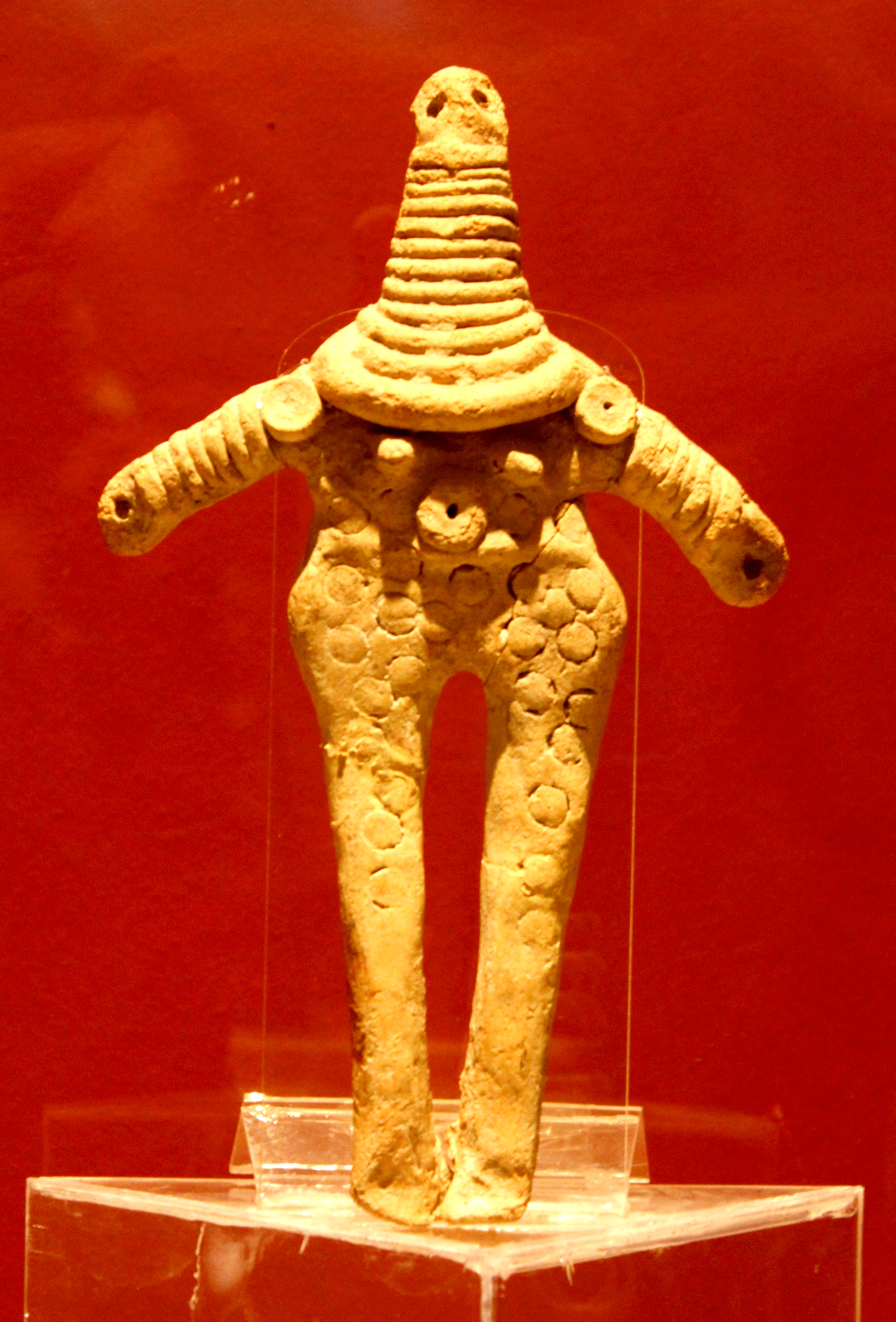
Buste féminin en porcelaine daté entre les IIIe et IIe millénaires av. J.-C. découvert au kourgane de Tépébashi, situé au village de Fazil à Shaki.
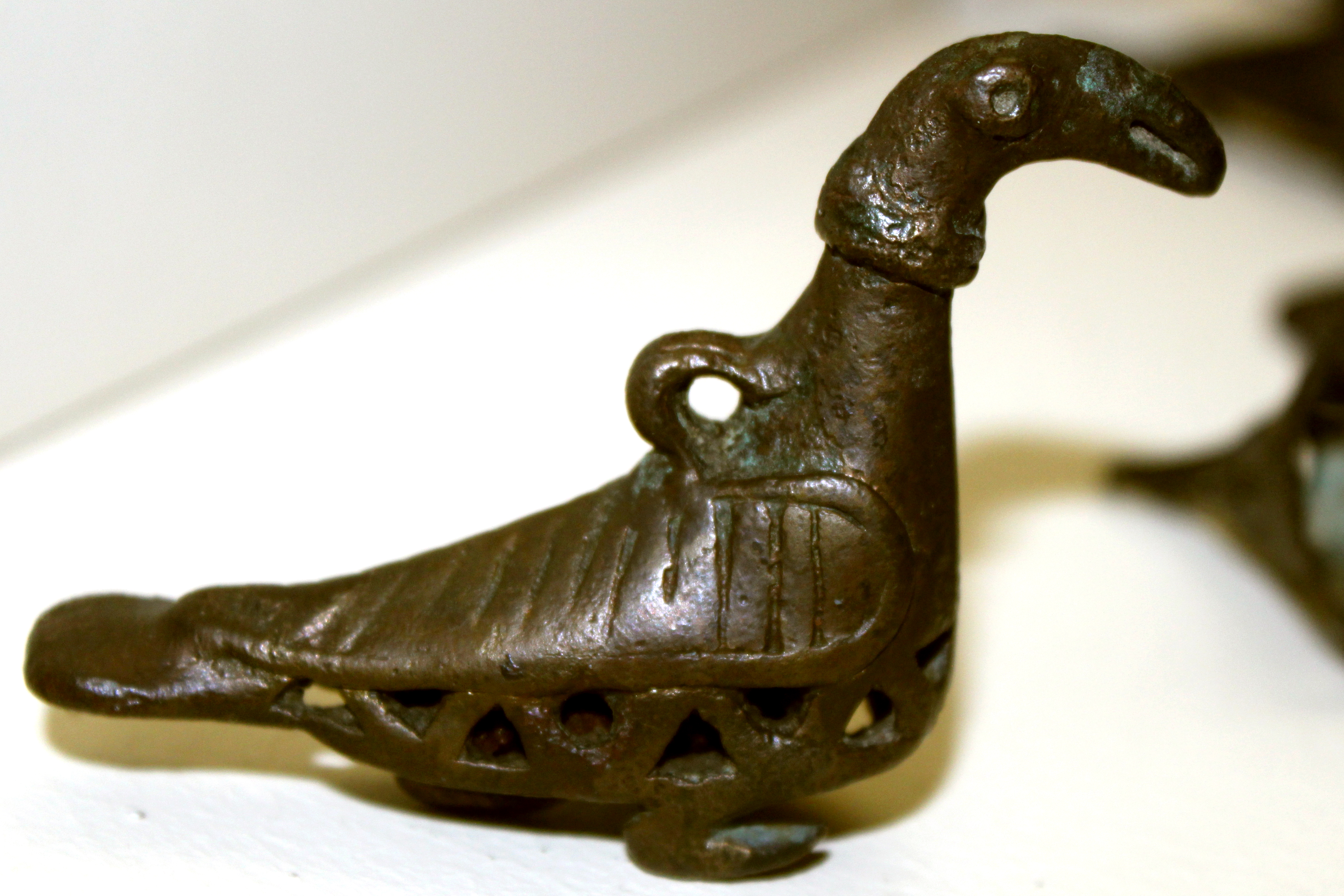
Figurine d'oiseau en bronze datée entre les IIIe et IIe millénaires av. J.-C. appartenant à l'époque des Mannéens découverte à Nakhitchevan.
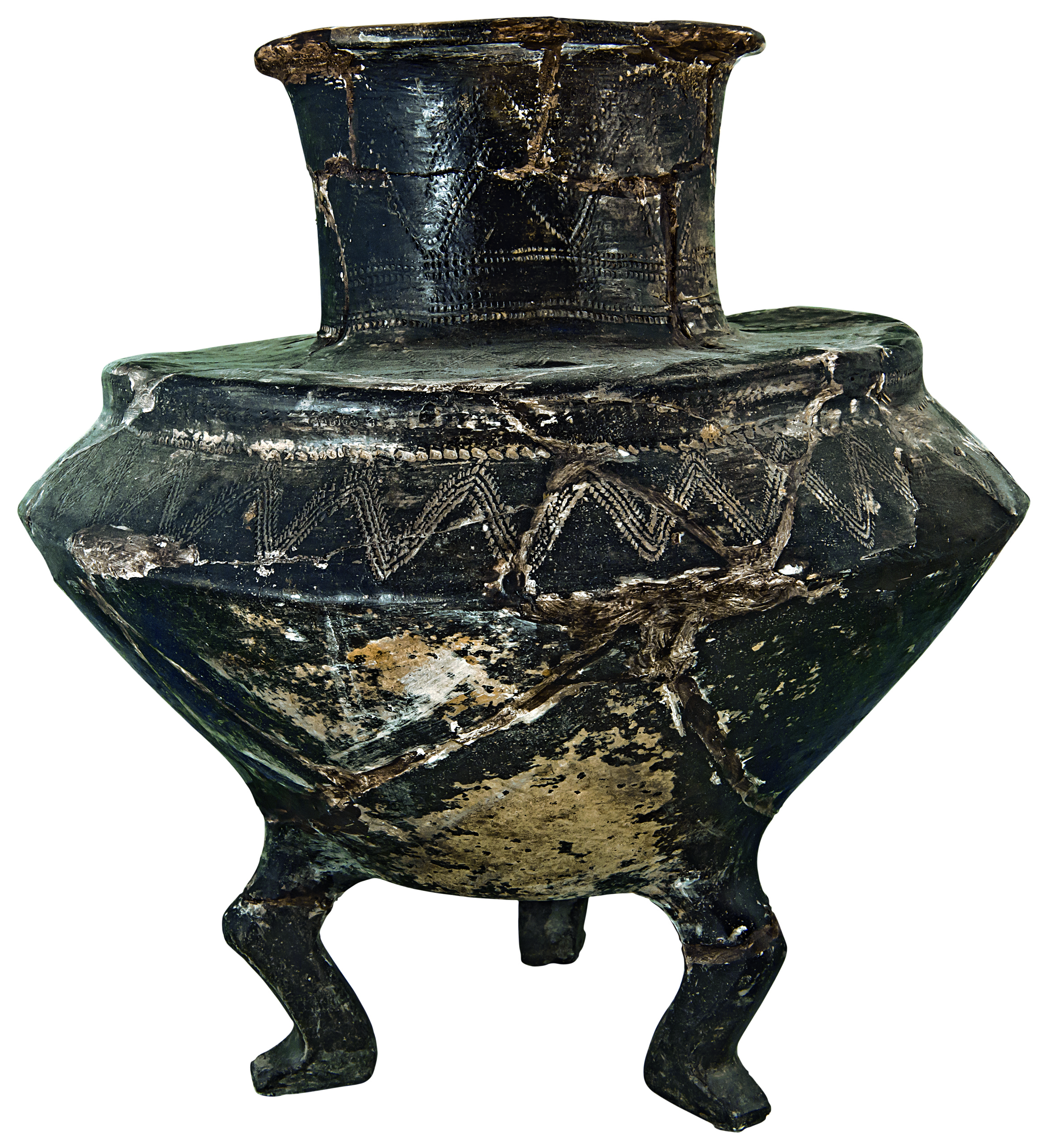
Porcelaine appartenant à l'Albanie du Caucase découverte à Gabala (Ier millénaire av. J.-C.)
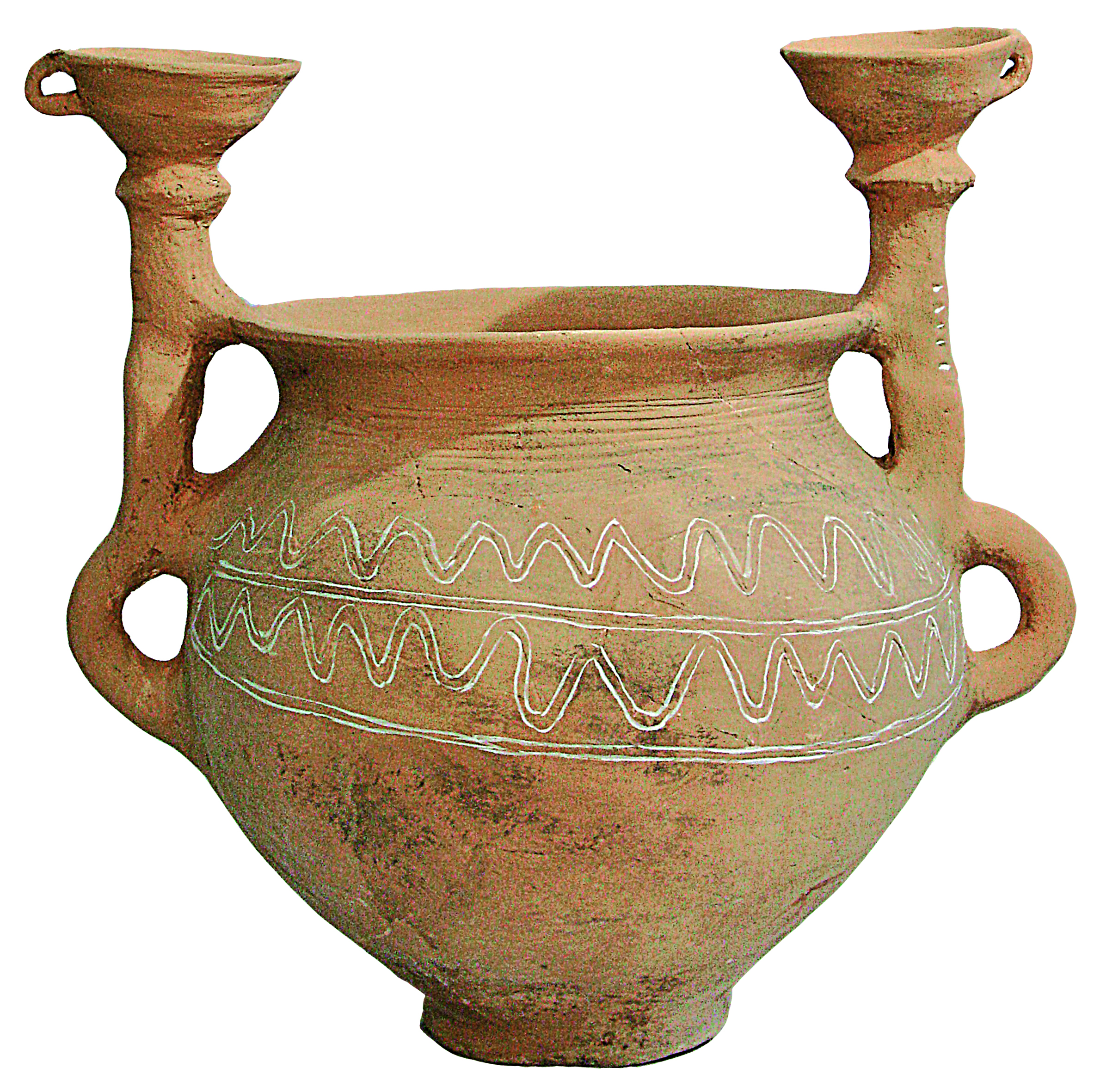
Porcelaine découverte à l’église de Mingachevir
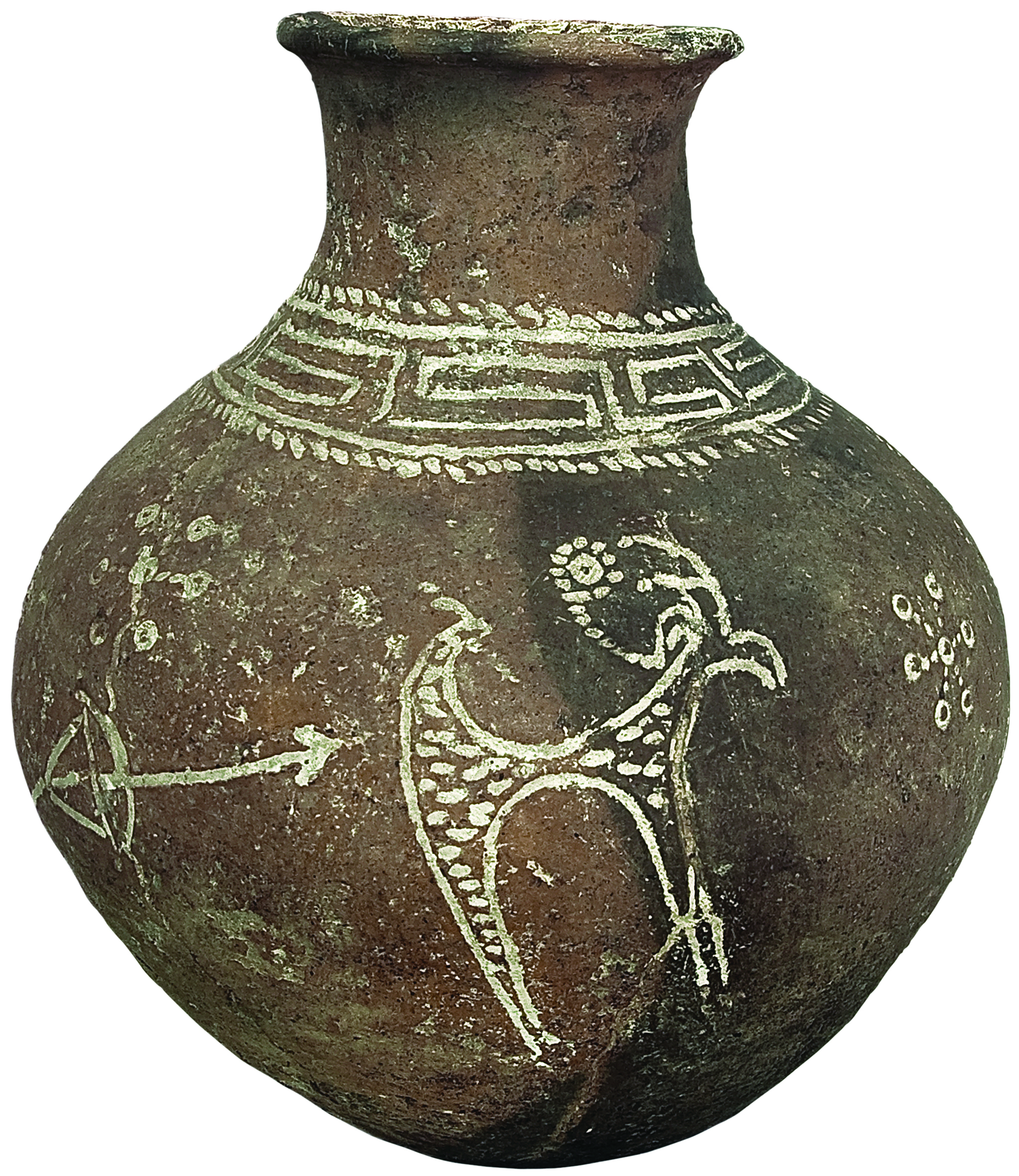
Porcelaine découverte à Nakhitchevan datant de l'époque des Mannéens.
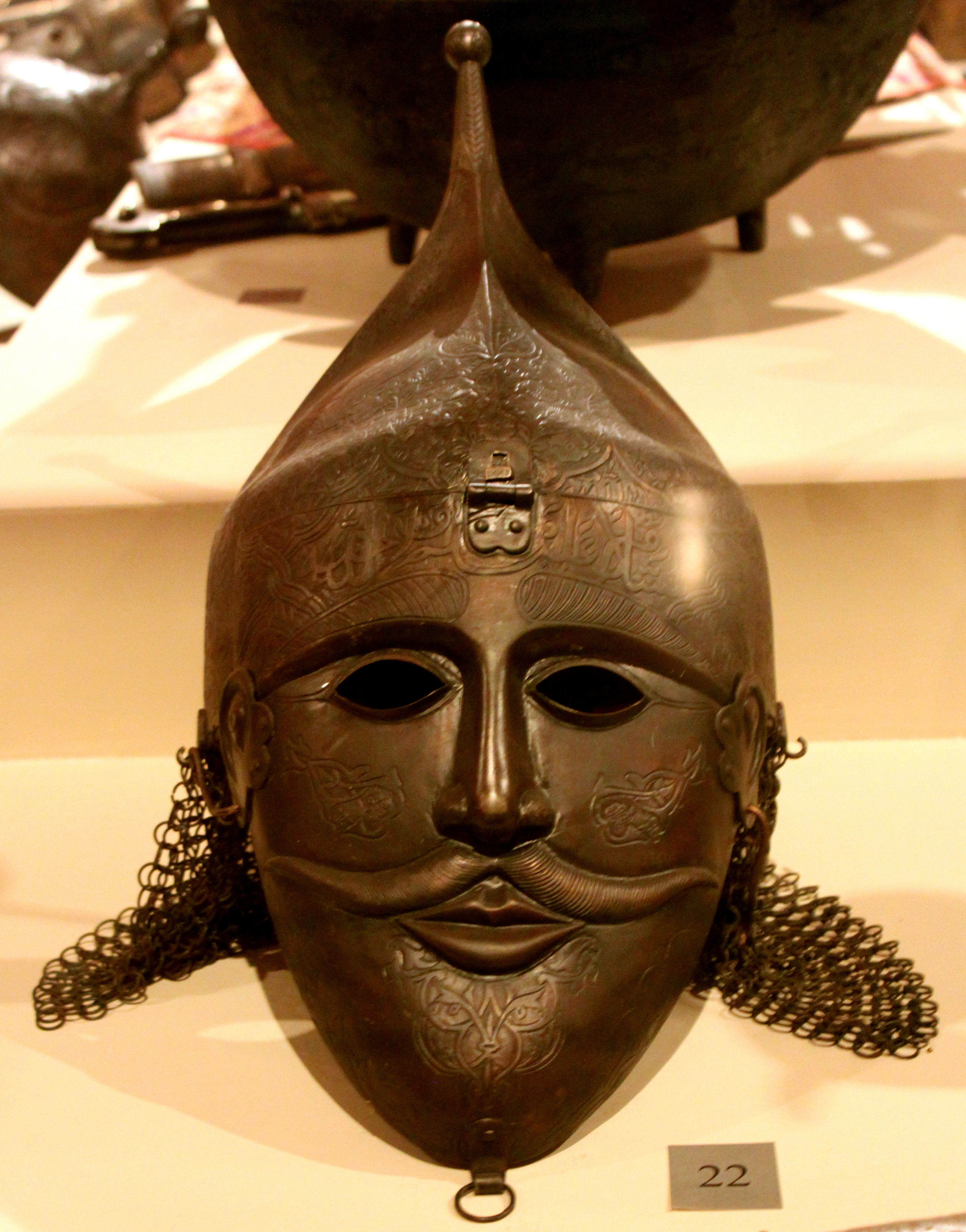
Heaume d'un guerrier médiéval de l'Azerbaïdjan
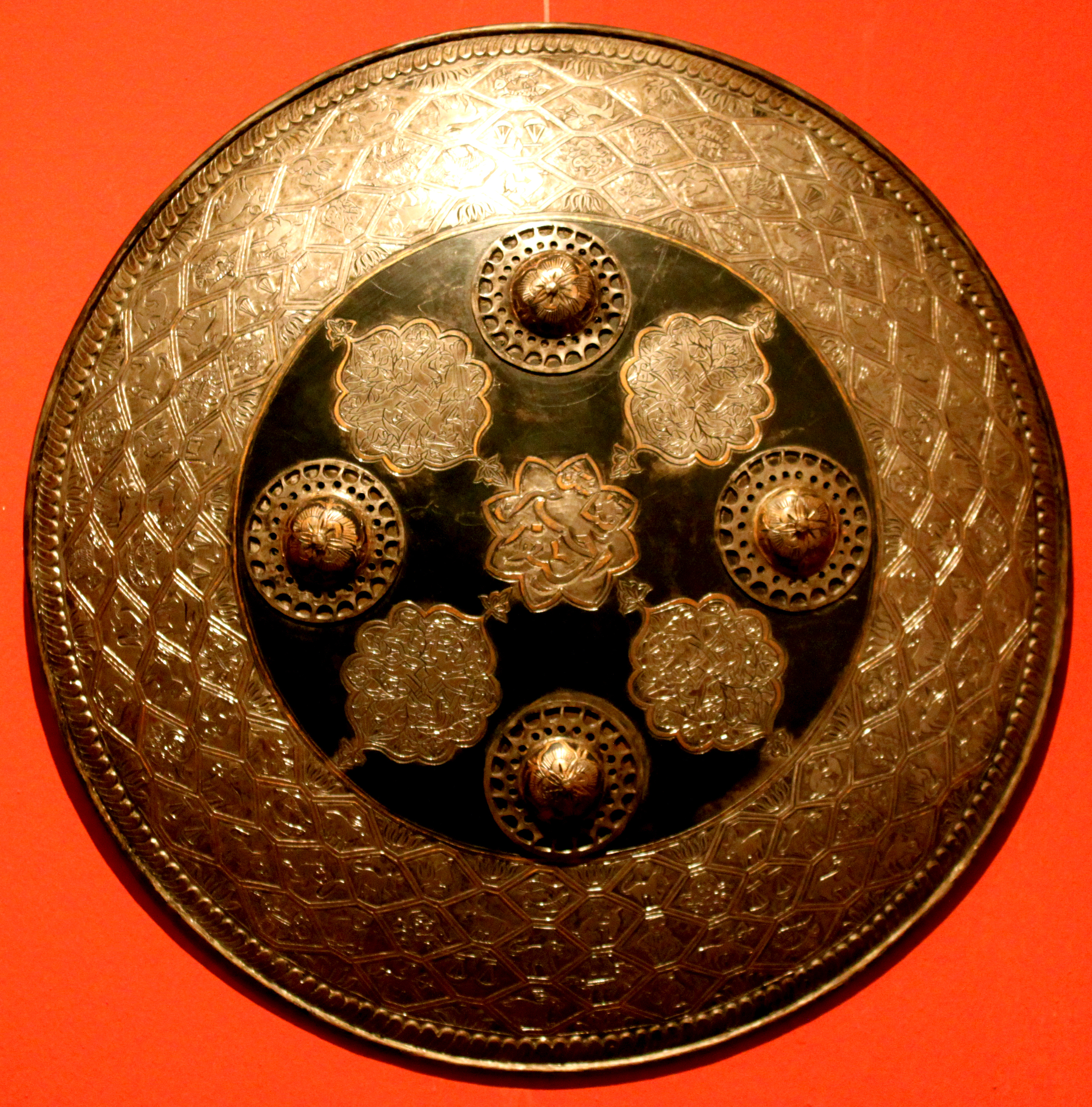
Écu décoratif. Khanat du Karabagh.
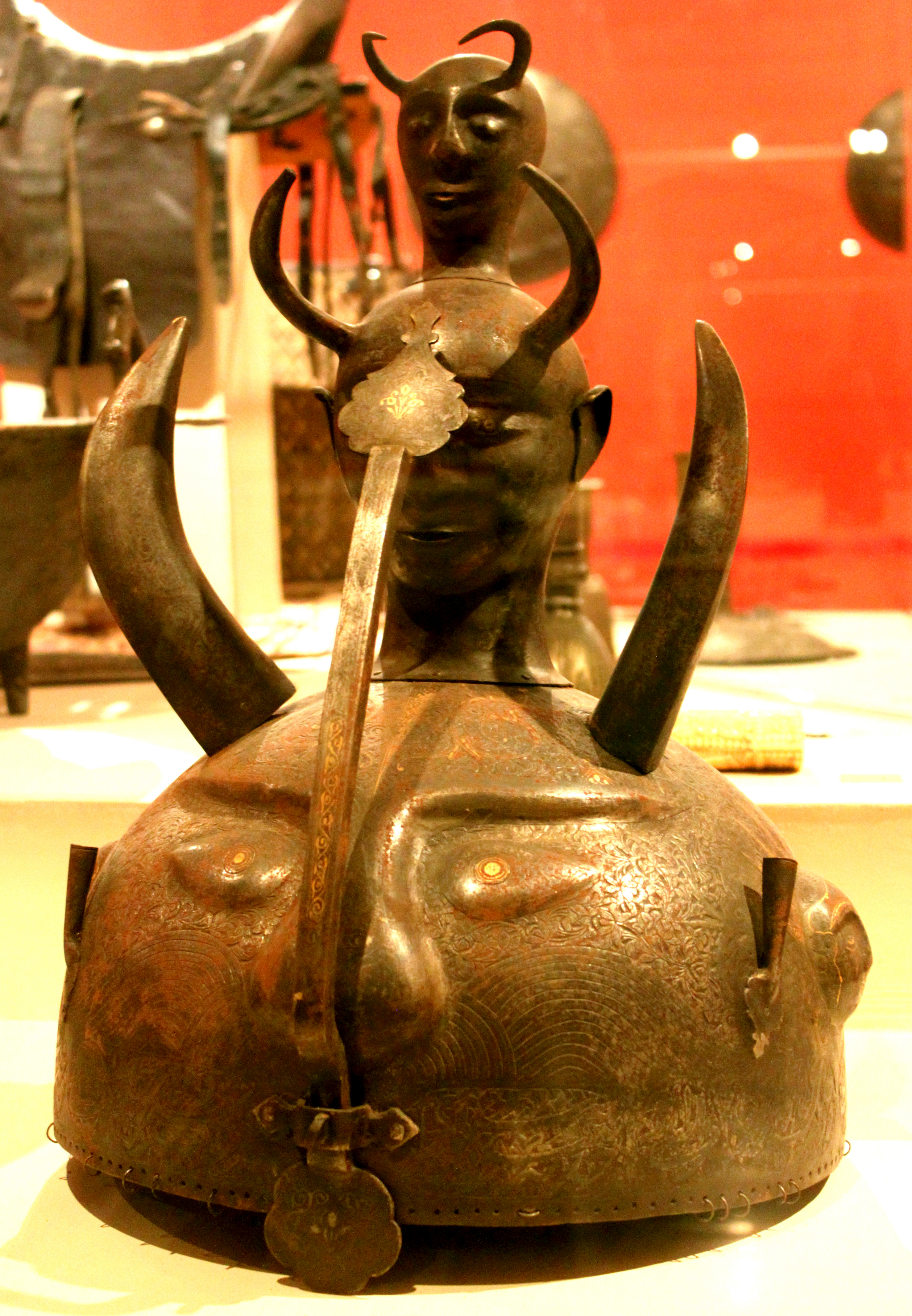
Heaume datant de l’époque des Sajides.
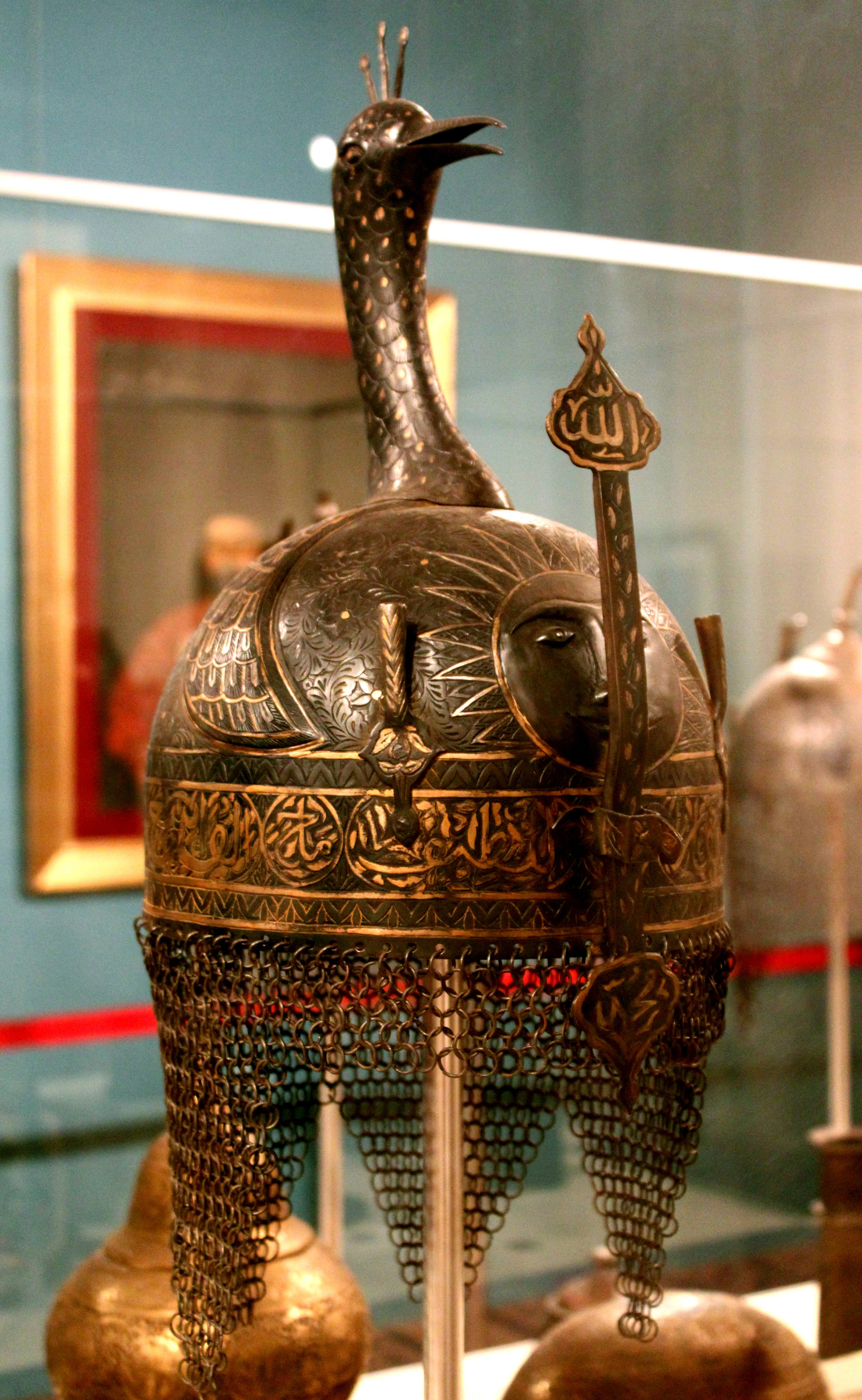
Heaume datant de l’époque des Atabegs.
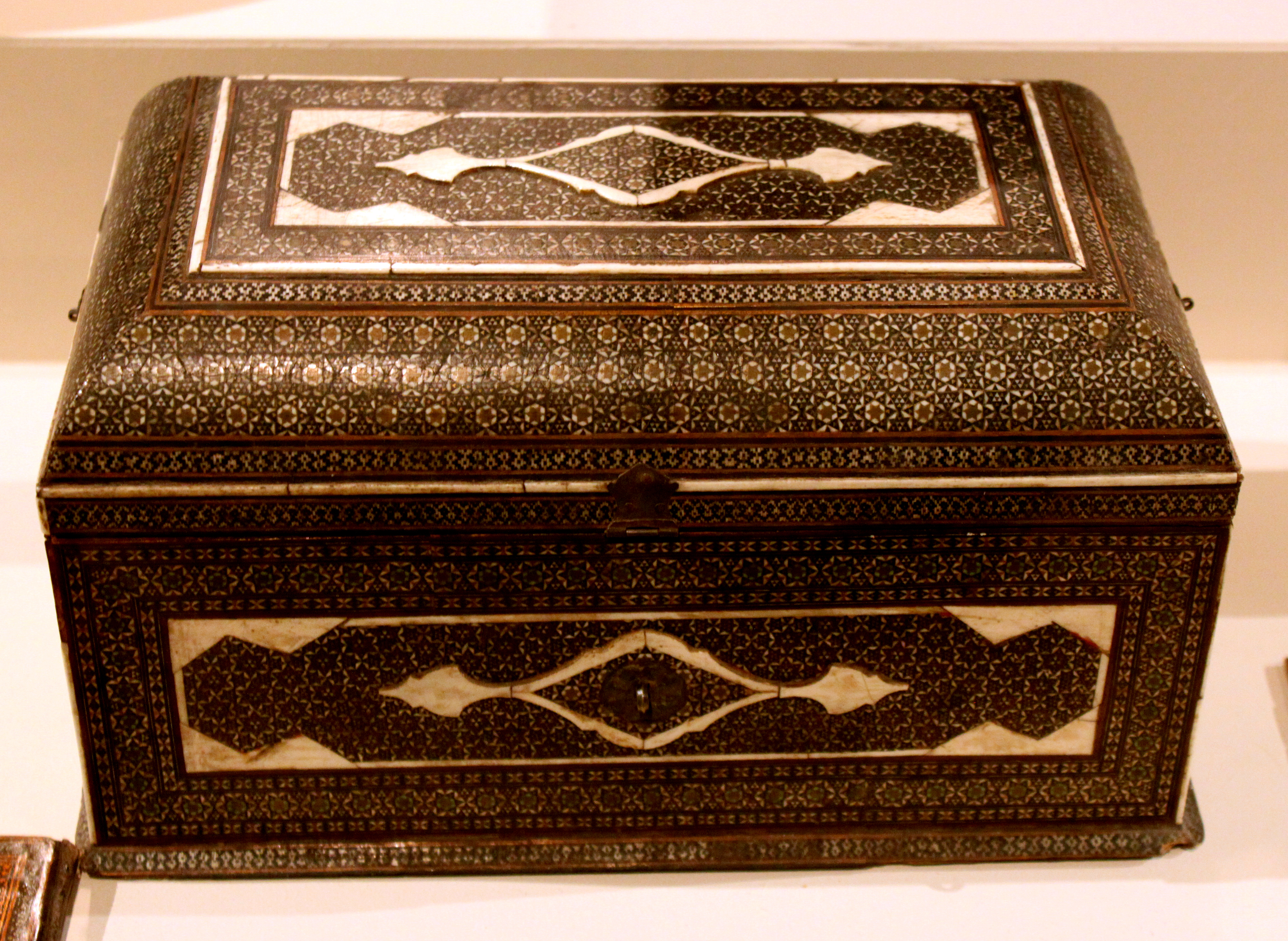
Boîte faite d’ivoire. Tabriz.

### Collection d’art d’Égypte antique
La collection de l’Égypte antique est visible au deuxième bâtiment du musée. La collection contient les œuvres couvrant différentes branches de l’art de l’Égypte antique. Parmi les œuvres présentées, il y a le bas-relief d’un Égyptien tenant dans la main la statue de Maât ; le bas-relief de la déesse Sekhmet remontant au Ier millénaire av. J.-C. ; le buste du pharaon du IIe siècle av. J.-C. ; un sphinx et d'autres œuvres d'art de la première moitié des VIe et IIe siècles av. J.-C..

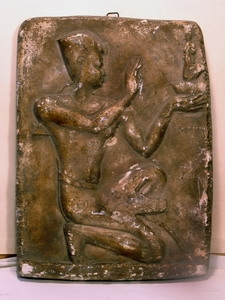
Bas-relief d’un Égyptien tenant la statue de Maât dans la main.
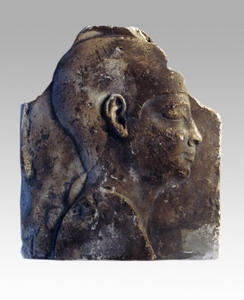
Tête d’un Égyptien, Ier millénaire av. J.-C.
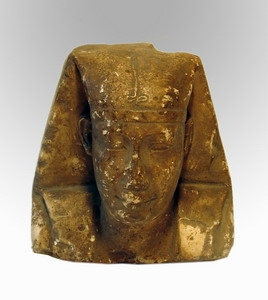
Tête d’un pharaon, IIe siècle av. J.-C.
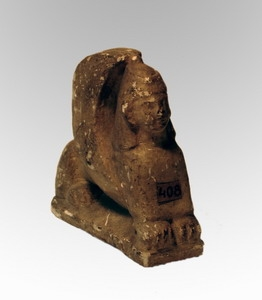
Sphinx, première moitié du VIe siècle av. J.-C.
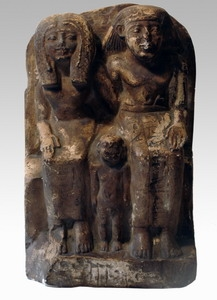
Homme égyptien, femme égyptienne et enfant, XVe siècle av. J.-C.
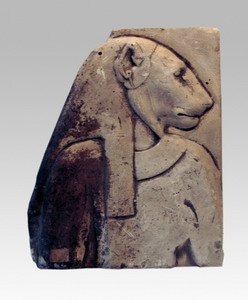
La déesse Sekhmet, Ier millénaire av. J.-C.
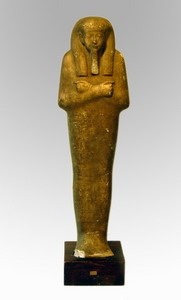
Ouchebti, XIVe-XIIIe millénaire av. J.-C.

### Collection de peinture

#### Peinture azerbaïdjanaise

##### XIXesiècle
Les premières œuvres des peintres professionnels azerbaïdjanais se trouvent dans les salles de peinture azerbaïdjanaise du XIXe siècle. À part des peintres comme Mirza Gadim Iravani, Mir Mohsen Navab, fondateurs de la peinture réaliste de l’Azerbaïdjan, la collection comprend les tableaux du maître Usta Ganbar Garabagi qui vécut au XVIIIe siècle et des œuvres de peintres azerbaïdjanais inconnus du XIXe siècle.

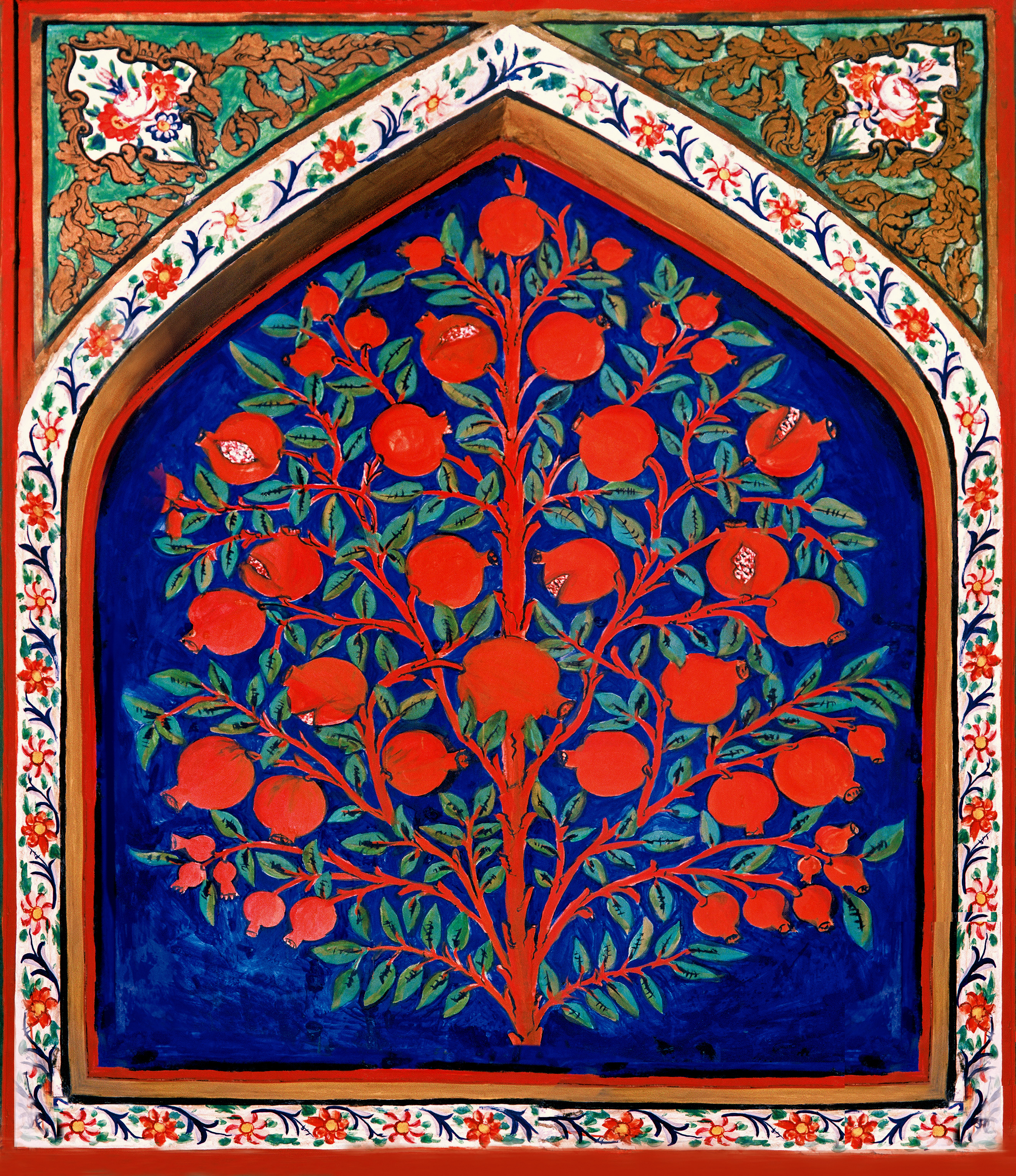
Usta Ganbar Qarabaghi – Arbre de vie du Palais de Khan de Shéki, fin du XIXe siècle
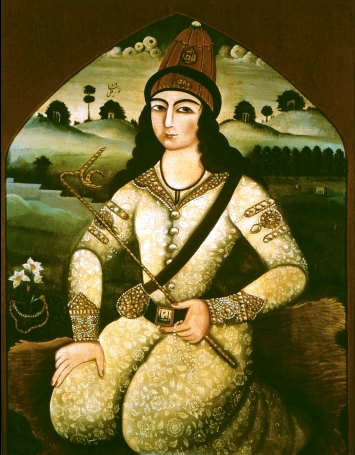
Peintre inconnu – portrait de Shah Dervish Noureli, XIXe siècle
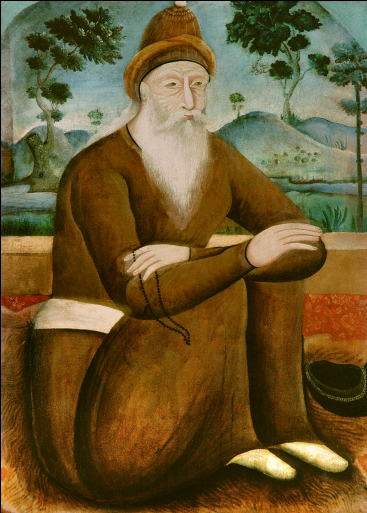
Peintre inconnu – portrait de Dervish Sultan Bayazid, XIXe siècle
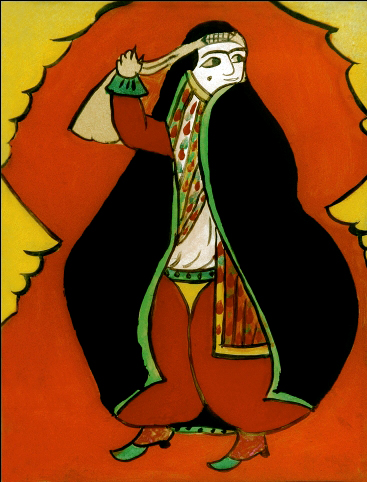
Peintre inconnu – portrait d’une femme musulmane, XIXe siècle
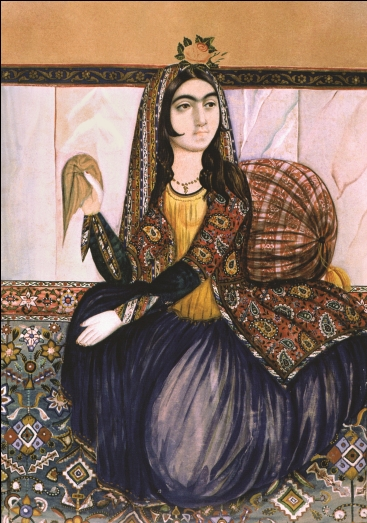
Mirza Gadim Iravani – portrait d’une femme assise, 1870
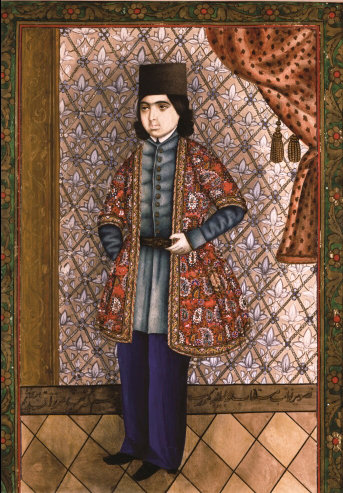
Mirza Gadim Iravani – portrait d’un jeune homme, milieu du XIXe siècle
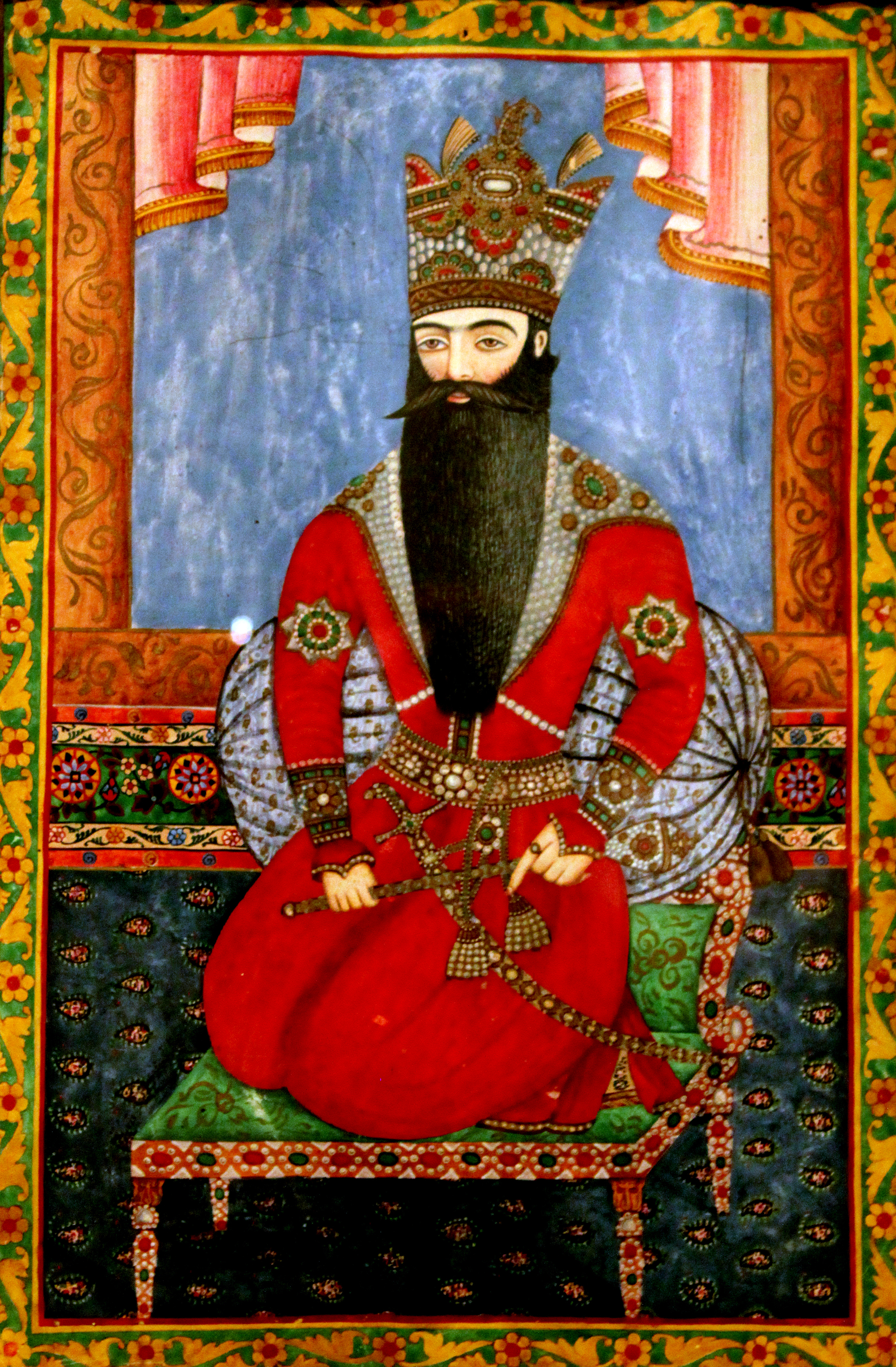
Mirza Gadim Iravani – portrait de Fatali Shah Qadjar
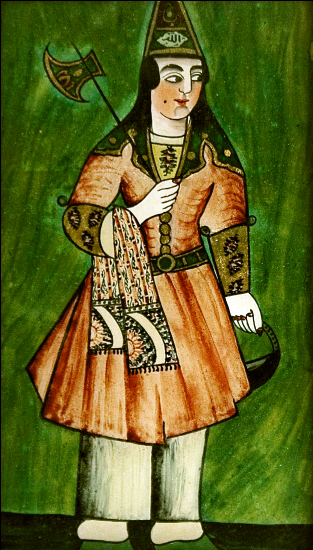
Mirza Gadim Iravani – Derviche

##### XXesiècle
Les œuvres des peintres qui ont vécu et travaillé en Azerbaïdjan sous l’Union soviétique et l’Azerbaïdjan après l’indépendance sont dans les salles de peinture d’Azerbaïdjan du XIXe siècle. La collection comprend Beyruz Kengerli, Azim Azimzade, Nadir Abdourakhmanov, Baba Aliyev, Sattar Béklulzadé, Togroul Narimanbekov, Khalida Safarova, Boyukaga Mirzézadé, Ogtay Sadigzade, Mikhail Abdullayev, Elmira Shahtakhtinskaya, Rasim Babayev, Elbay Rzaguliyev, Takhir Salakhov, Maral Rakhmanzadé, Hasan Haqverdiyev, Taghi Tagiyev, Vajiha Samedova, Omar Eldarov, Togroul Sadigzadé, Ogtaï Chikhaliyev et de dizaines des œuvres de peintres. Des salles spéciales sont à la disposition des œuvres de Sattar Béklulzadé et Takhir Salakhov.

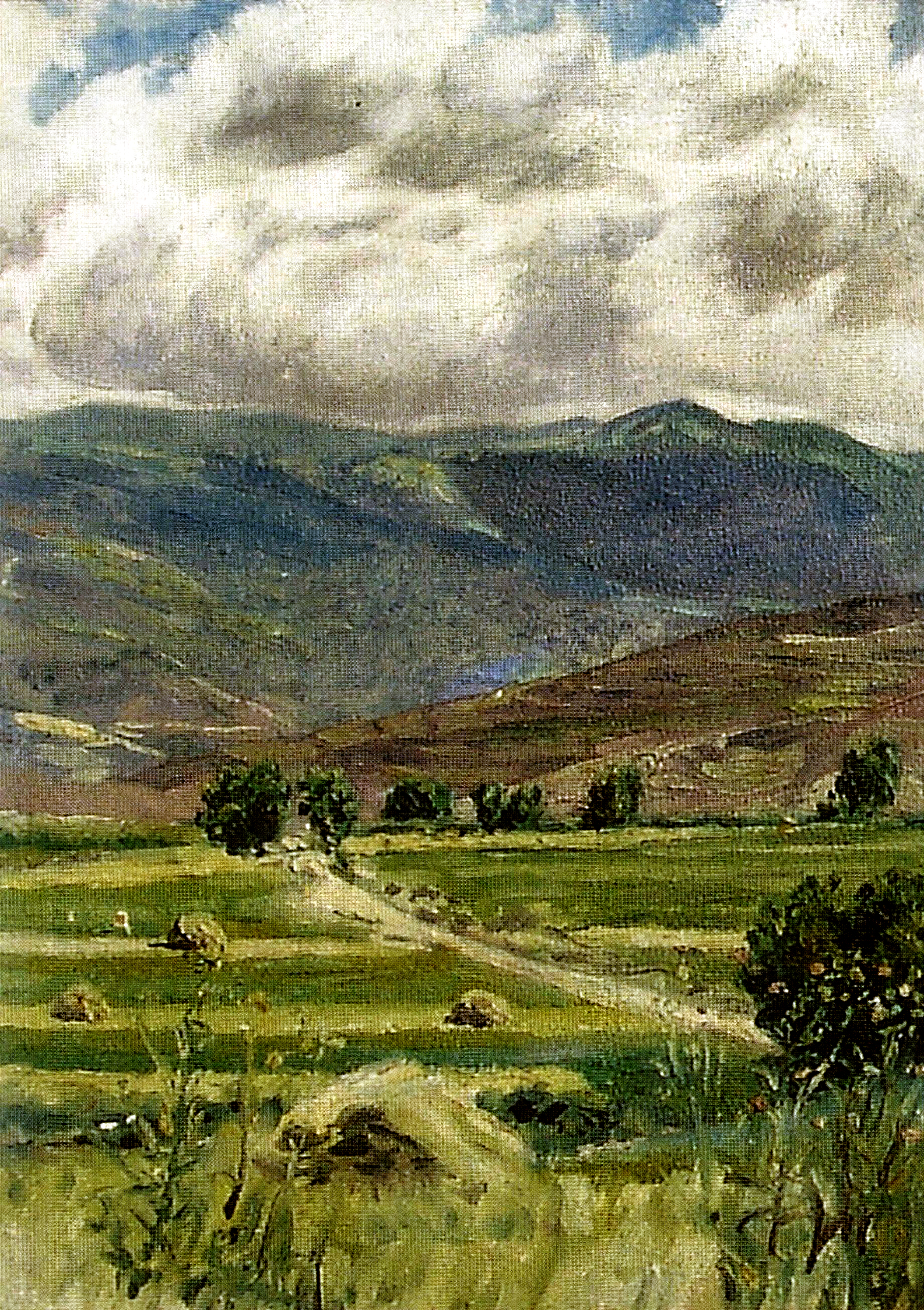
Bekhruz Kangarli – Vue d’une montagne
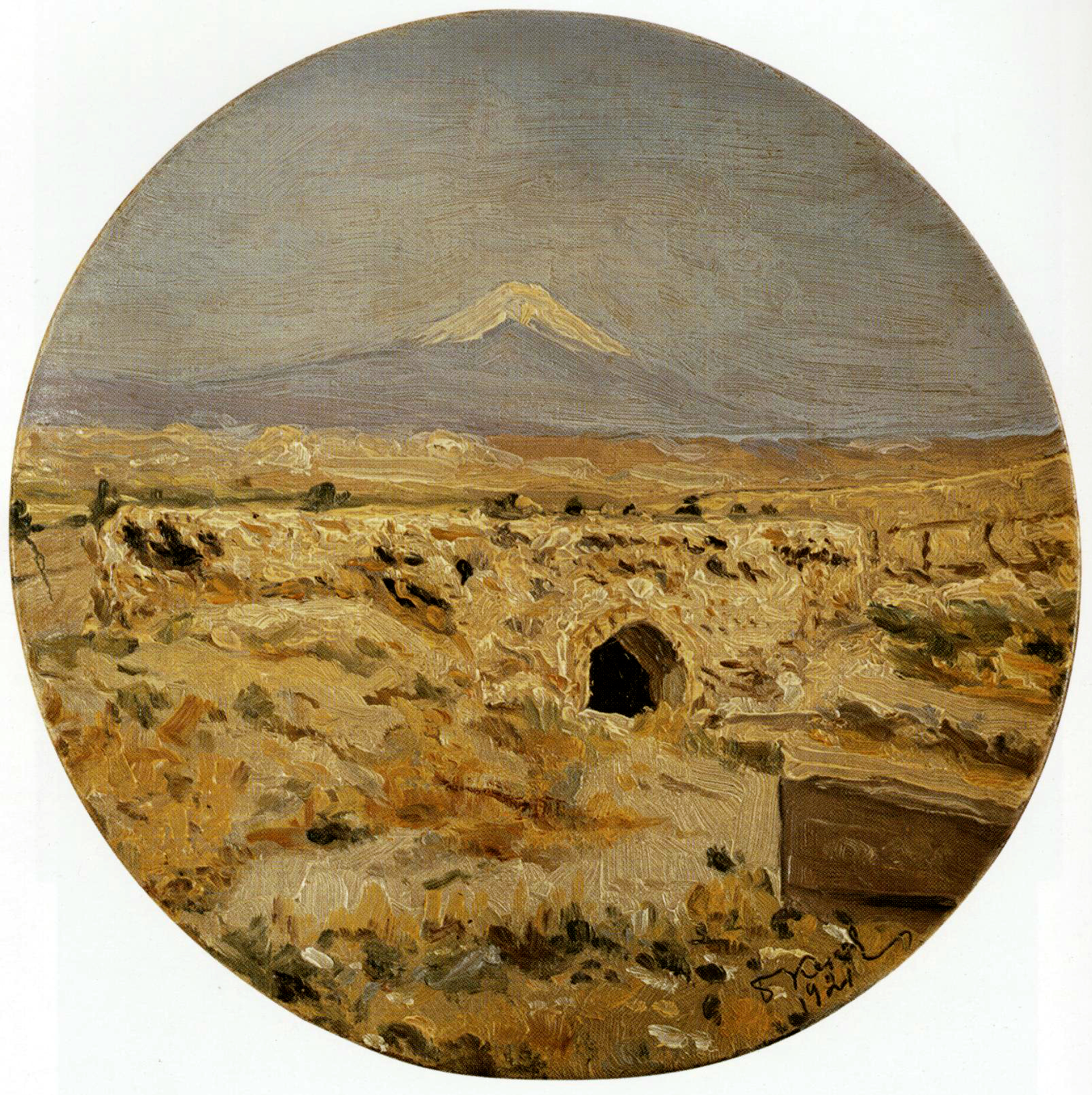
Bekhruz Kangarli – Le tombeau du Prophète Noé
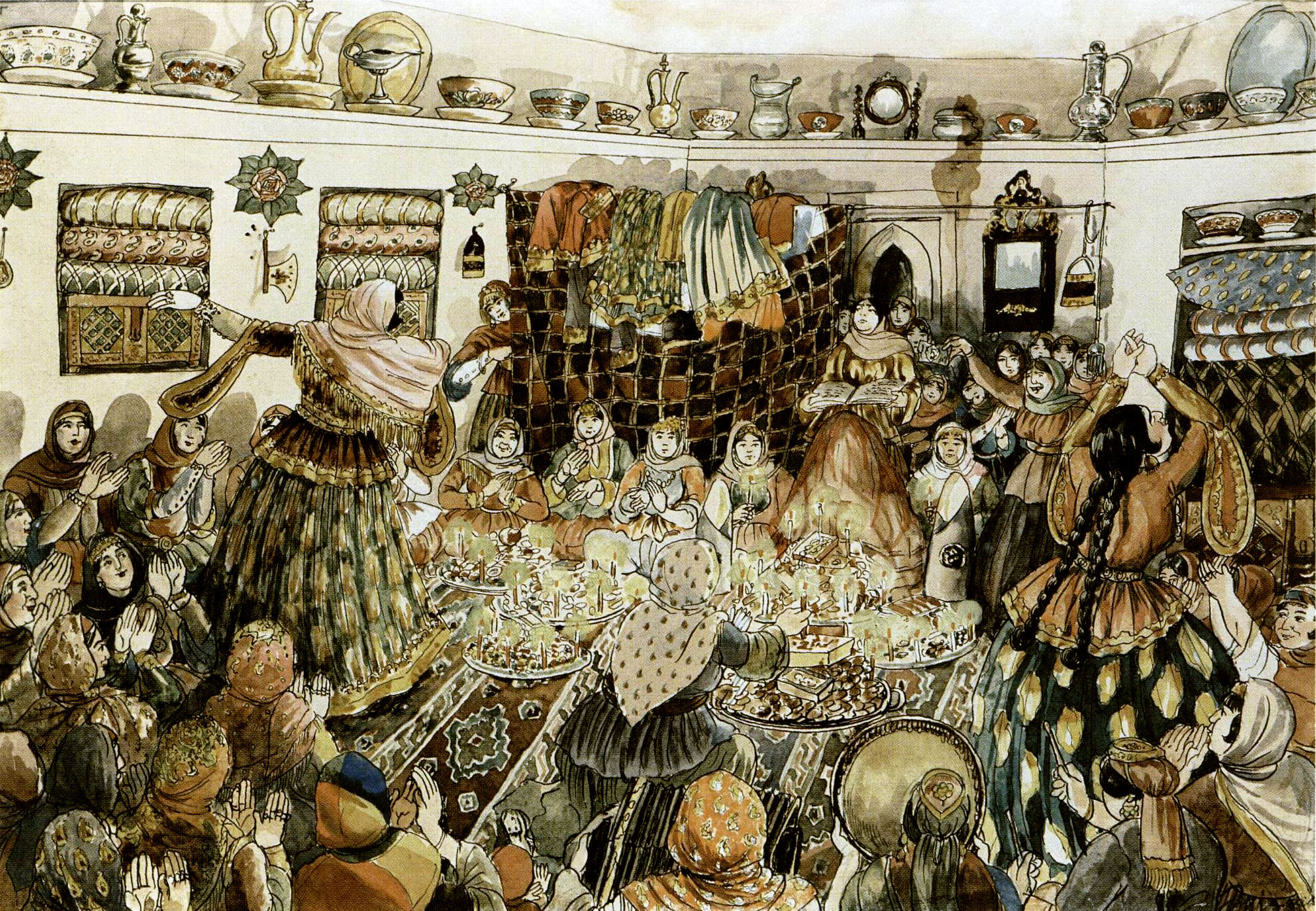
Azim Azimzade – Mariage d’une femme, 1930
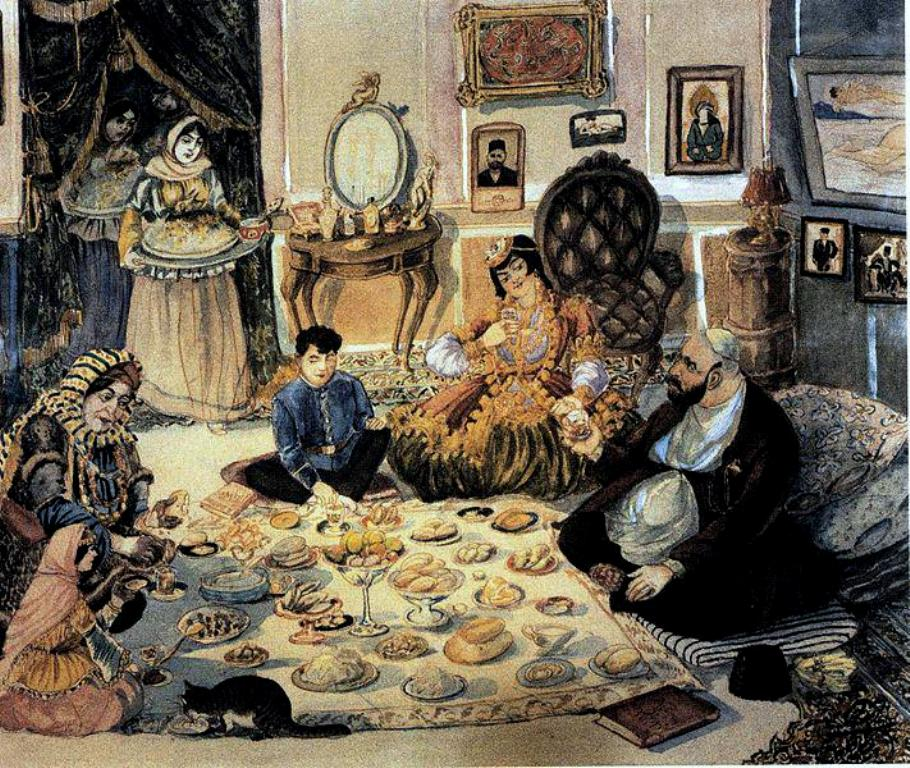
Azim Azimzade – Le Ramadan chez un riche, 1932

#### La peinture russe
Les œuvres des peintres russes se présentent dans trois collections. La première regroupe la peinture religieuse, on y trouve des icônes russes datant de plusieurs époques. La deuxième et la troisième réunissent la collection des œuvres de peintres russes des XIXe et XXe siècles.

##### Collections d’icônes
La collection d’icônes du musée national d’art d’Azerbaïdjan contient des icônes datant des époques différentes. Cette collection comprend Moscou, Novgorod, Vladimir, Pskov et des œuvres appartenant aux différentes écoles d’icônes. Parmi les exemples les plus précieux de la collection, il y a l'icône célèbre Notre-Dame de Vladimir du XVIe siècle, l'icône de Notre-Dame de Kazan du XVIIe siècle, deux icônes appartenant à l'école de Moscou La Résurrection de Jésus et l'icône de Jésus-Christ Sauveur, retravaillée dans le style de l’école de Novgorod par Ivan Kapousta en 1794 et bien d'autres exemples.

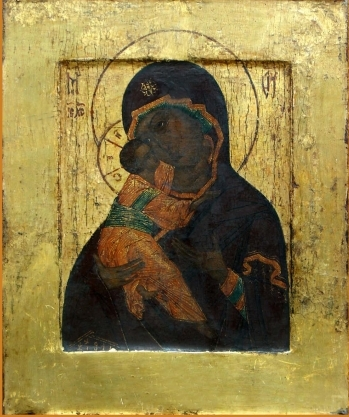
Icône de la Mère de Dieu de Vladimir, peintre inconnu, fin du XVIe siècle
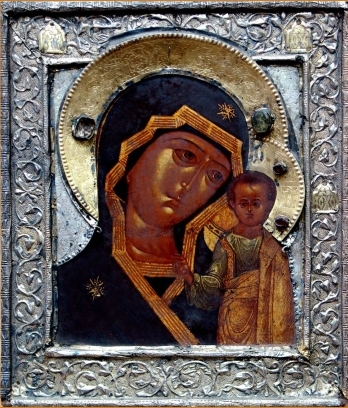
Icône de la Mère de Dieu de Kazan, peintre inconnu du XVIIe siècle
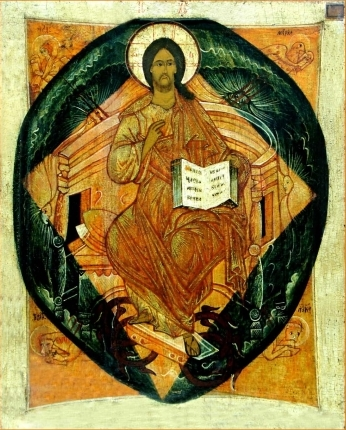
Icône de la Résurrection de Jésus, peintre inconnu du XVIIe siècle, école de Moscou
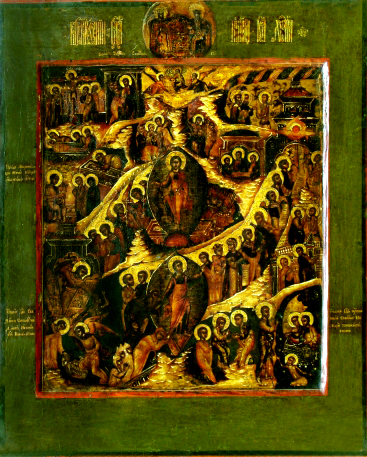
Icône de la Résurrection de Jésus, peintre inconnu du XVIIe siècle, école de Moscou
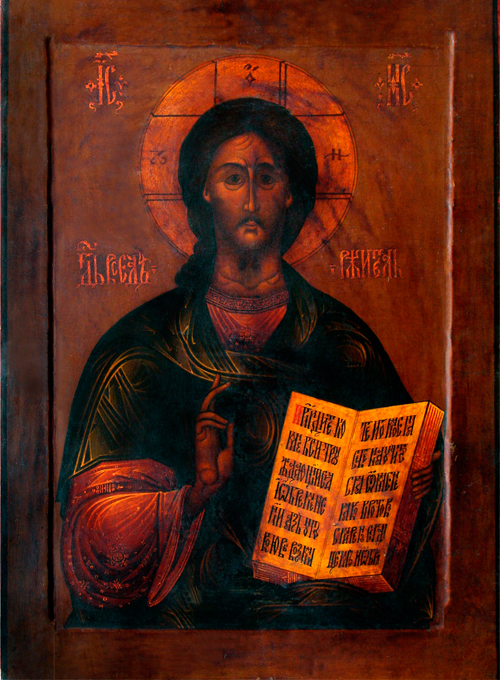
Icône de Jésus-Christ, sauveur universel, Ivan Kapousta, école de Novgorod, 1794
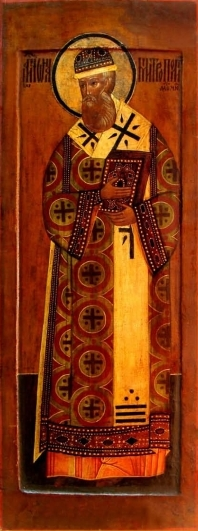
Icône du métropolite Alexis, peintre inconnu, école de Novgorod, milieu du XVIIe siècle
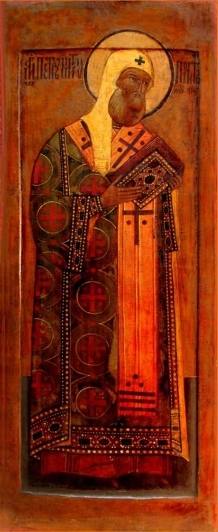
Icône du métropolite Pierre, peintre inconnu, école de Novgorod, milieu du XVIIe siècle
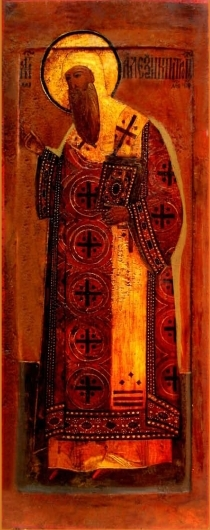
Icône du métropolite Johann, peintre inconnu, école de Novgorod, milieu du XVIIe siècle
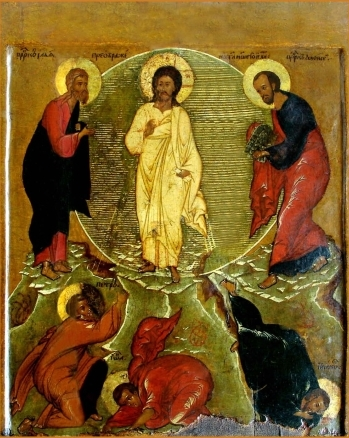
Icône de la Transfiguration, peintre inconnu, milieu du XVIIe siècle, Pskov
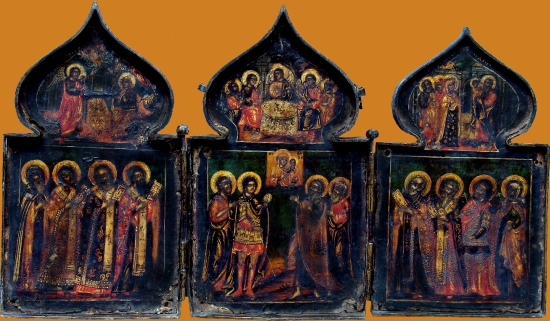
Triptyque: L’Annonciation, la Trinité, la Présentation, peintre inconnu, milieu du XVIIe siècle

##### XIXesiècle
La collection d'art russe du XIXe siècle comprend des œuvres de peintres de cette époque dont on peut citer A. Venetsianov, K. Lemokh, A. Ivanov, V. Verechtchaguine, P. Verechtchaguine, V. Poukirev, V. Tropinine, I. Orlovski, I. Chichkine, L. Jodeyko, K. Brioullov, A. Kouïndji, V. Makovsky, I. Aïvazovski, A. Bogolioubov et d'autres artistes. Le sujet de certaines œuvres de cette collection est lié au Caucase et à l'Azerbaïdjan. À titre d'exemple, on peut voir le tableau de Piotr Verechtchaguine Vue de Bakou depuis la mer et celui d’I. Aïvazovski La Tempête au-dessus d'un navire qui appartenait auparavant à H. Z. Taguiev.

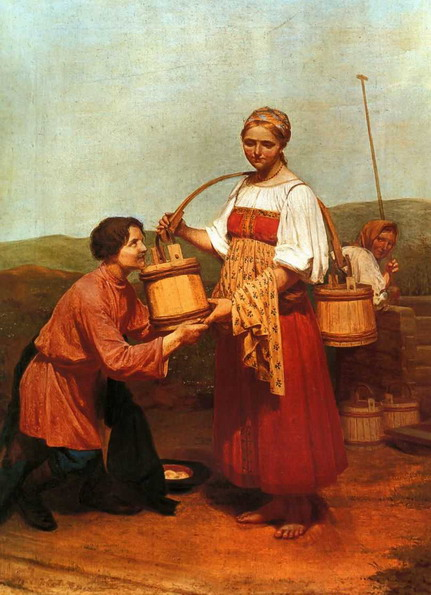
A. Venetsianov – Rencontre auprès d’un puits, 1843
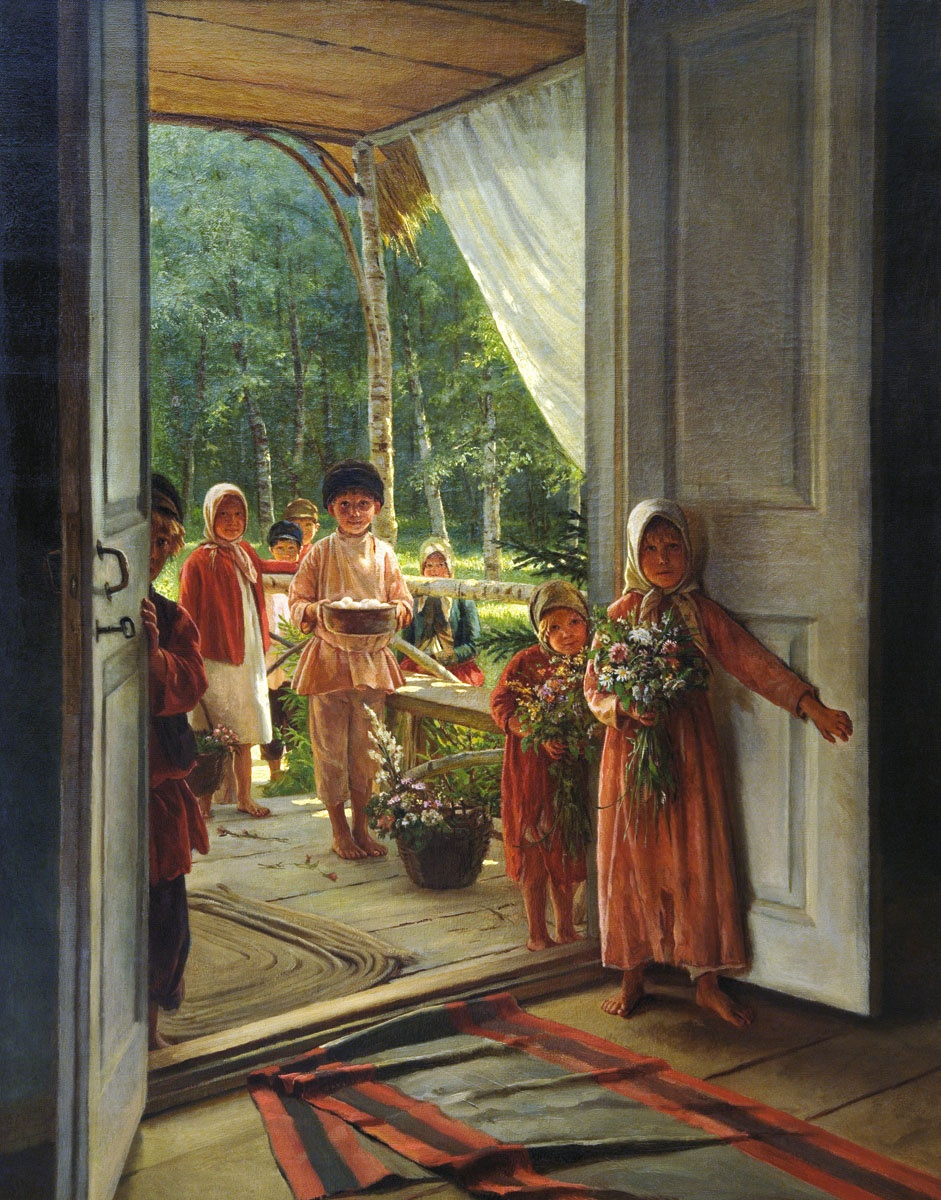
Kirill Lemokh – L’Été, 1890
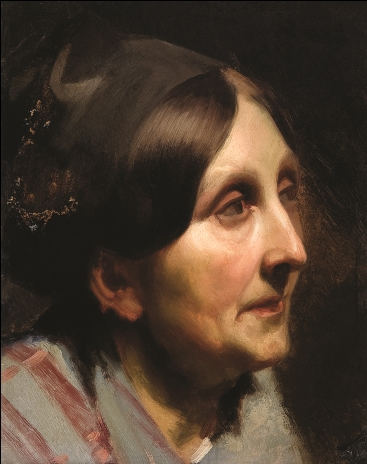
Alexandre İvanov – Étude de tête de femme, 1835
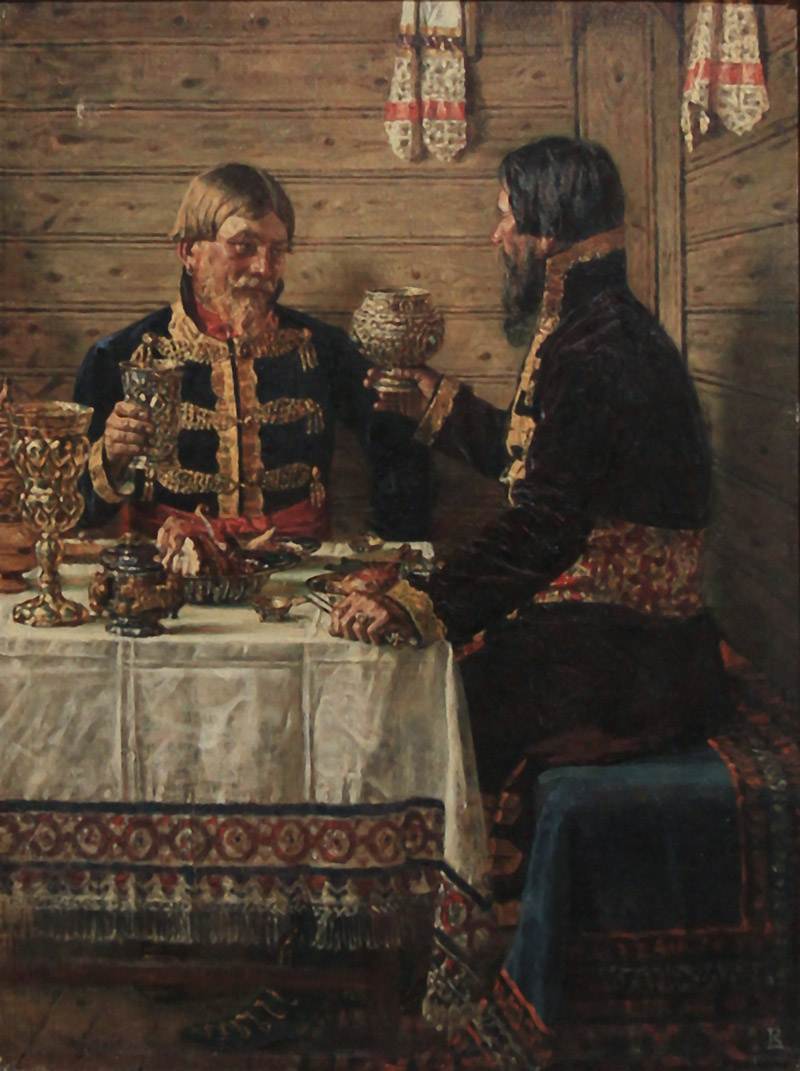
Vassili Verechtchaguine– Parrains gentils, 1890
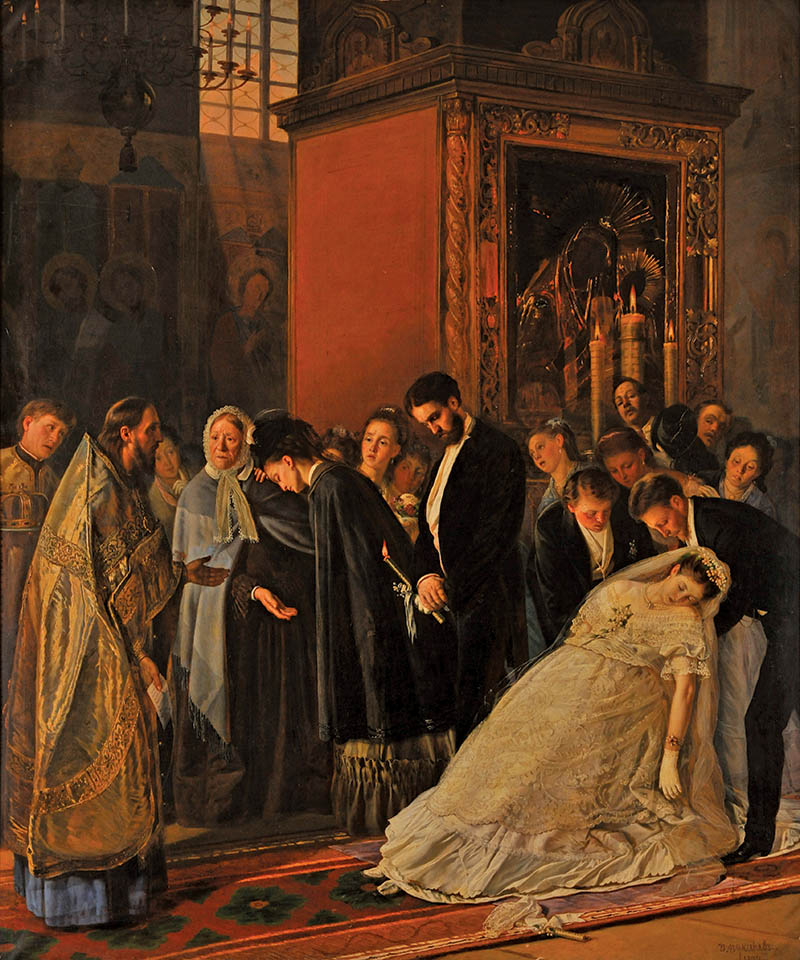
Vassili Poukirev - Le Mariage rompu, 1877
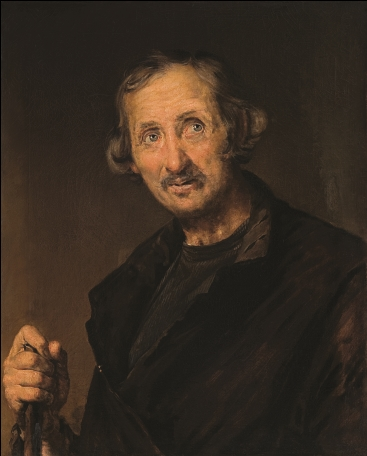
Vassili Tropinine - L'Étranger, 1847
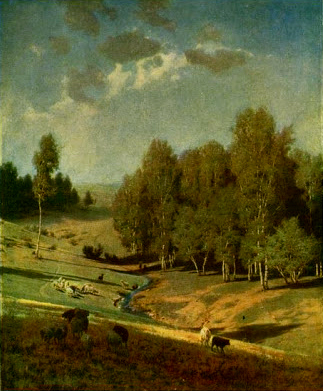
Volodimir Orlovski - Descente de bouleau
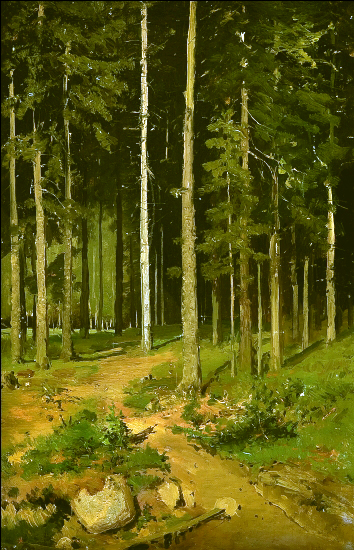
Ivan Chichkine - Chemin forestier
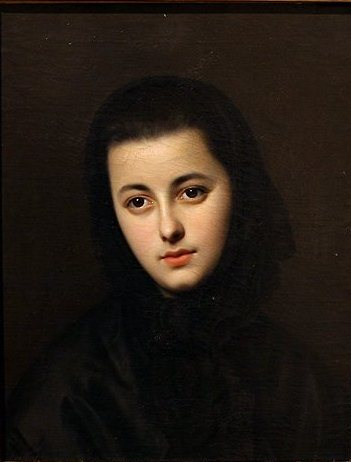
Leonid Jodeiko- Portrait d’une jeune femme, 1856
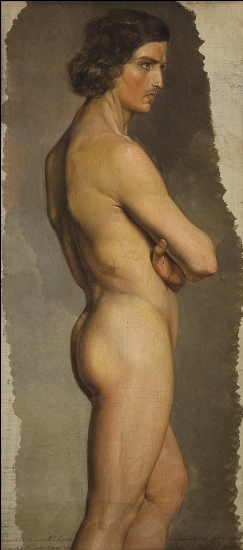
Karl Brioullov - Portrait de Machkov, 1836

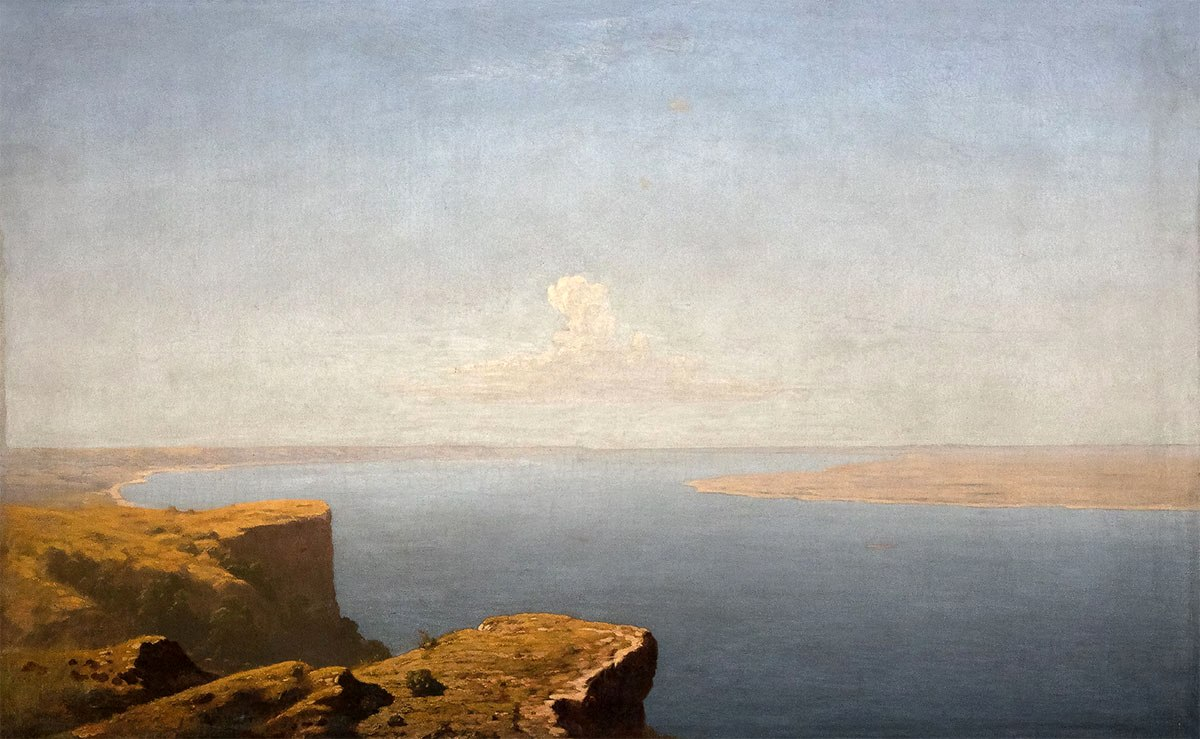
Arkhip Kouïndji - La Volga
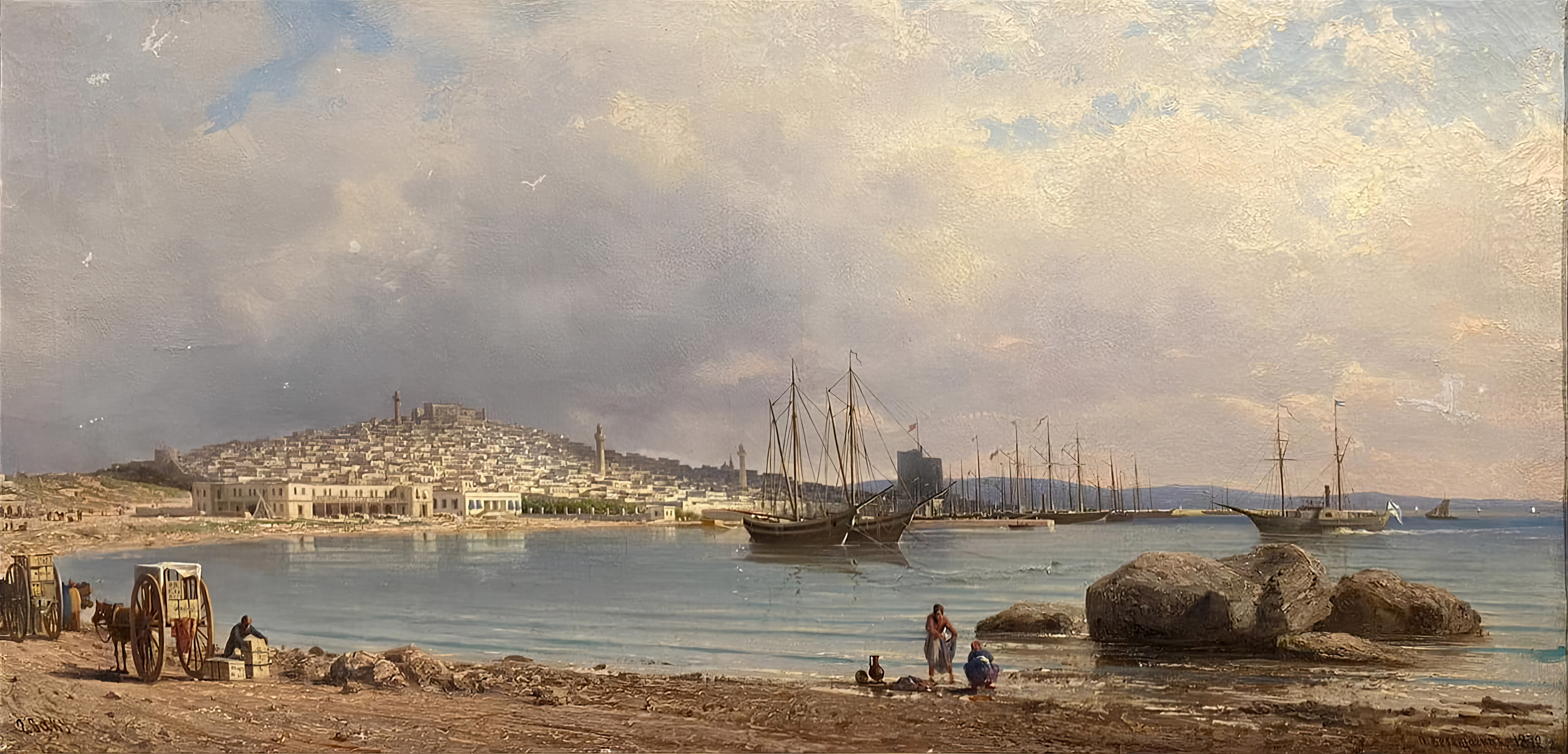
Piotr Verechtchaguine - «Vue de la ville de Bakou depuis la mer», 1872
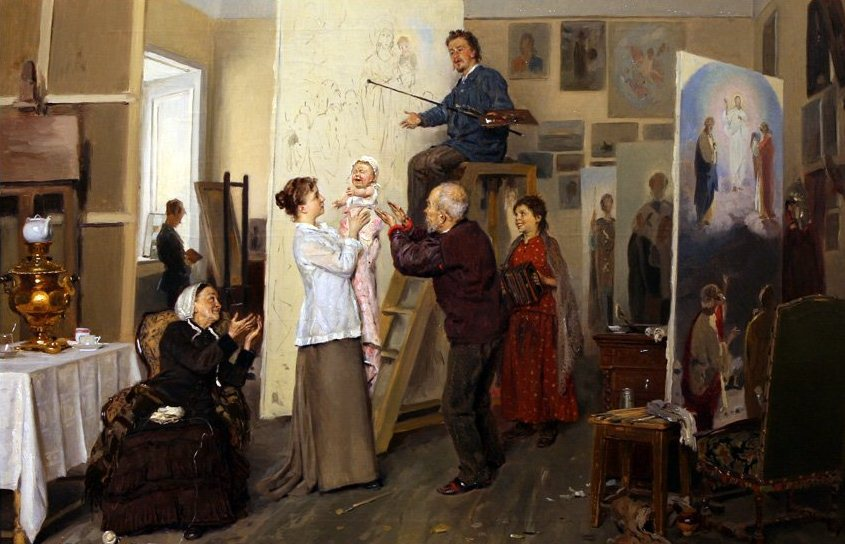
Vladimir Makovski - Famille d’un peintre, 1893
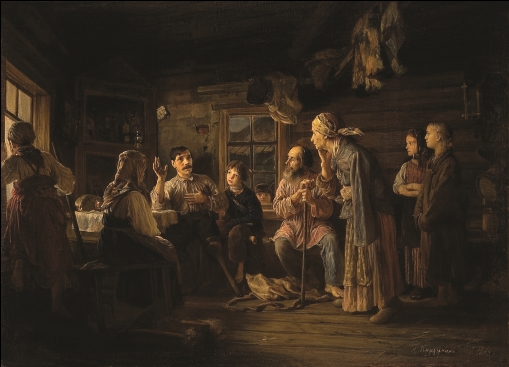
Alexeï Korzoukhine - Le Retour de la guerre, 1865
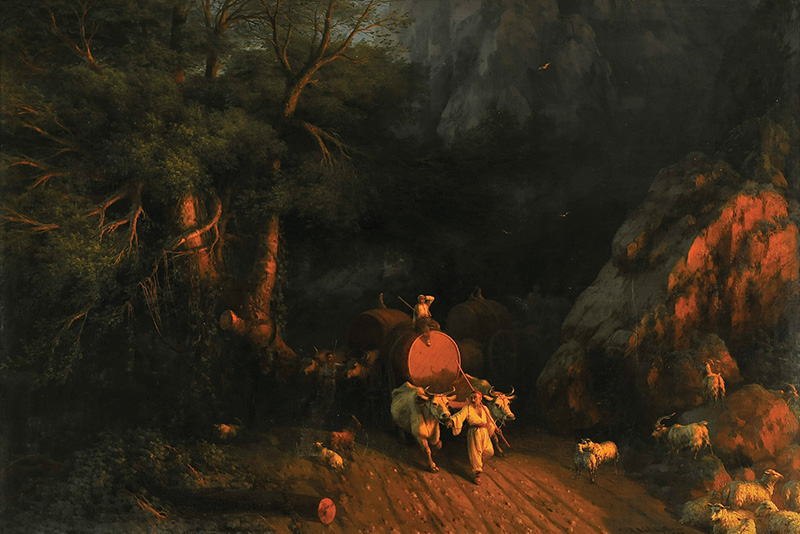
Ivan Aïvazovski - La Route forestière, 1857
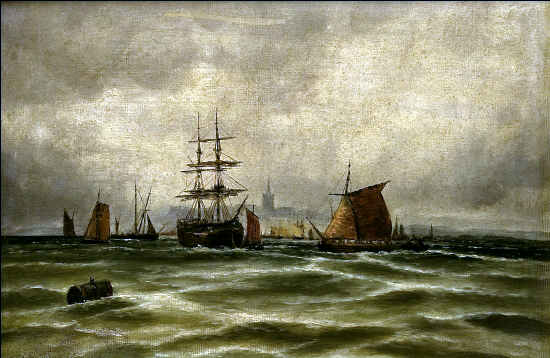
Alexeï Bogolioubov - La Mer.

##### XXesiècle
Les fonds des peintres russes au musée national d’art d'Azerbaïdjan réunissent les œuvres les plus célèbres de peintres russes parmi lesquels on peut citer A. Daynenka, G. Nisski, V. Oresnikov, Y. Pimenov, K. Yuon, Y. Razoumovskaïa, K. Korovine, A. Mourachko, F. Botkine, N. Roerich, A. Drevine, V. Kandinsky, A. Kouprine, A. Lentoulov, N. Grigoriev, I. Machkov, A. Osmerkine, P. Outkine, V. Stenberg, L. Zupperman, V. Baranov-Rossine, G. Fyodrov, P. Kontchalovsky, L. Lissitski, G. Klutsis, O. Rozanova, V. Pastel, I. Chkolnik, I. Grabar et des œuvres d'autres artistes. Les œuvres des peintres célèbres comme Kandinsky K. Korovine sont exposées dans des salles spéciales.

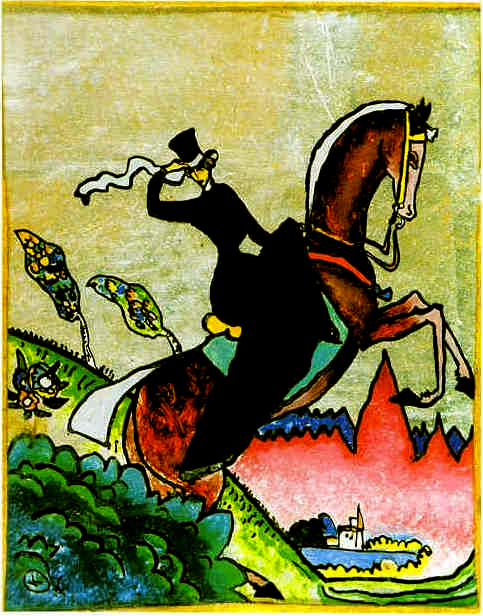
Vassily Kandinsky - La cavalière amazone, 1911.
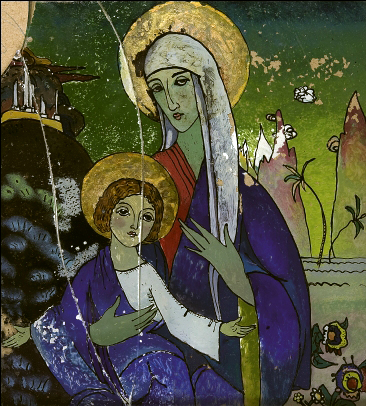
Vassily Kandinsky - La Madone avec Jésus, mai 1917
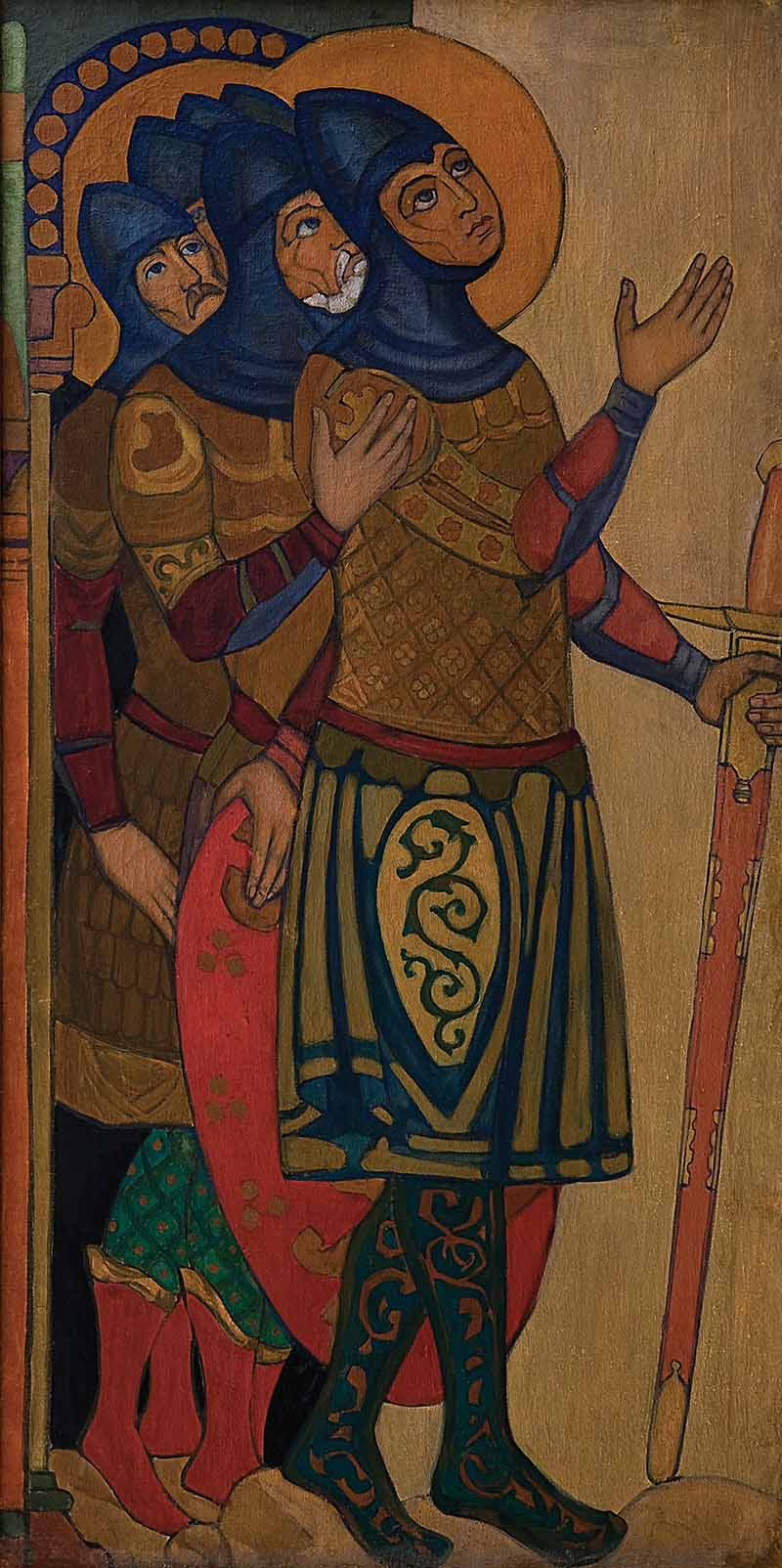
Nicolas Roerich - Guerriers sacrés, 1912
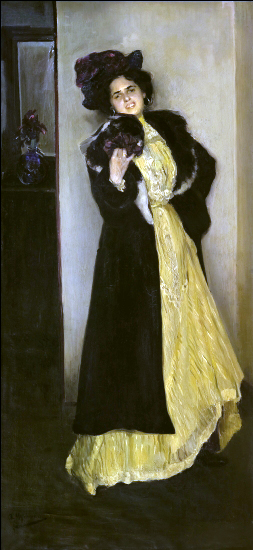
Alexandre Mourachko – portrait d’une Parisienne
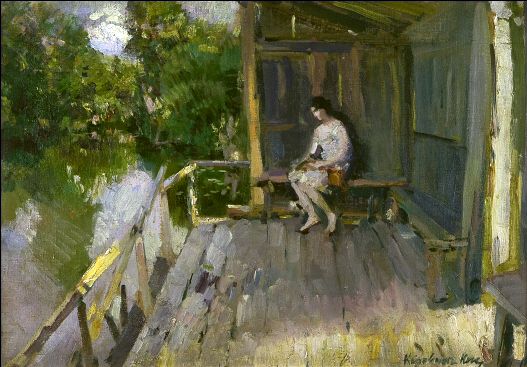
Constantin Korovine – Étude de littoral
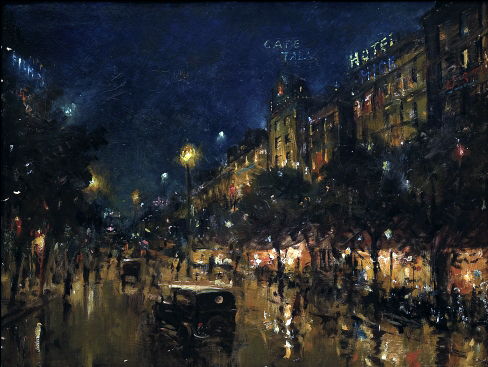
Constantin Korovine – Nuit parisienne
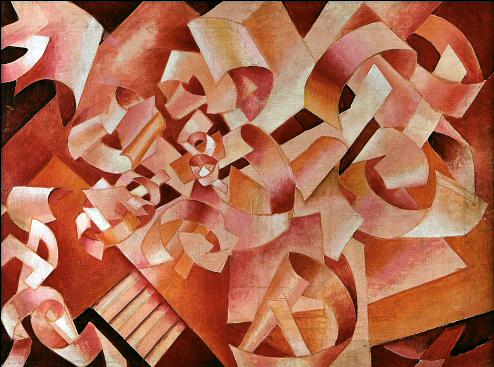
Vladimir Baranov-Rossiné- Le violet
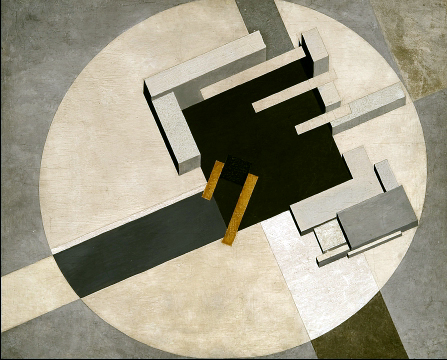
Lazar Lissitzky- La ville (suprématisme)
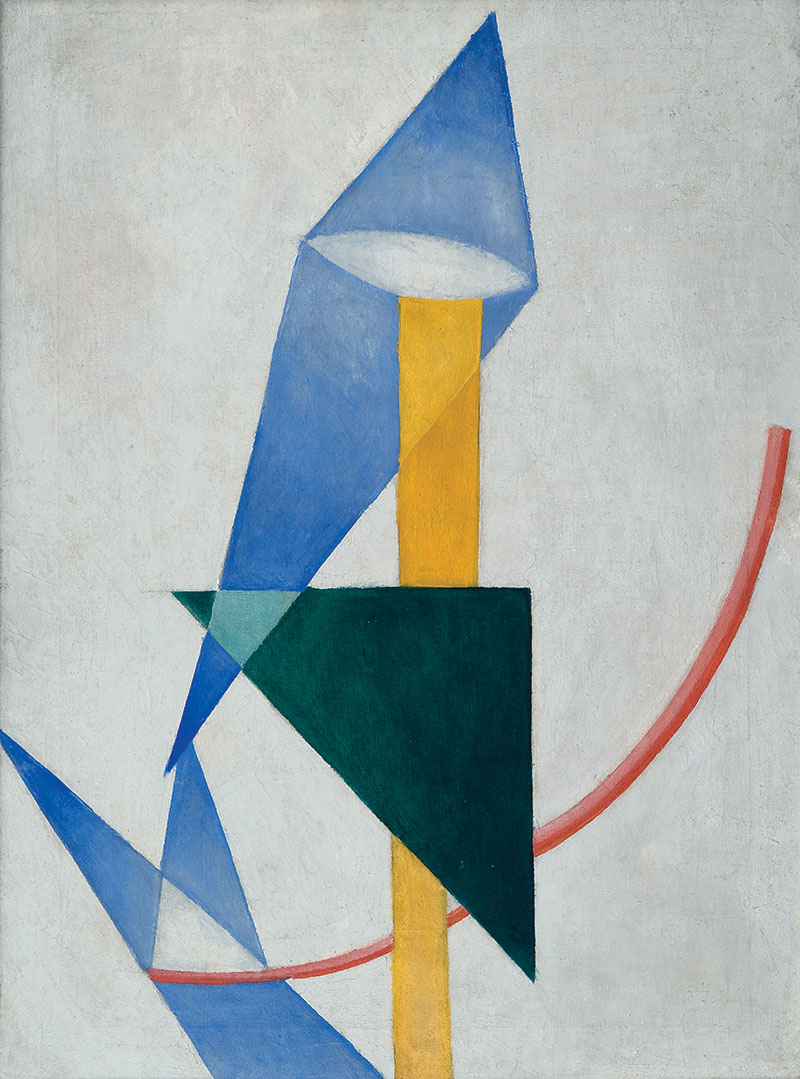
Olga Rozanova - Composition sans objet, 1917

#### Peinture de l’Europe occidentale
Le musée regroupe les œuvres des artistes des pays différents des XVIe et XIXe siècles. Celles-ci sont exposées dans les salles selon les pays.

##### Peinture italienne
Parmi les tableaux des peintres italiens on peut citer les noms de Leandro Bassano, Francesco Solimena, Le Guerchin, Bernardino Luini, Andrea del Sarto et d'autres. Le musée montre entre autres une Sainte Catherine peinte par Luini, le Portrait d'une vieille femme de Bassano, une Vue de Venise d’un peintre italien inconnu du cercle de Canaletto, Jean le Baptiste de Bartolomeo Schedoni, Endymion endormi, Madone à l'Enfant du Guerchin et d'une Madone des Harpies d’Andrea del Sarto. On peut mentionner le tableau de la Visitation de Marie à Élisabeth d’un peintre italien inconnu.

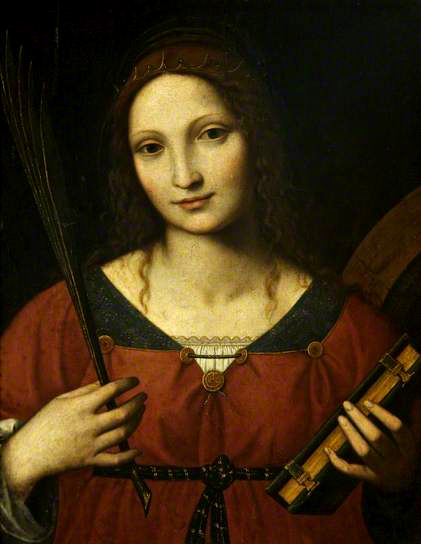
Bernardino Luini - Sainte Catherine, XVIe siècle
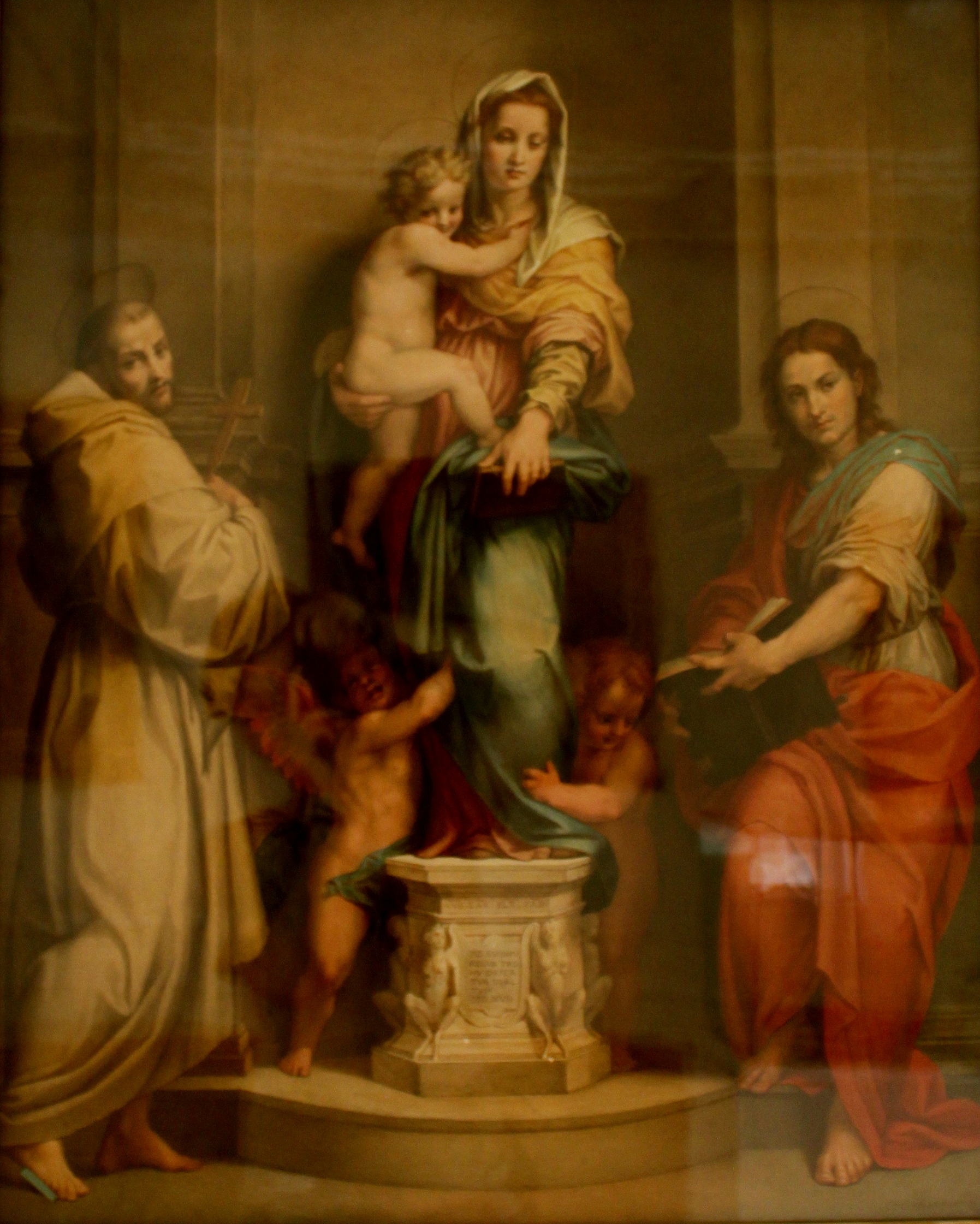
Andrea del Sarto - La Madone des Harpies, 1517
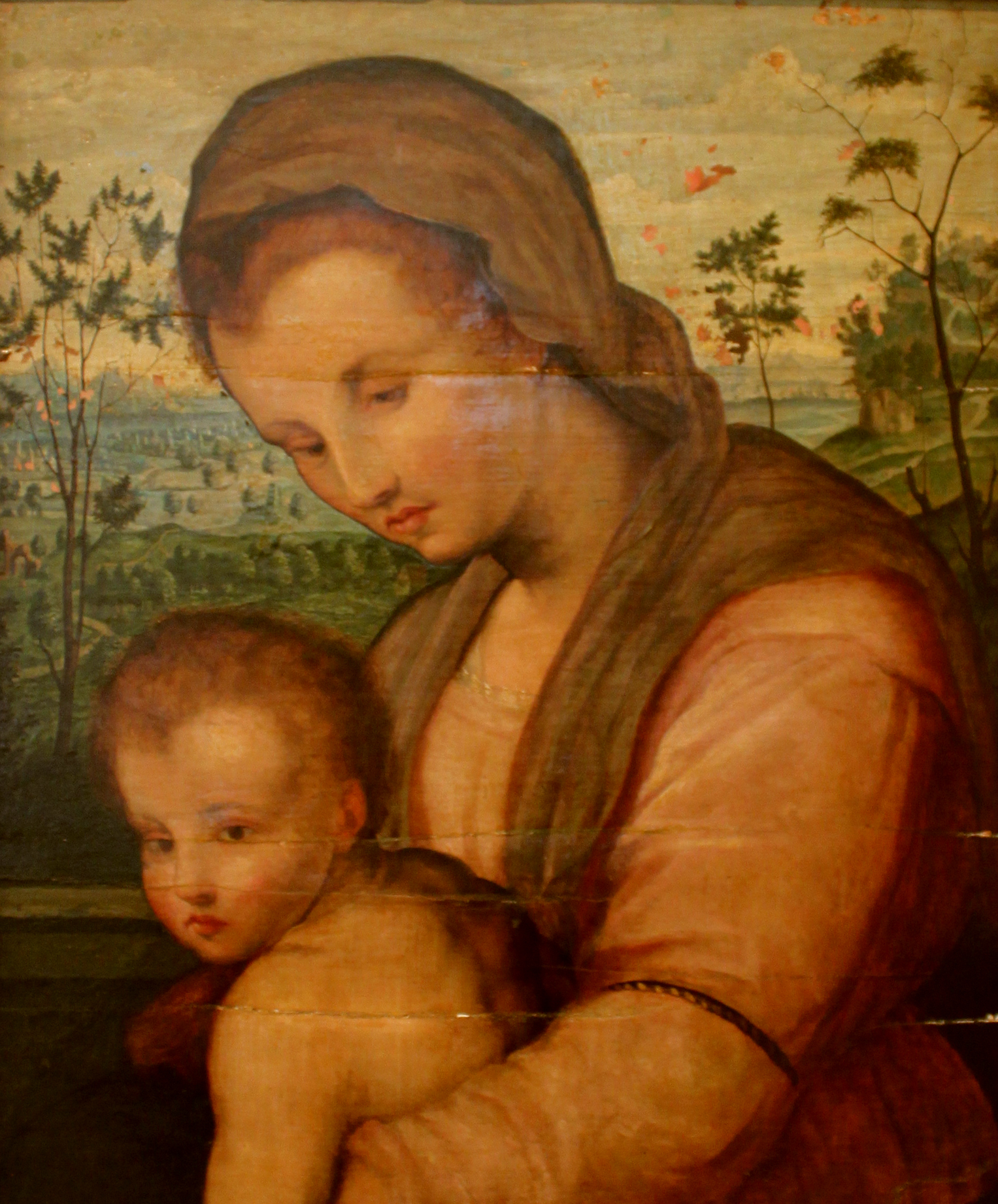
Andrea del Sarto - La Madone à l'Enfant, XVIe siècle
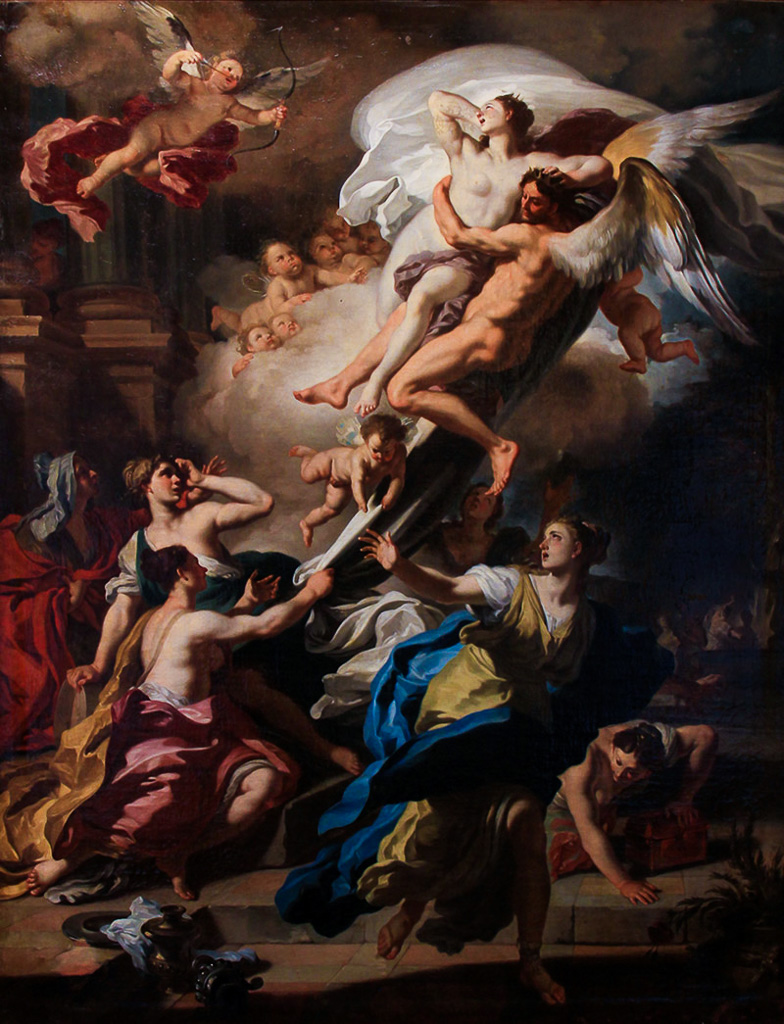
Francesco Solimena - L’Enlèvement d'Orphée, XVIIIe siècle
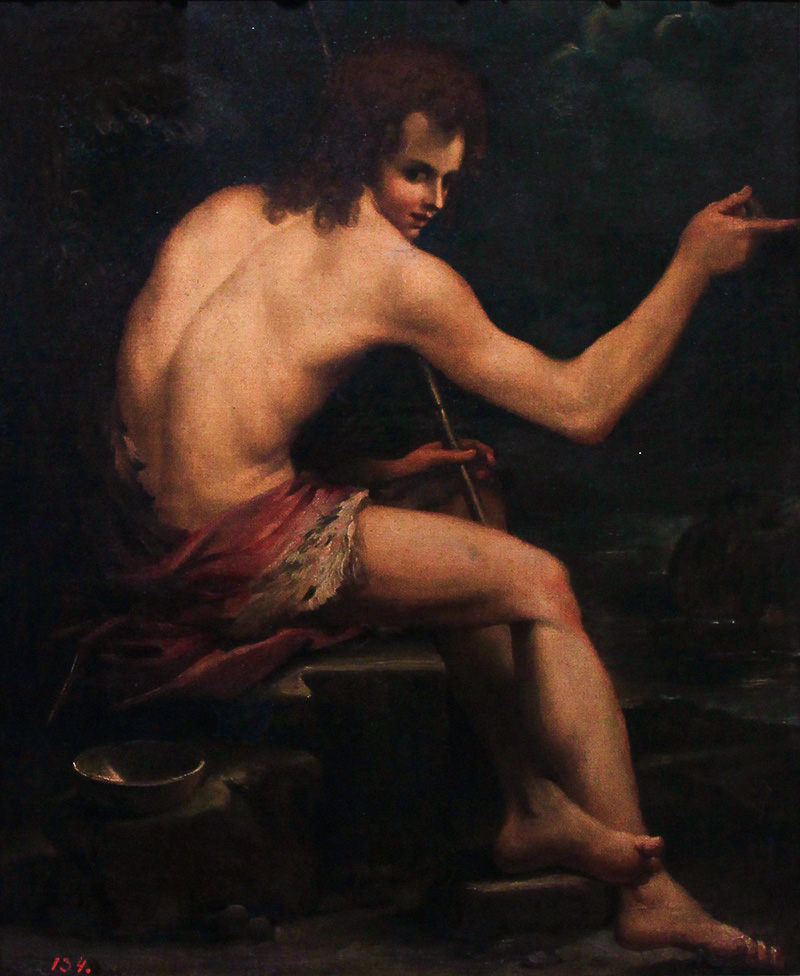
Bartolomeo Schedoni - Jean le Baptiste, XVIe siècle
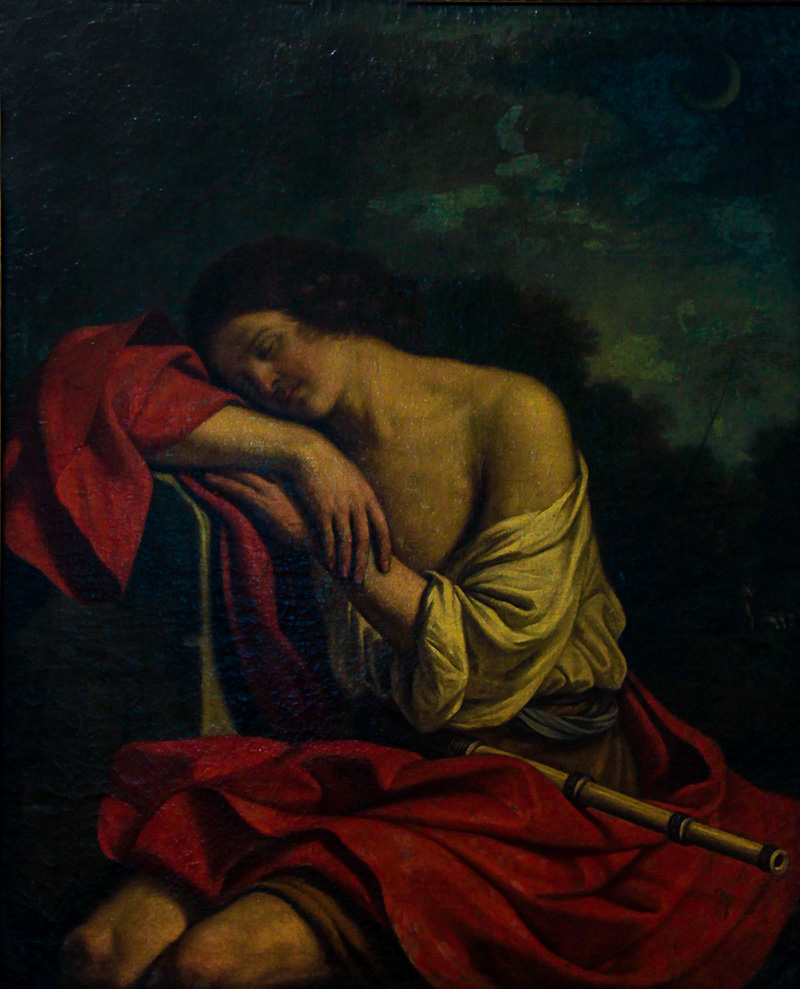
Le Guerchin - Endymion endormi, XVIIe siècle
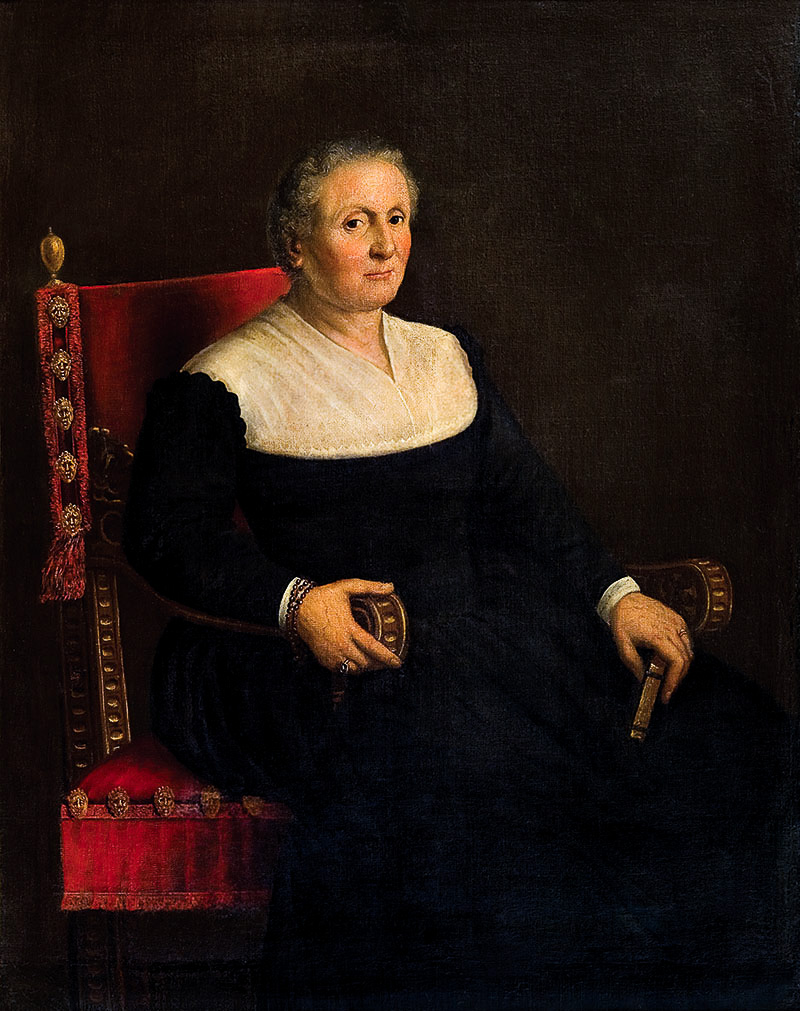
Leandro Bassano - portrait d’une femme XVIIe siècle
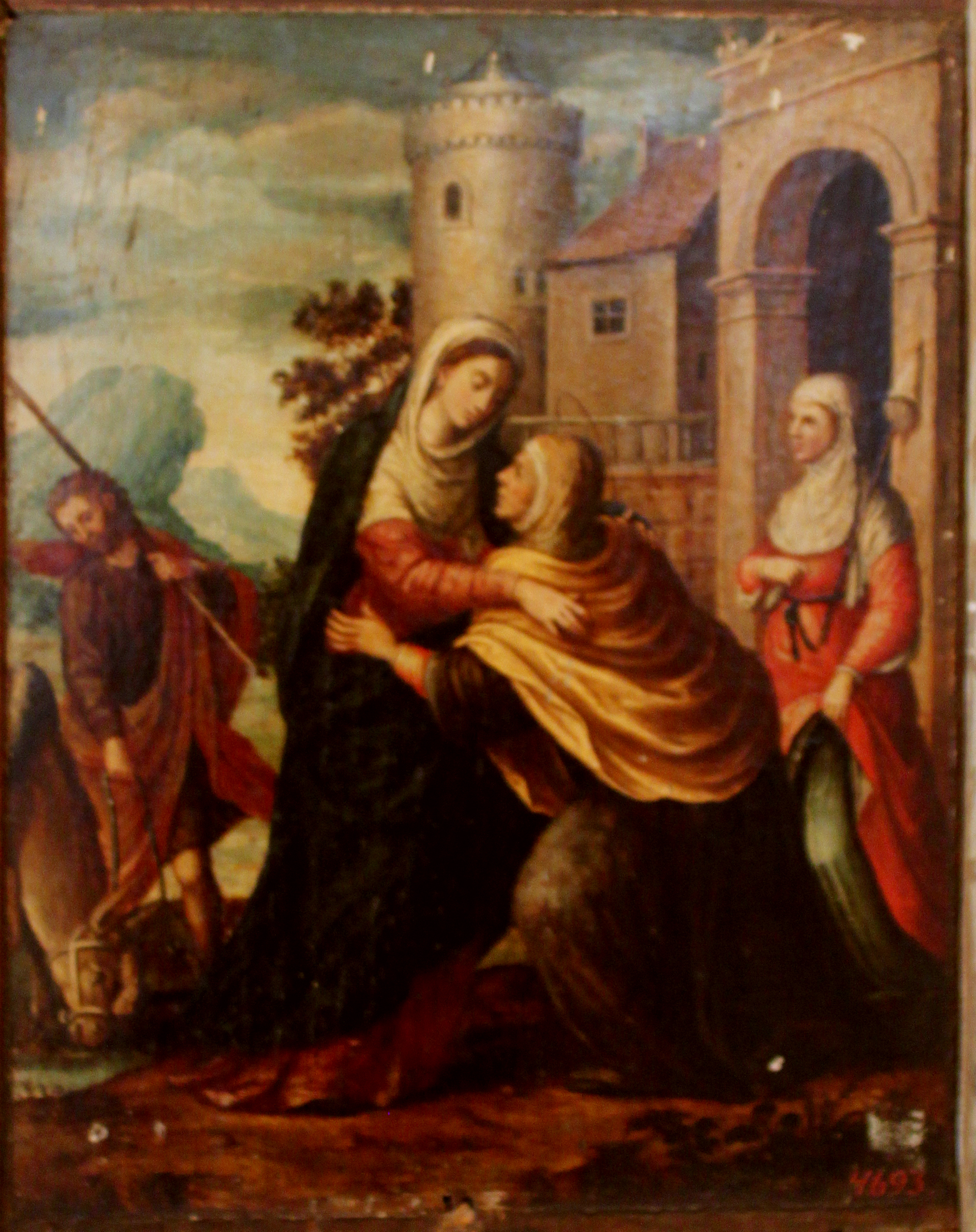
Peintre inconnu de Florence- Visitation de la Vierge Marie à Élisabeth, XVIe siècle
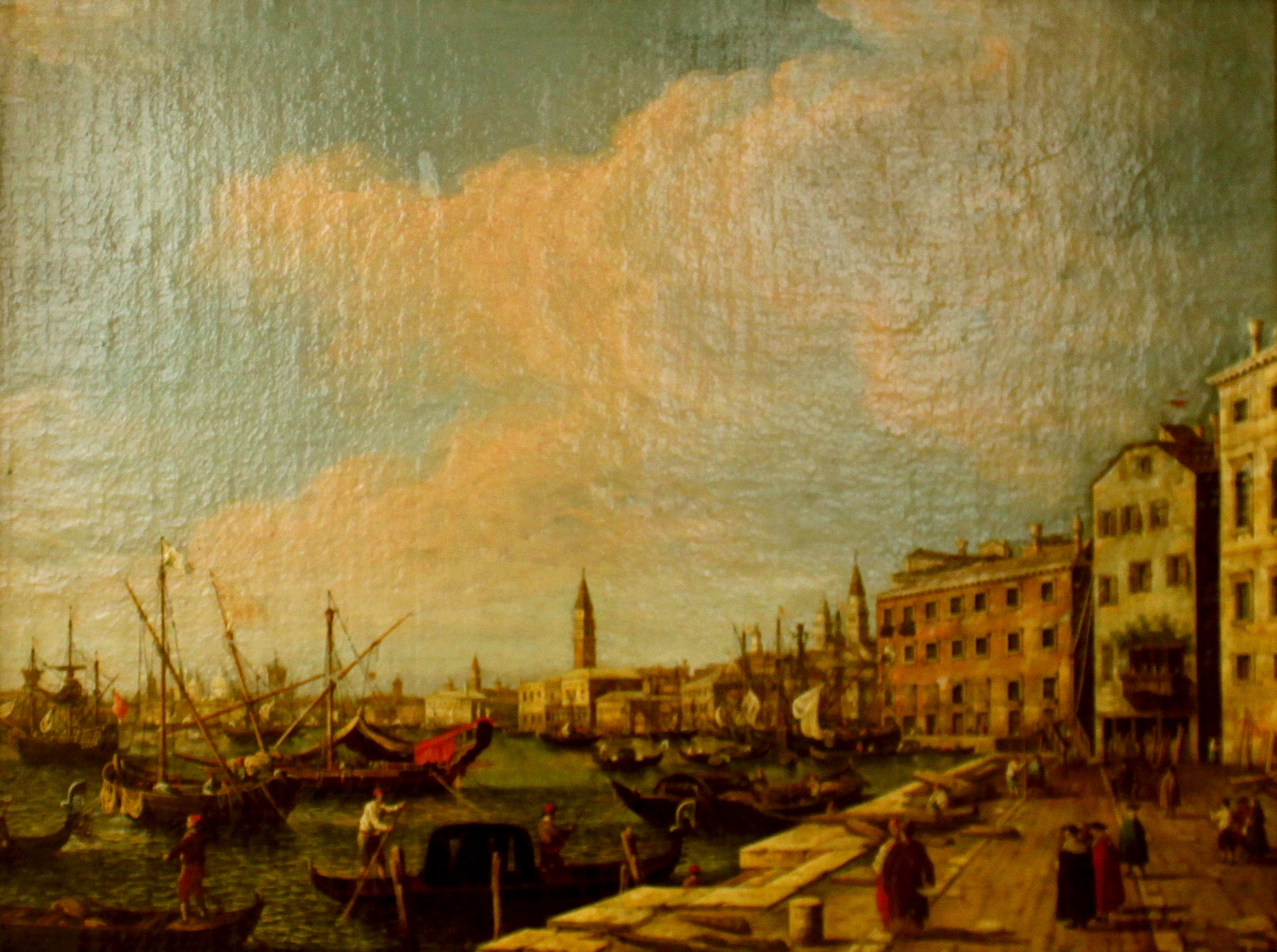
Cercle de Canaletto - Vue de Venise, XVIIIe siècle.

##### Peinture flamande et hollandaise
Deux salles sont réservées aux peintres flamands et hollandais. La collection du musée comprend Adriaen Brouwer (Chez le chirurgien), David Teniers II, dit le Jeune, Giusto Sustermans (Portrait de Médicis), peintres hollandais Frans Hals (Portrait d’un homme), Adriaen van Ostade, Pieter Claesz (Nature-morte), Michiel Jansz. van Mierevelt (Portrait du duc Wallenstein), Balthasar Beschey (Vénus et Adonis), Balthazar Paul Ommeganck (Moutons au pâturage). En outre, le musée dispose d’un peintre flamande inconnu (Concert, Paysage, Nature-morte, Renaud et Armide, etc.) et d'un néerlandais inconnu (Vue d’une montagne, Deux femmes debout devant le miroir, Pharmacie d’un monastère, etc.) et il est possible de voir les œuvres de nombreux peintres.

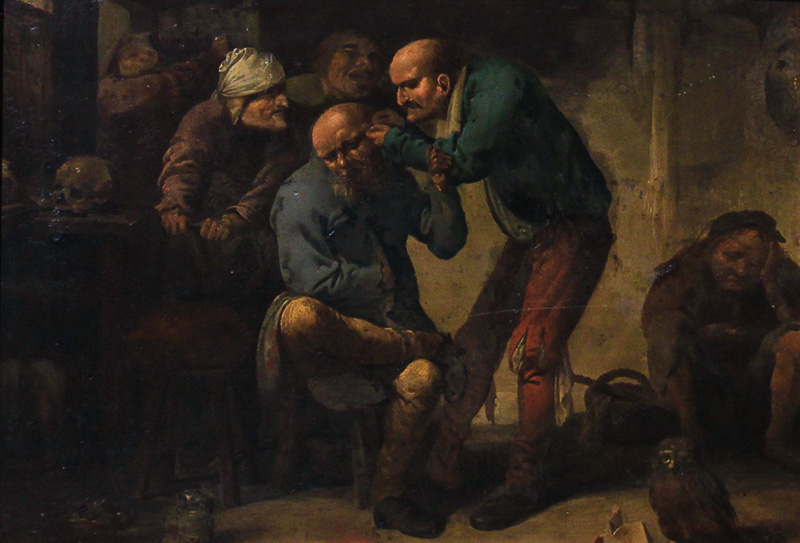
Adriaen Brouwer - Chez le chirurgien, XVIIe siècle
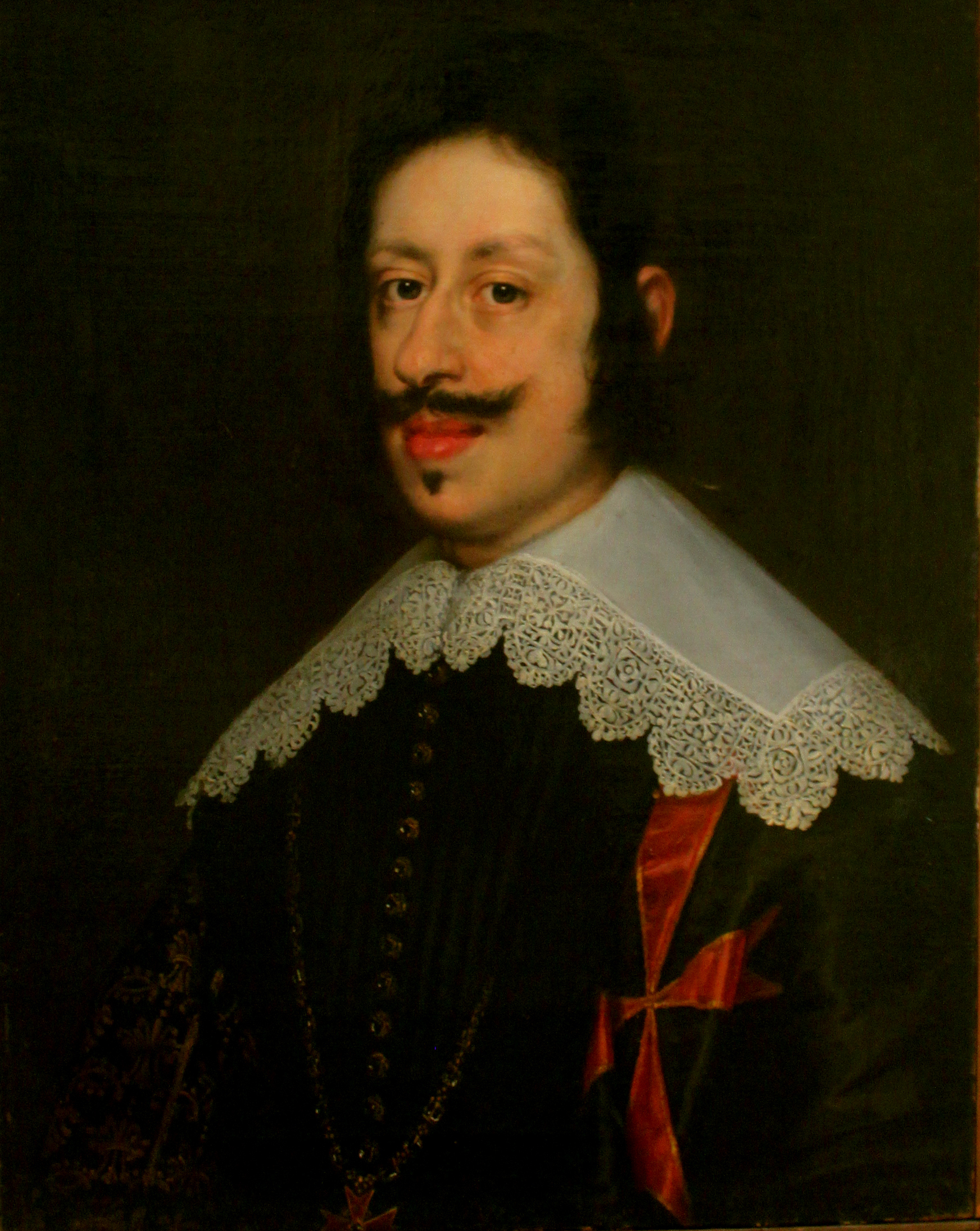
Giusto Sustermans - Le Portrait de Ferdinande II Médicis, XVIIe siècle
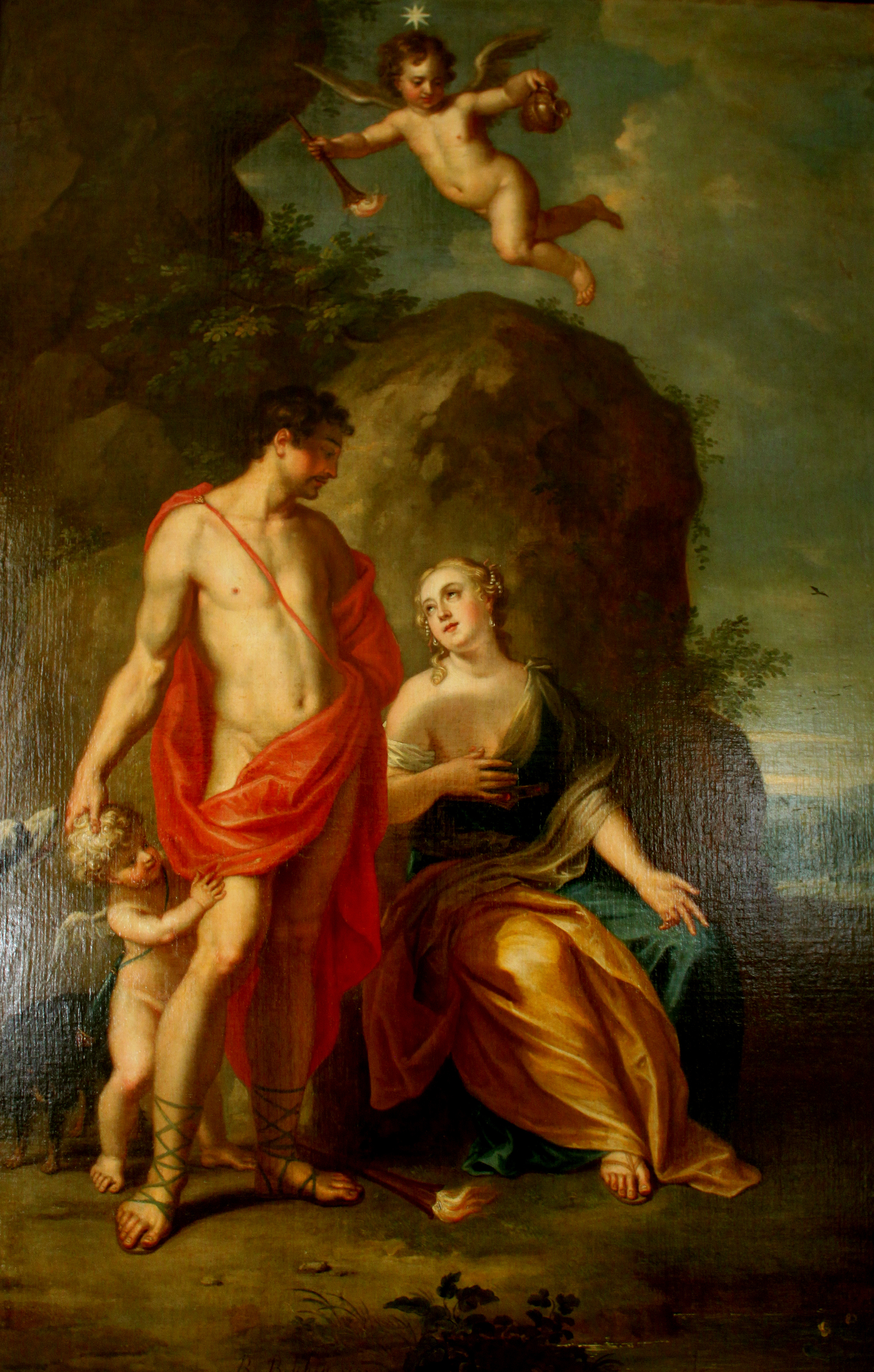
Balthazar Beschey - Vénus et Adonis
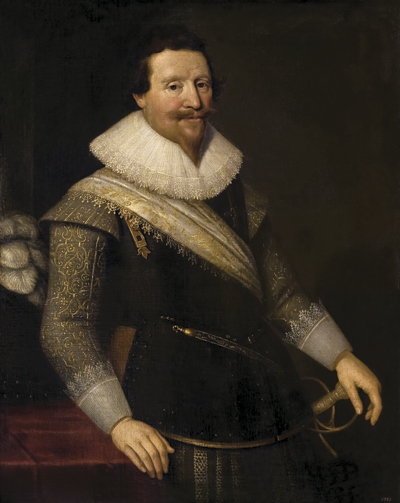
Michiel Jansz. van Mierevelt - Le Portrait du duc Wallenstein, XVIIe siècle
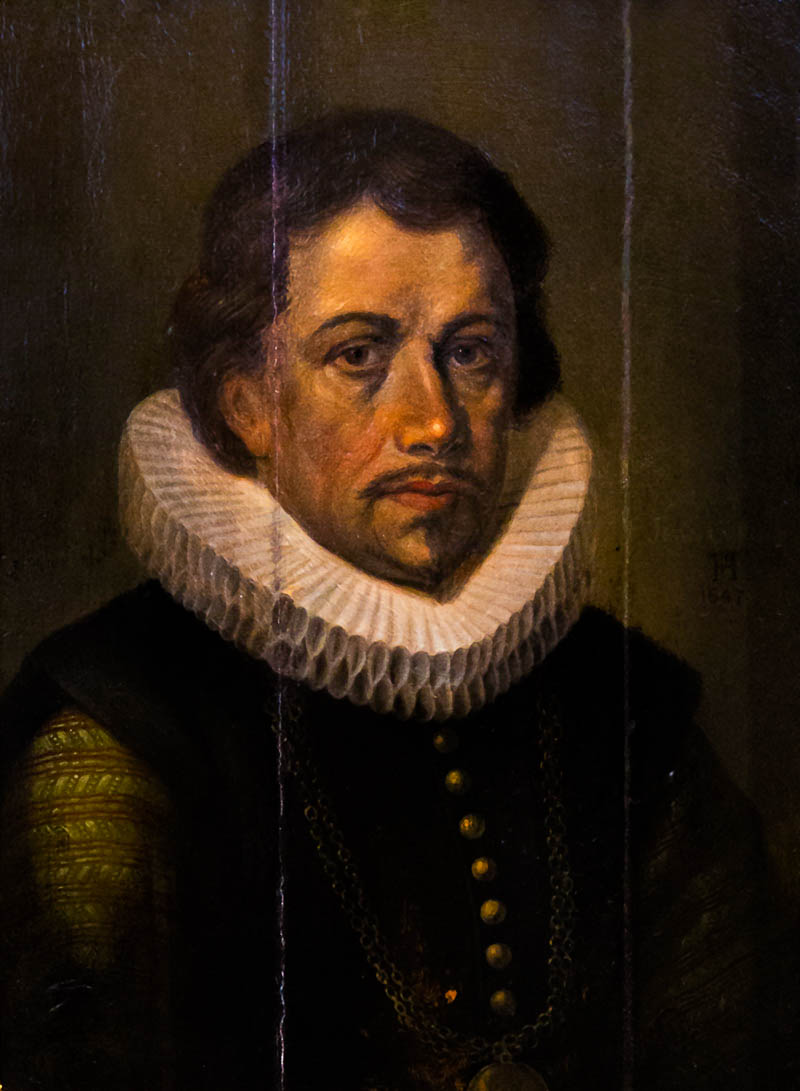
Frans Hals - Le Portrait d’un homme
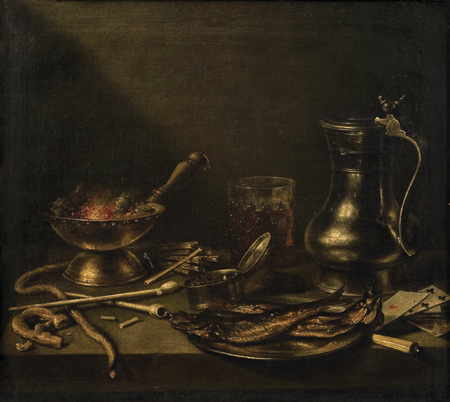
Pieter Claesz - Nature-morte
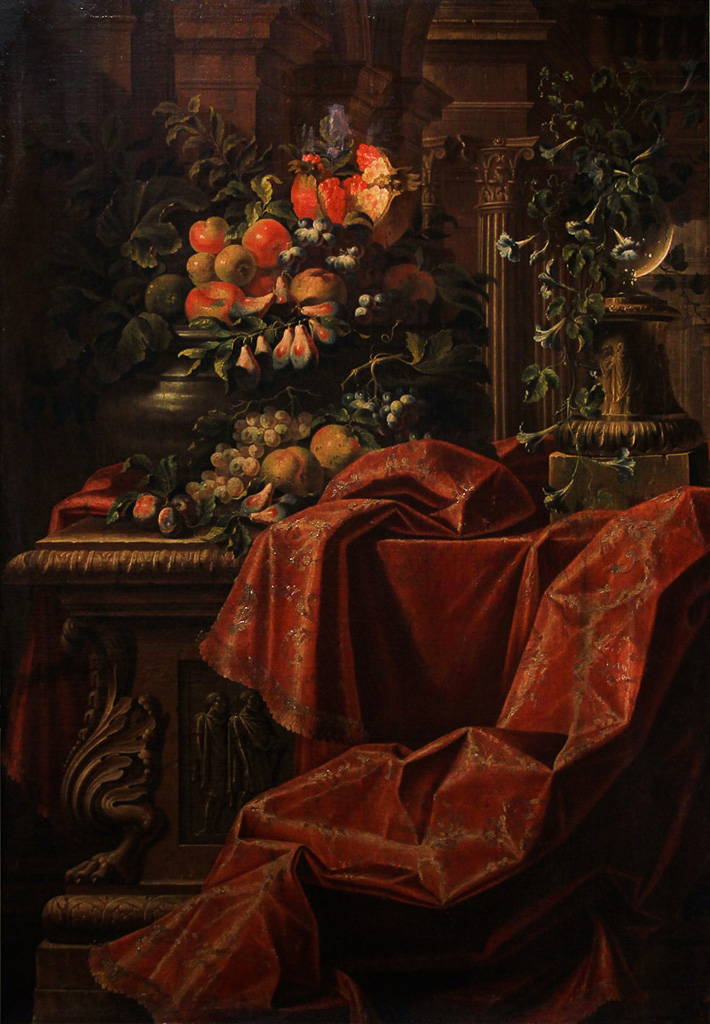
Le peintre flamand inconnu – Nature morte, XVIIe siècle
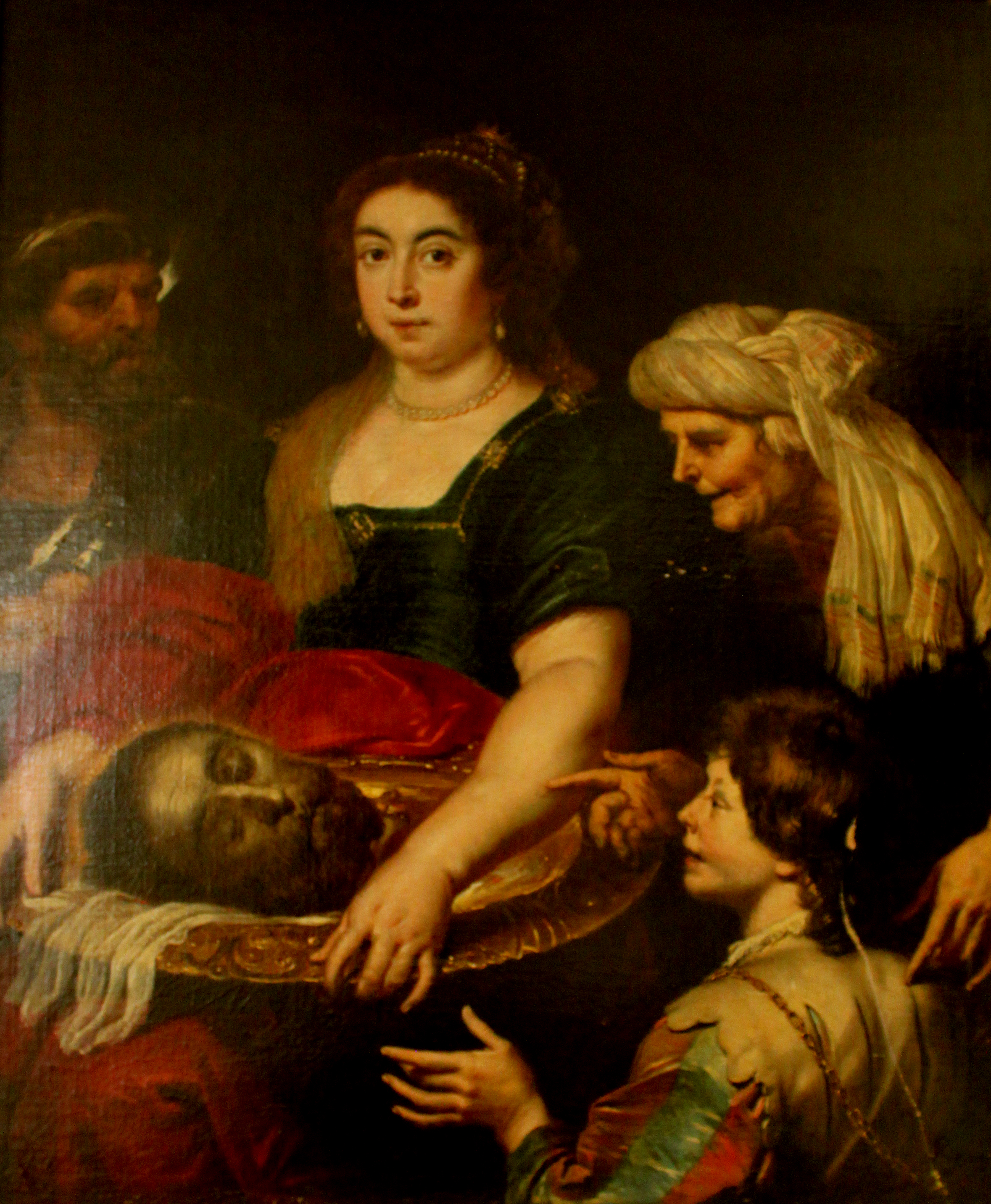
Le peintre flamand inconnu – Salome
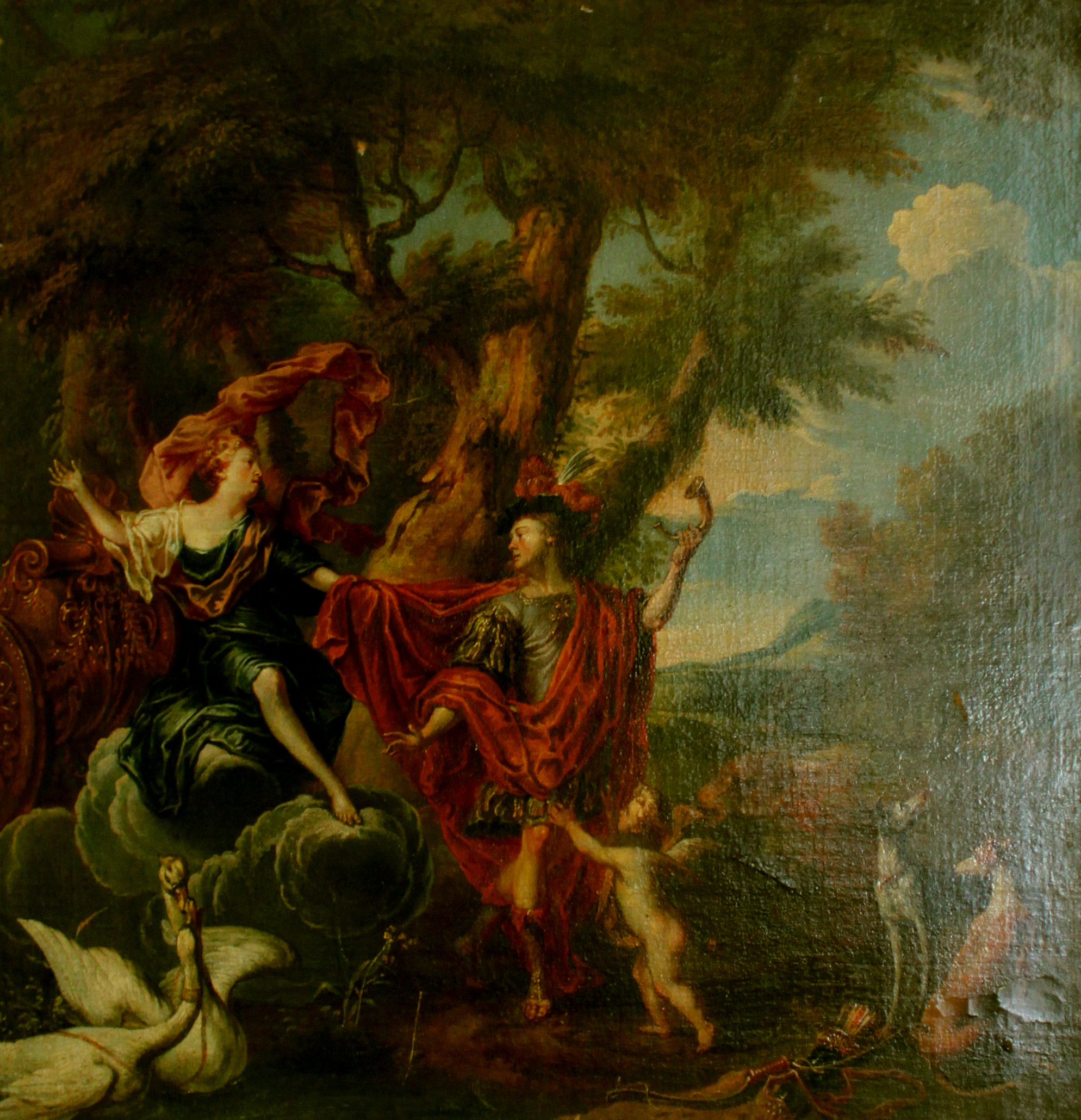
Le peintre flamand inconnu – Renaud et Armide
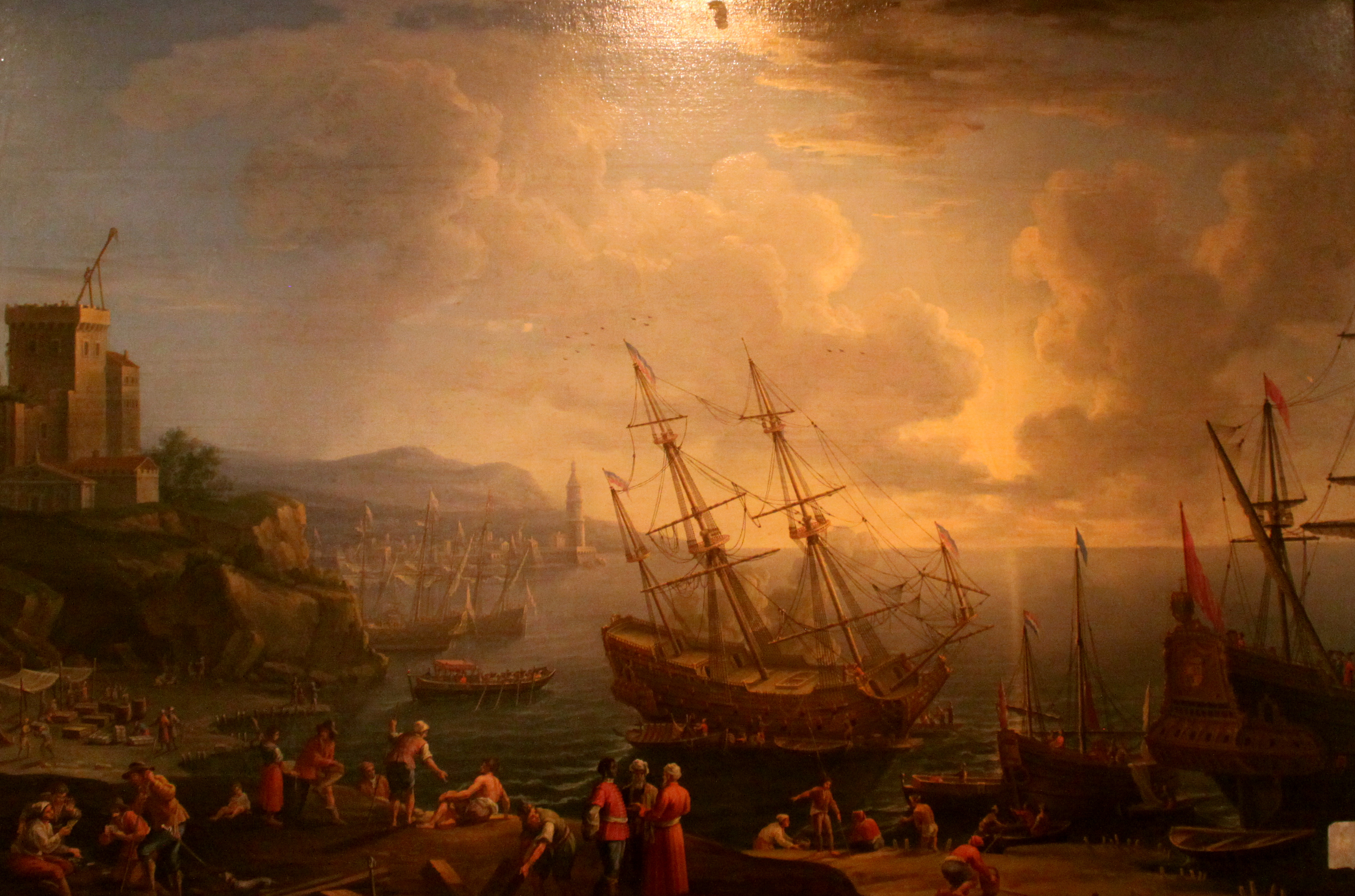
Le peintre hollandais inconnu – Le port

##### Peinture française
Parmi les œuvres des peintres du xviie siècle jusqu'au xixe siècle français, l'on peut mentionner Gaspard Dughet (Paysage), Jules Dupré (Transhumance, Bords de rivière), Pascal Dagnan-Bouveret (Portrait d’une femme, Portrait d’un enfant), Jean-Baptiste Greuze (Portrait d’une jeune fille), Jean-Joseph Benjamin-Constant (Portrait de l'impératrice Alexandra Féodorovna), Fragonard (Pastorale), Louis Hersent (Pierre le Grand et Louis XV), Louis Lasalle (Portrait de la princesse Saltykova).

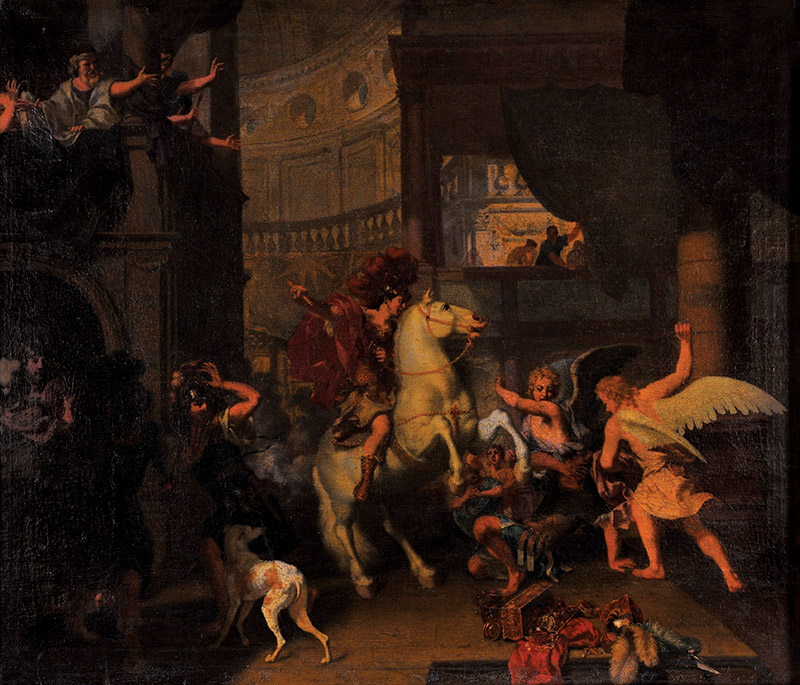
Charles Le Brun - Héliodore chassé du temple
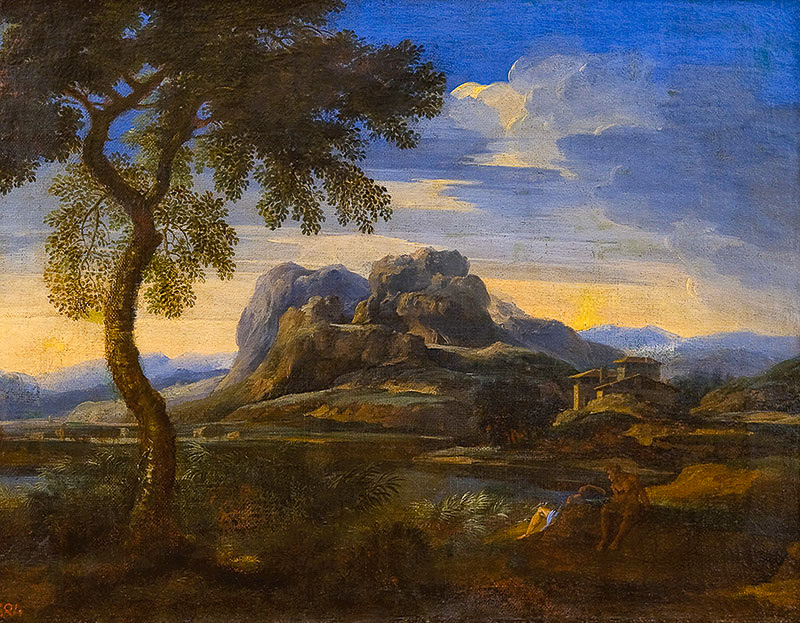
Gaspard Dughet - Le paysage, XVIIe siècle
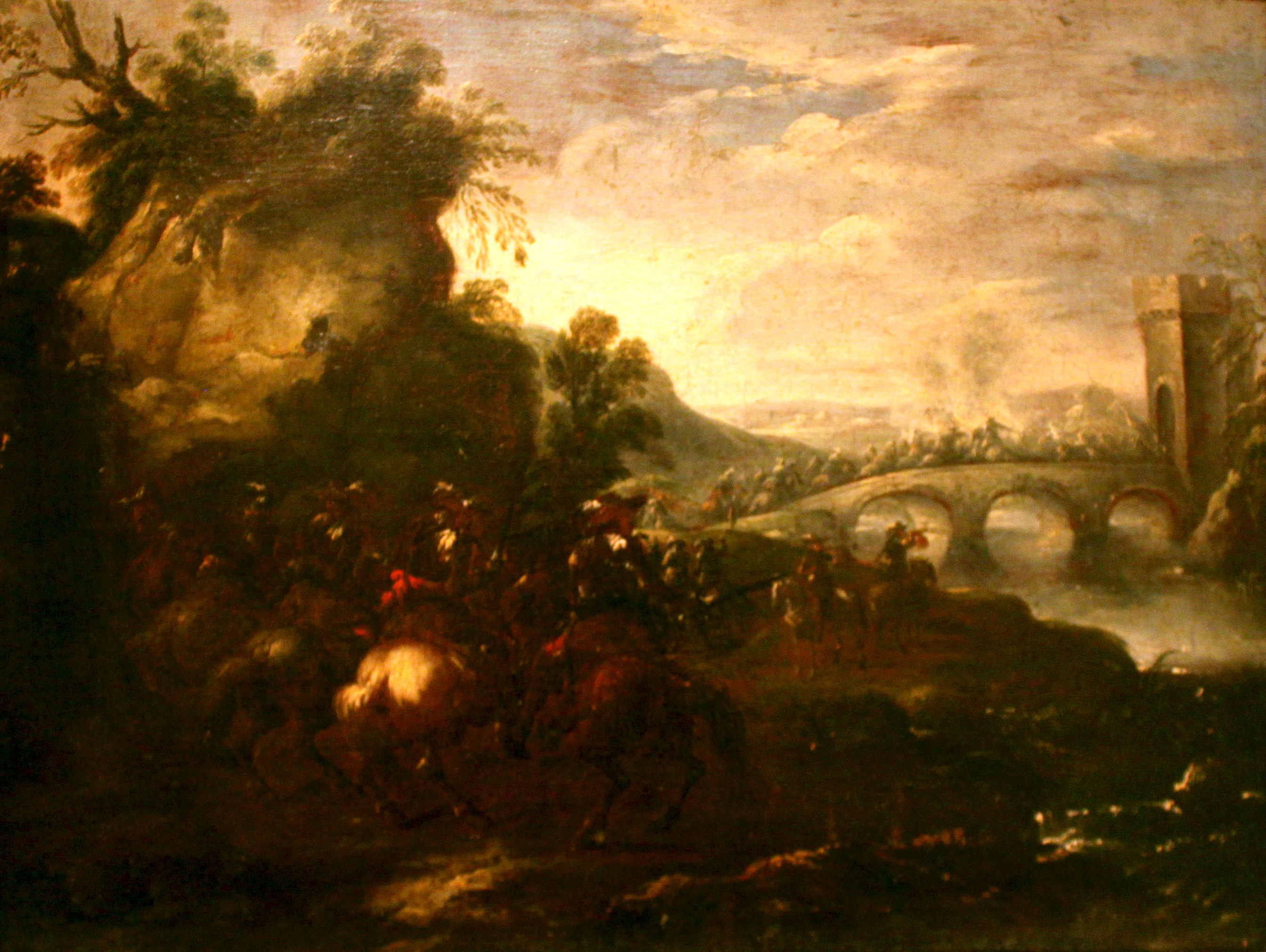
Peintre français inconnu – Scène de bataille
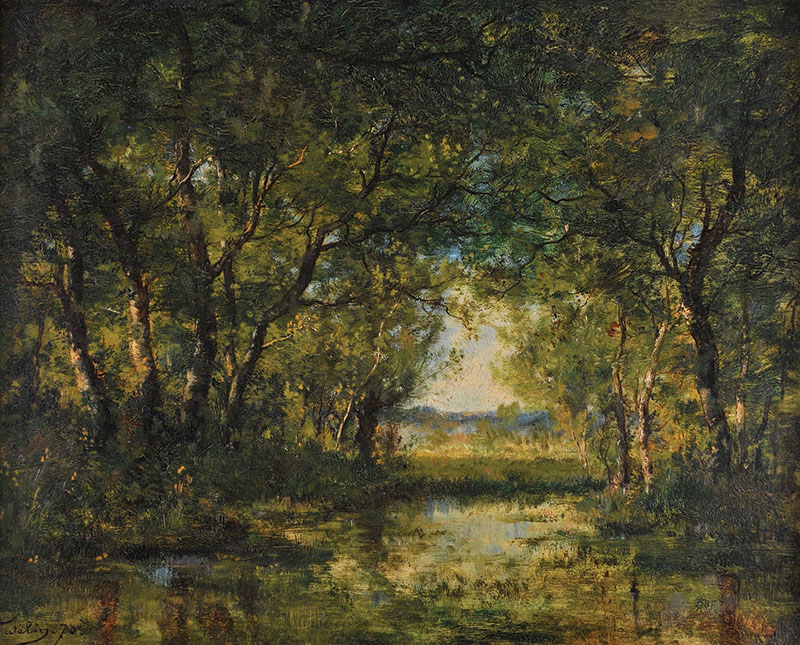
Louis Victor Watelin – Le paysage
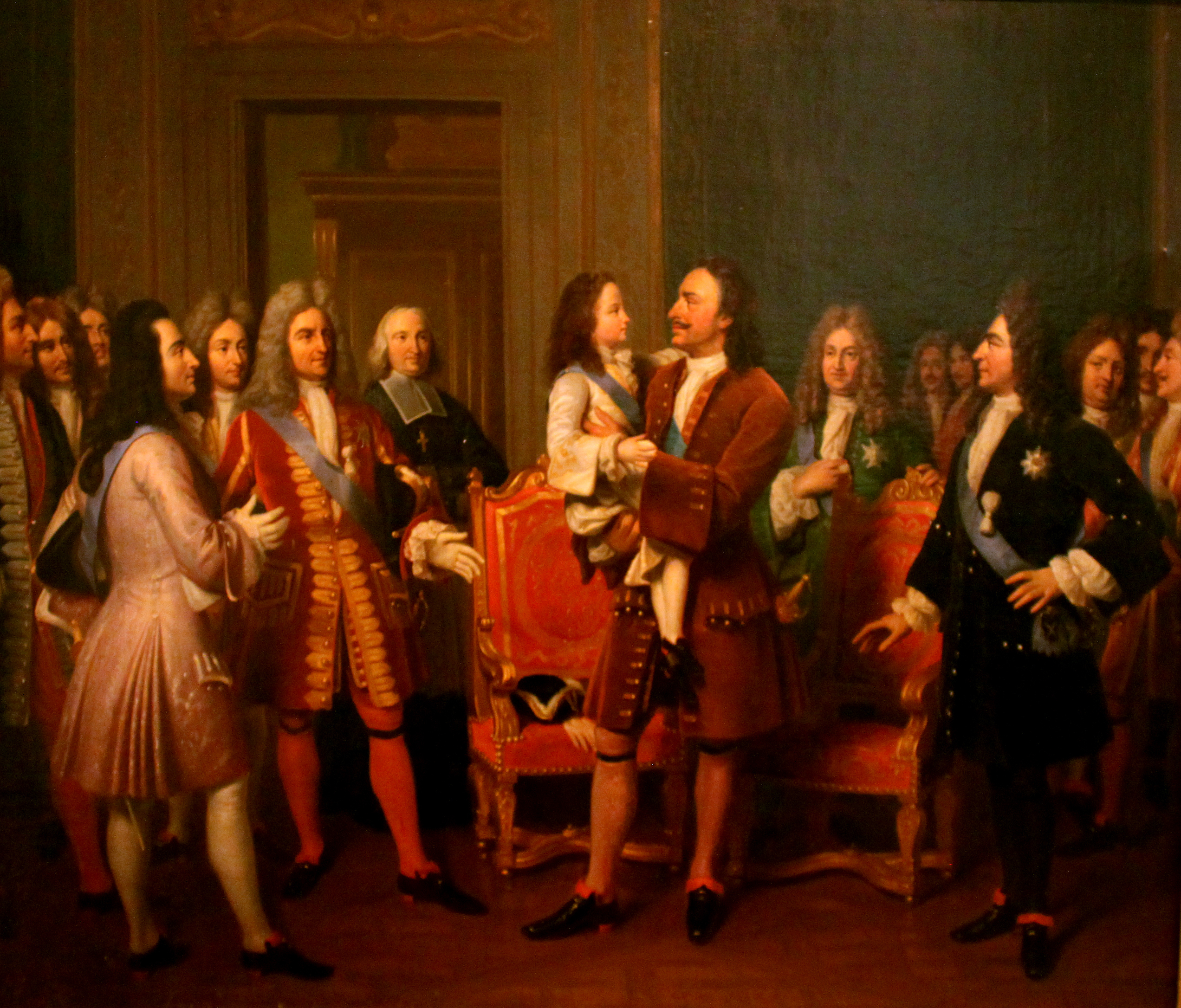
Louis Hersent - Pierre le Grand et Louis XV
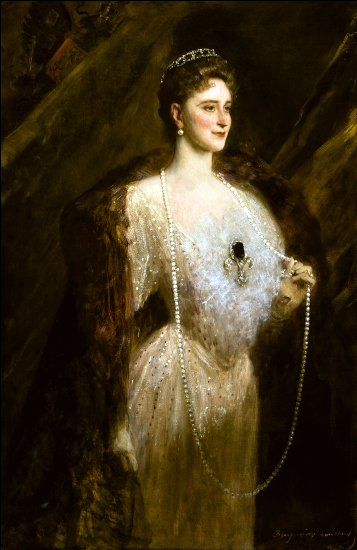
Jean-Joseph Benjamin-Constant - Portrait de l'impératrice Alexandra Féodorovna
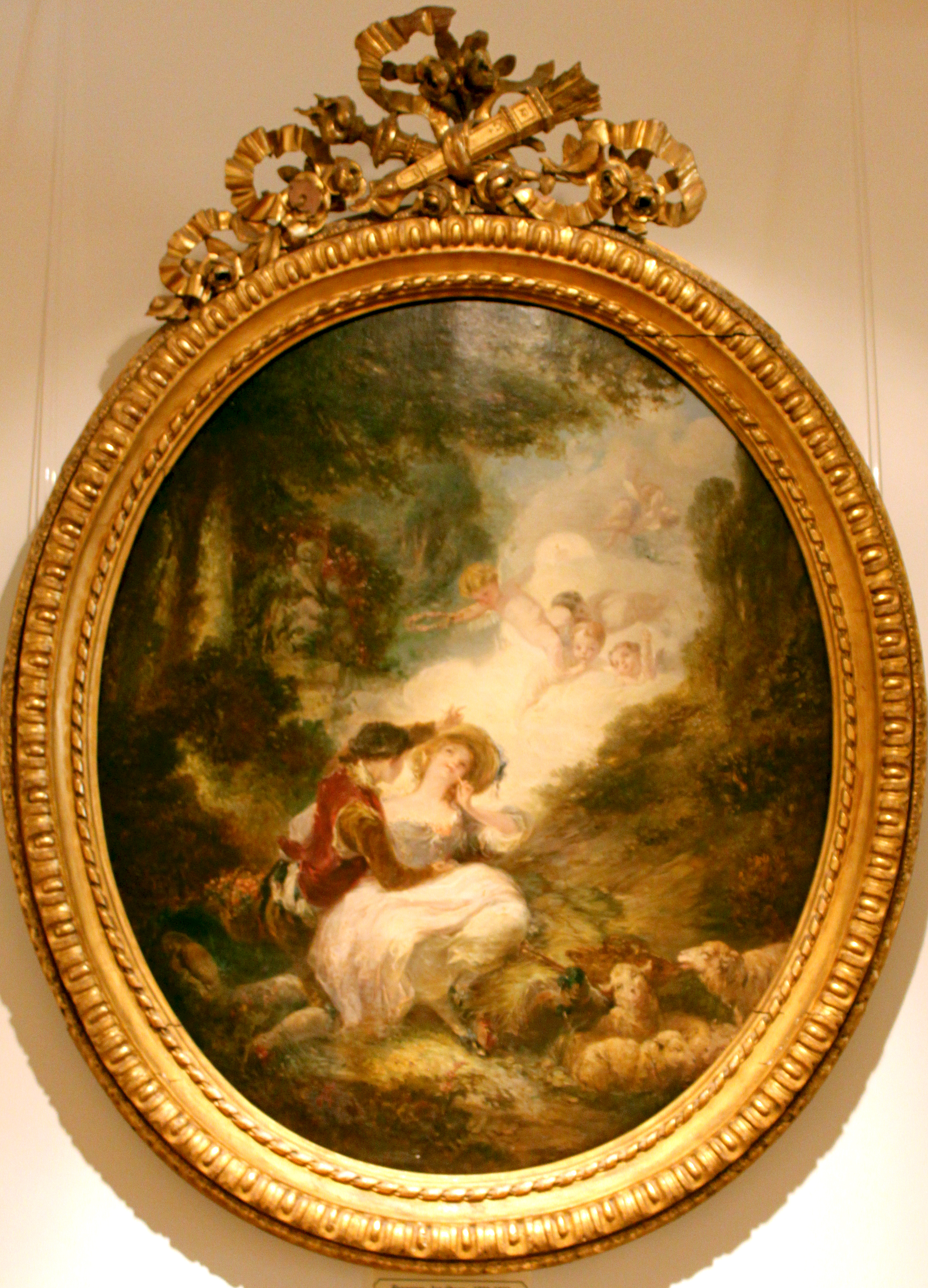
Jean-Honoré Fragonard - Pastorale
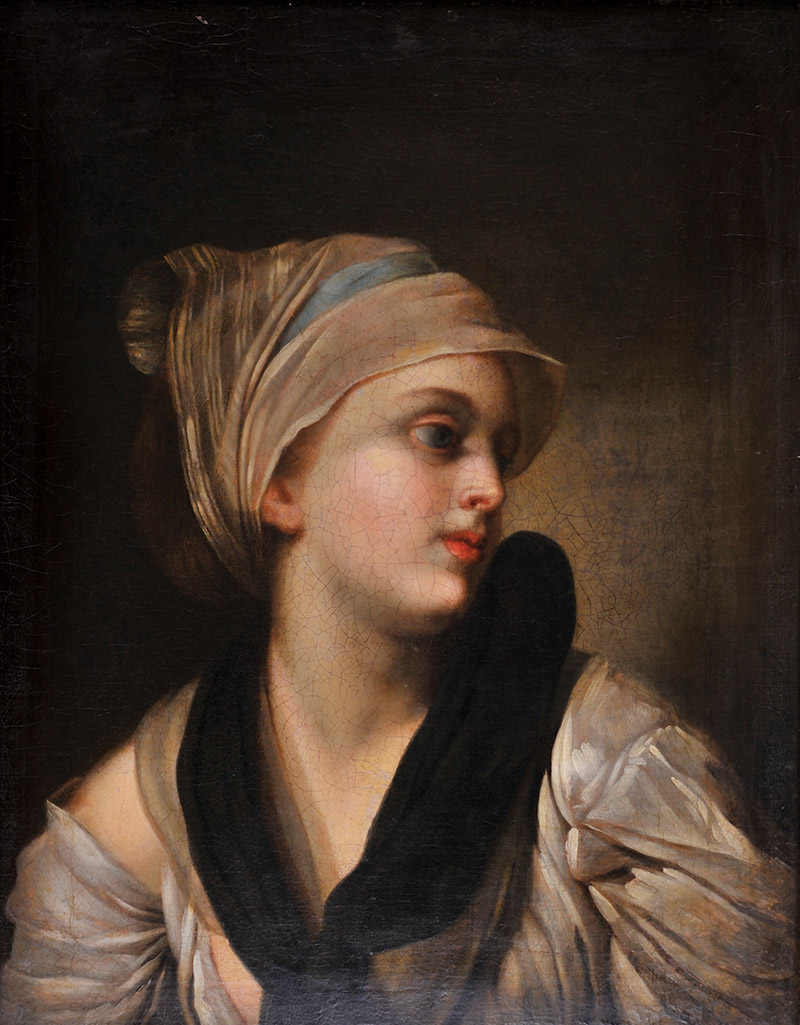
Jean-Baptiste Greuze - Portrait d’une jeune femme
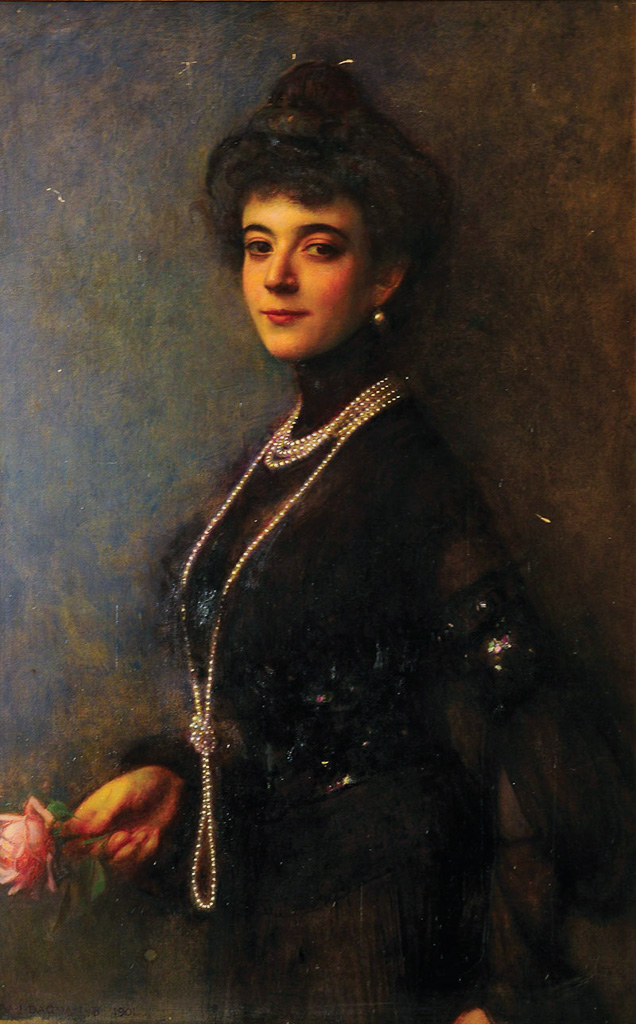
Pascal Dagnan-Bouveret - Portrait d’une femme
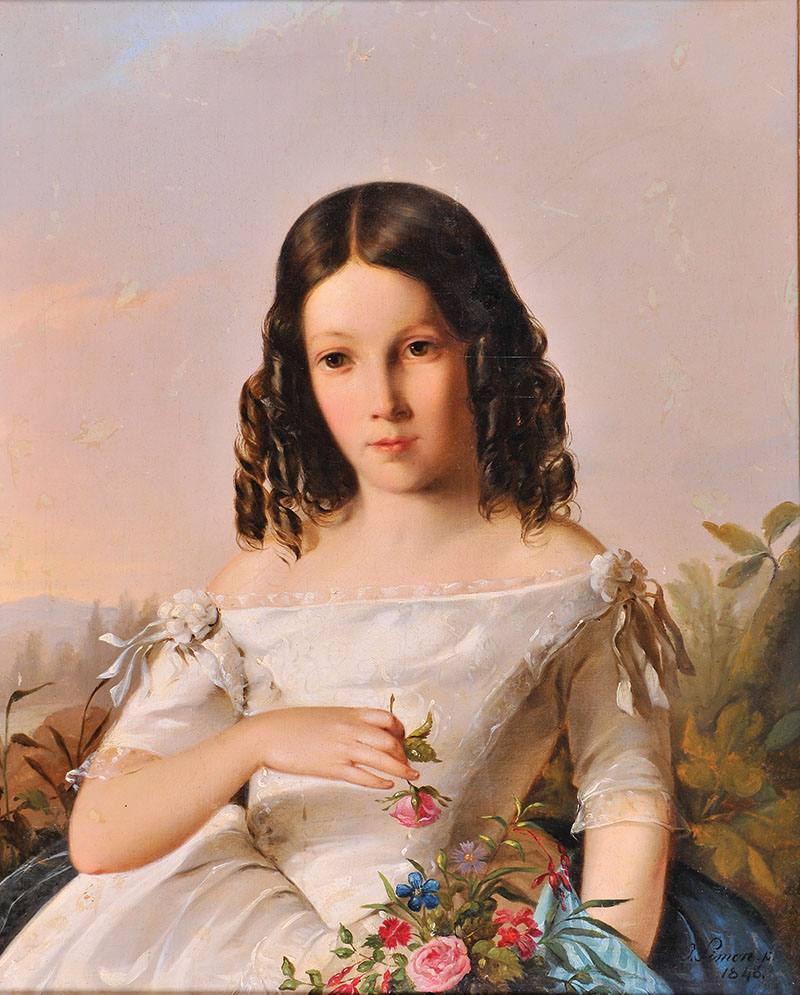
Louis Lasalle - Portrait de la princesse Saltykova

##### Peinture allemande
Les œuvres des peintres allemands sont également stockés au musée, parmi eux Johann Heinrich Roos (Troupeau), Friedrich August von Kaulbach (Portrait d’Alexandra Fedorovna de dix-huit ans, Portrait de la jeune Alexandra Fedorovna), Eduard Joseph d'Alton (en) (Portrait de femme), Elisabeth Strempel (de) (Portrait de la vieille dame en tenue traditionnelle), Franz Kops (de) (Portrait d'une jeune fille) et d'autres peuvent être mentionnés. À part ces peintres, on trouve au Musée d’art national de l’Azerbaïdjan, la toile La Légende du Saint Eustache peinte par un peintre allemand inconnu du XVIe siècle, ainsi que d'autres œuvres des peintres allemands inconnus y sont conservées.

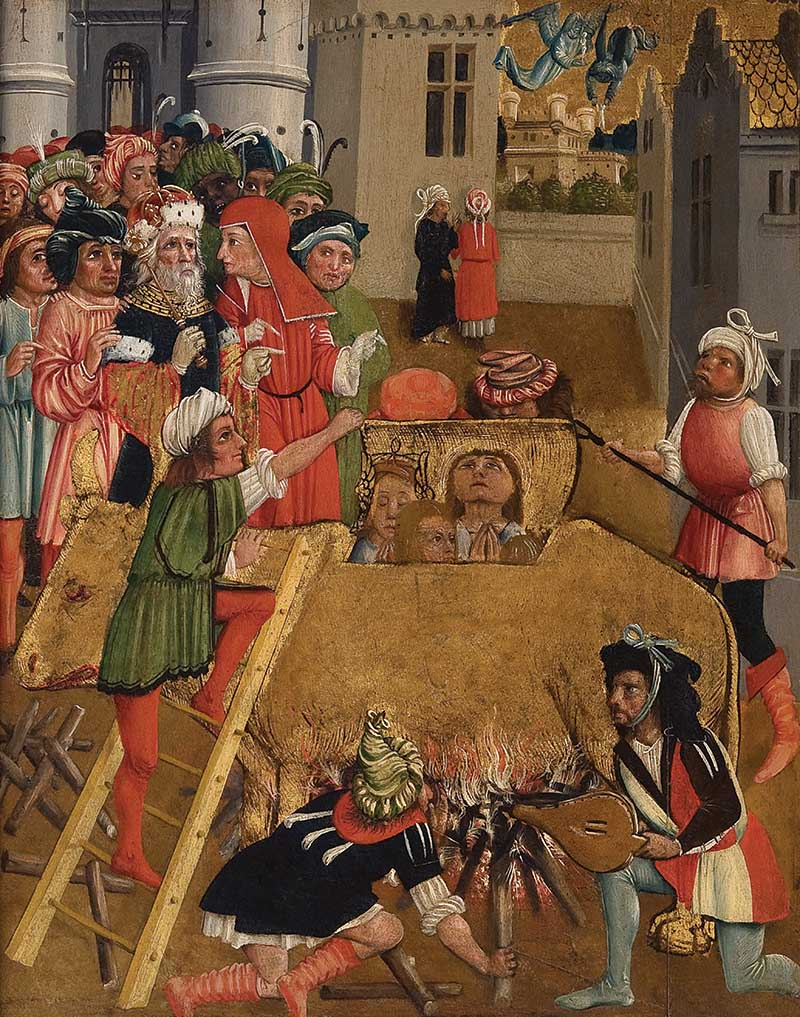
Peintre allemand inconnu - "La Légende du Saint Eustache" XVIe siècle
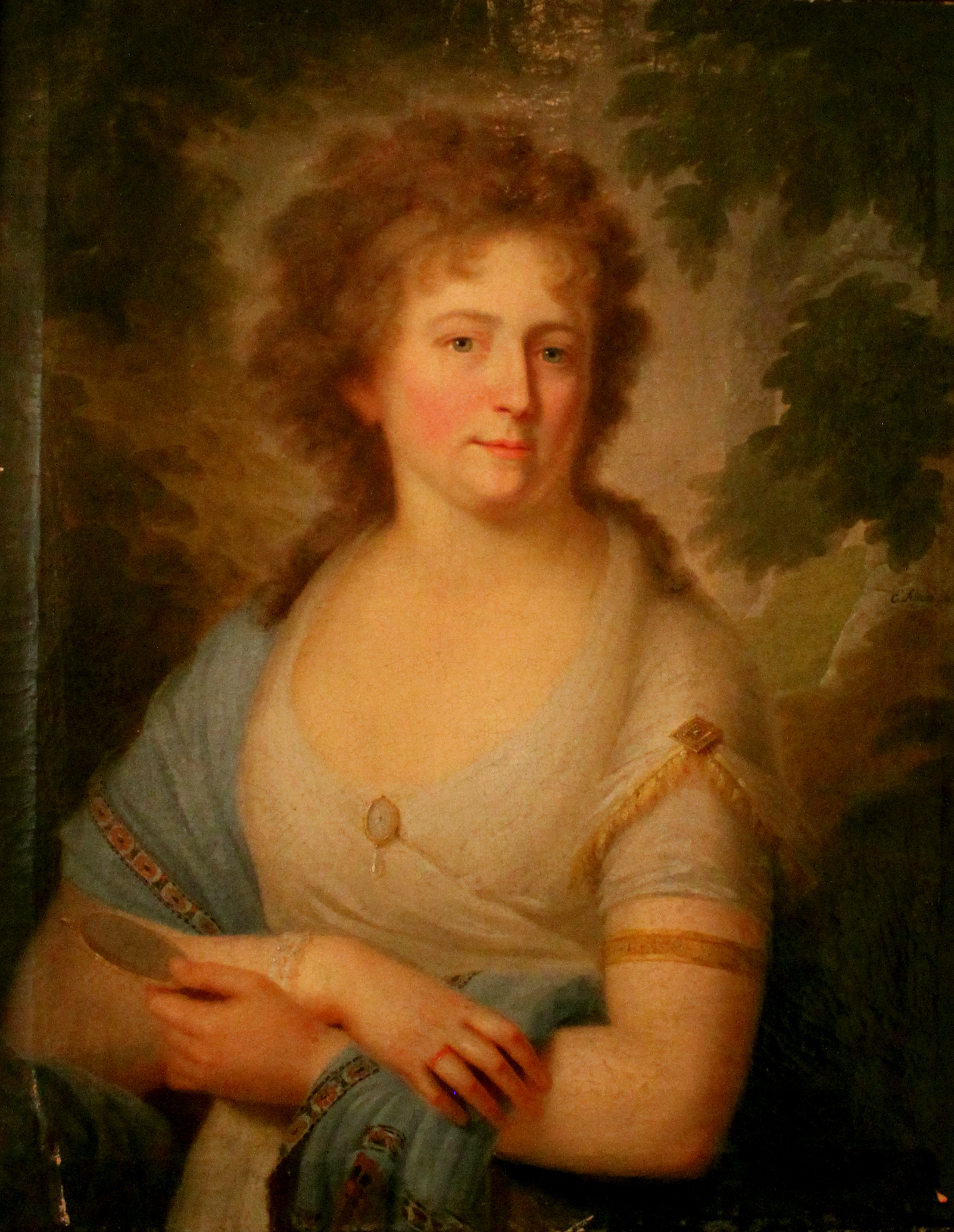
Joseph Wilhelm Eduard d’Alton - "Portrait de femme"
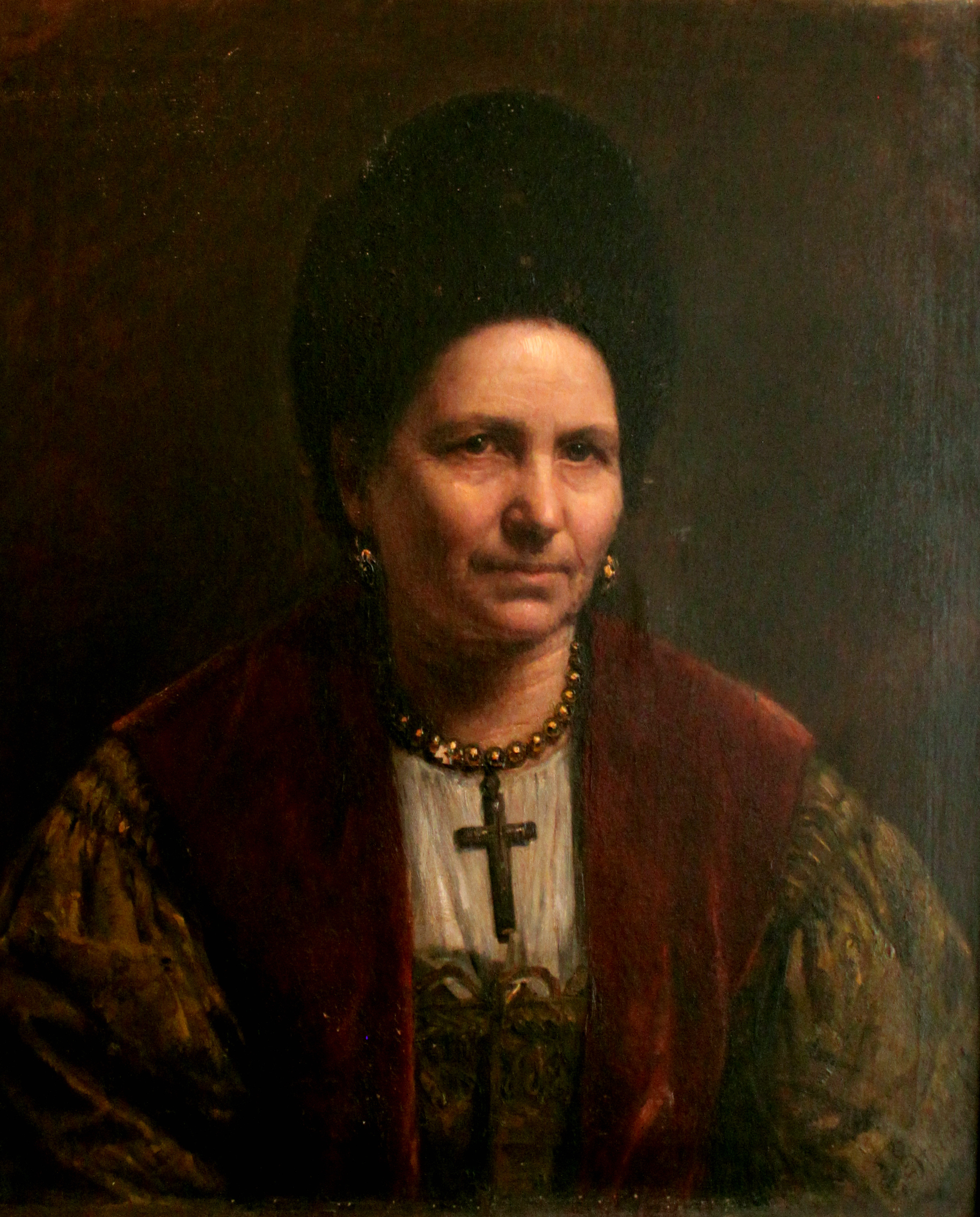
Elisabeth Strempel - «Portrait de la vieille dame en tenue traditionnelle»
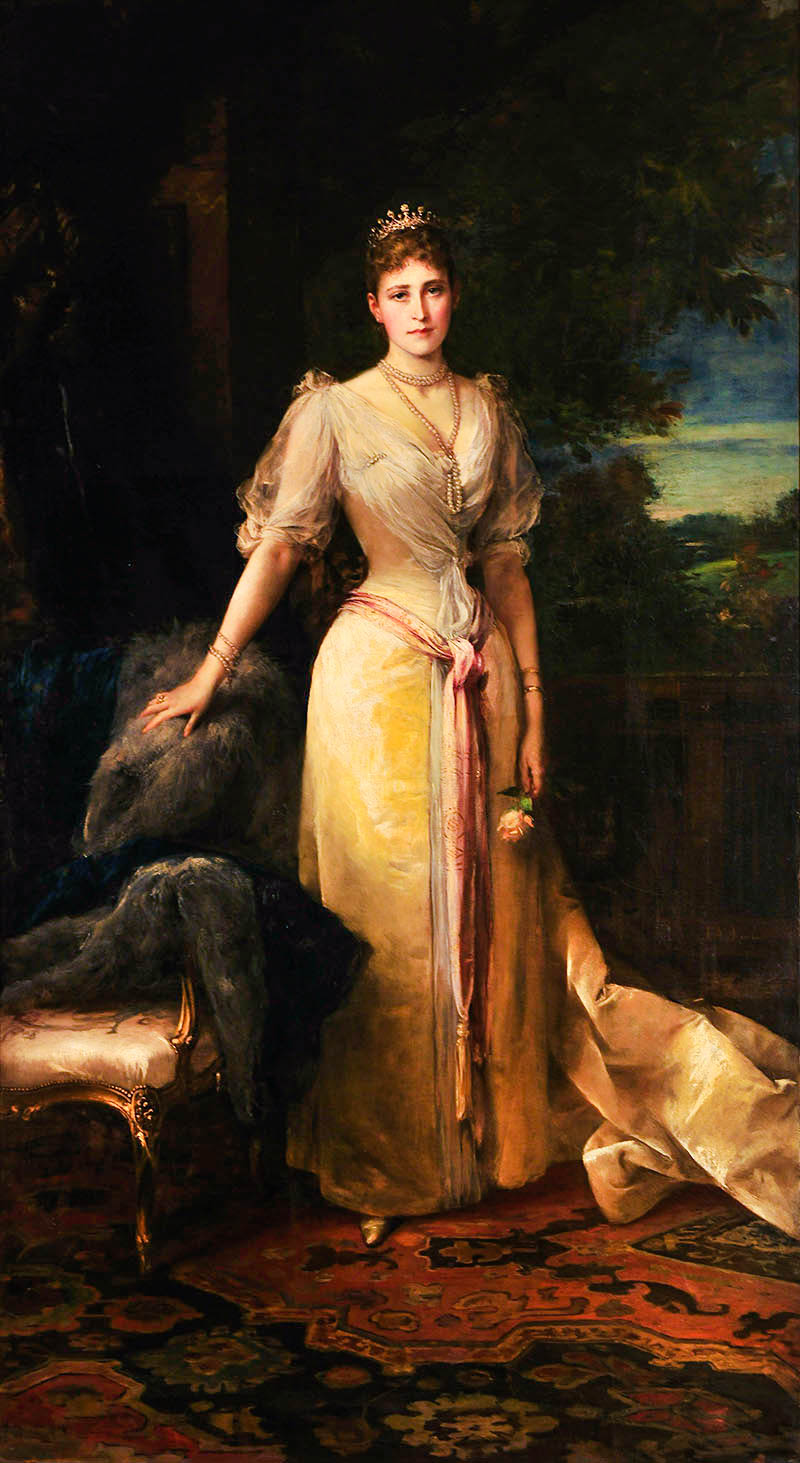
Friedrich August von Kaulbach - Portrait d’Alexandra Fedorovna de dix-huit ans
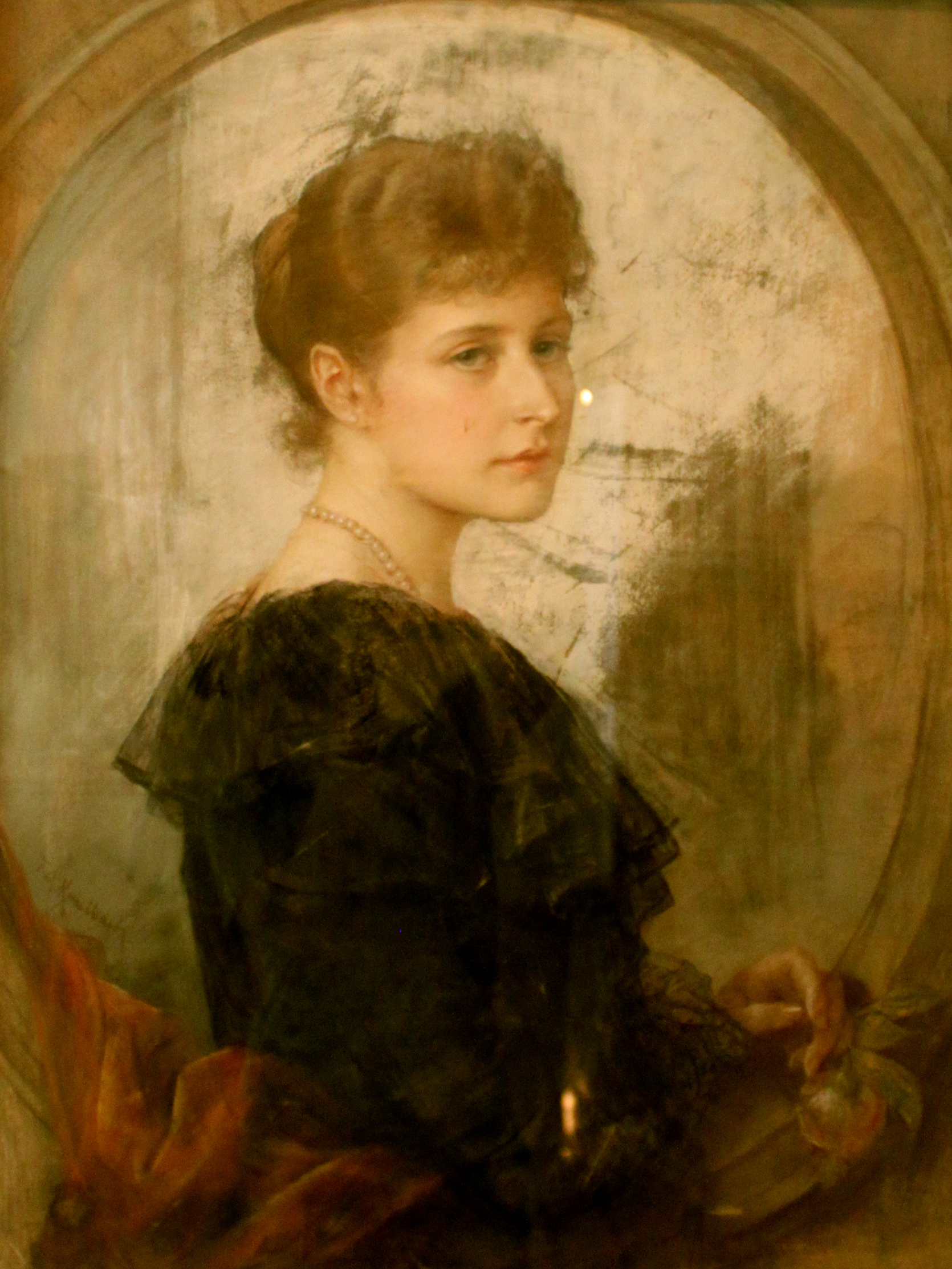
Friedrich August von Kaulbach - Portrait de la jeune Alexandra Fedorovna
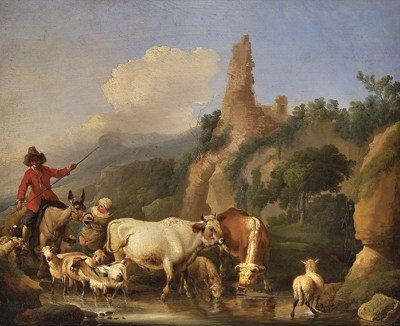
Johann Heinrich Roos - Troupeau
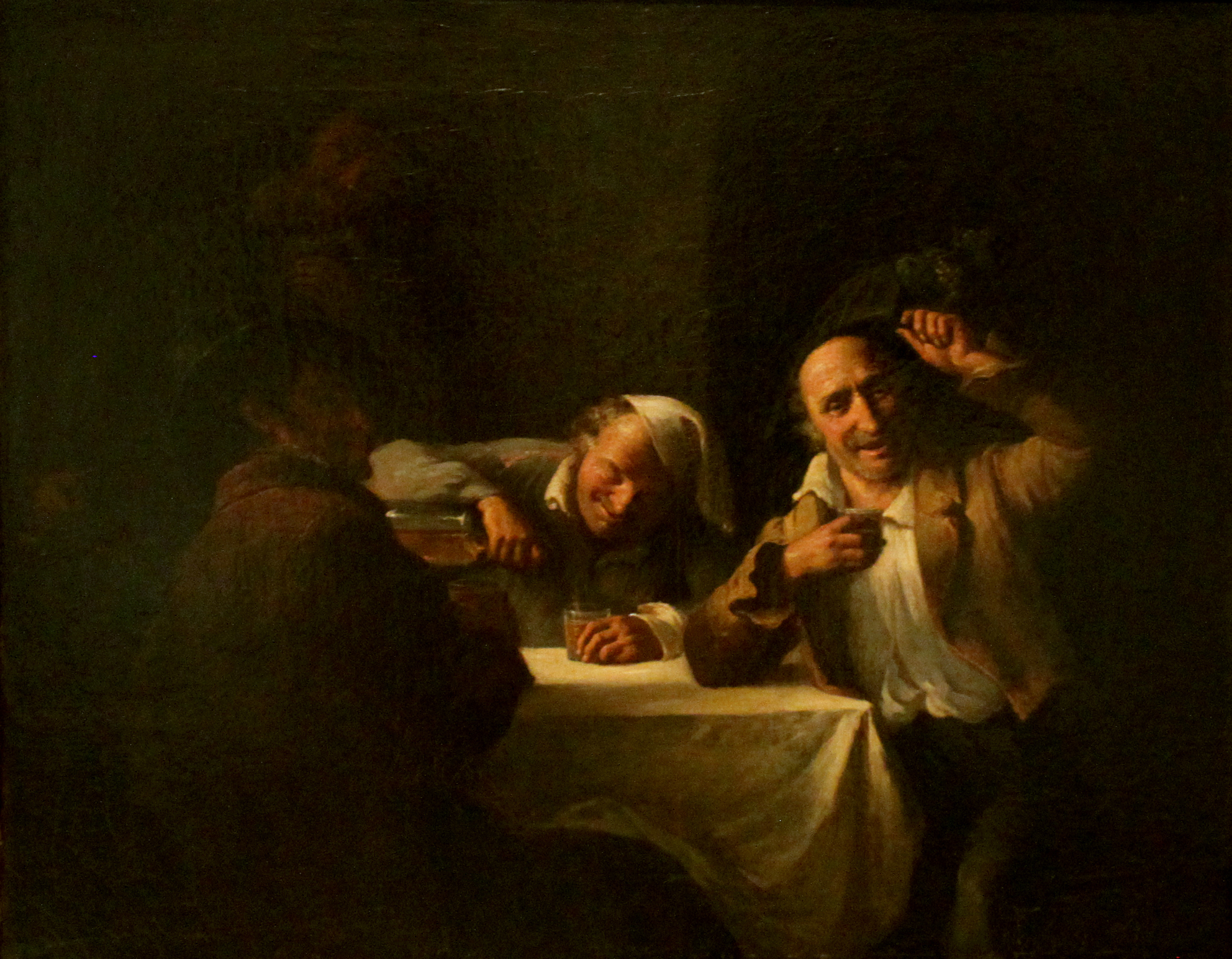
Peintre allemand inconnu - La réception
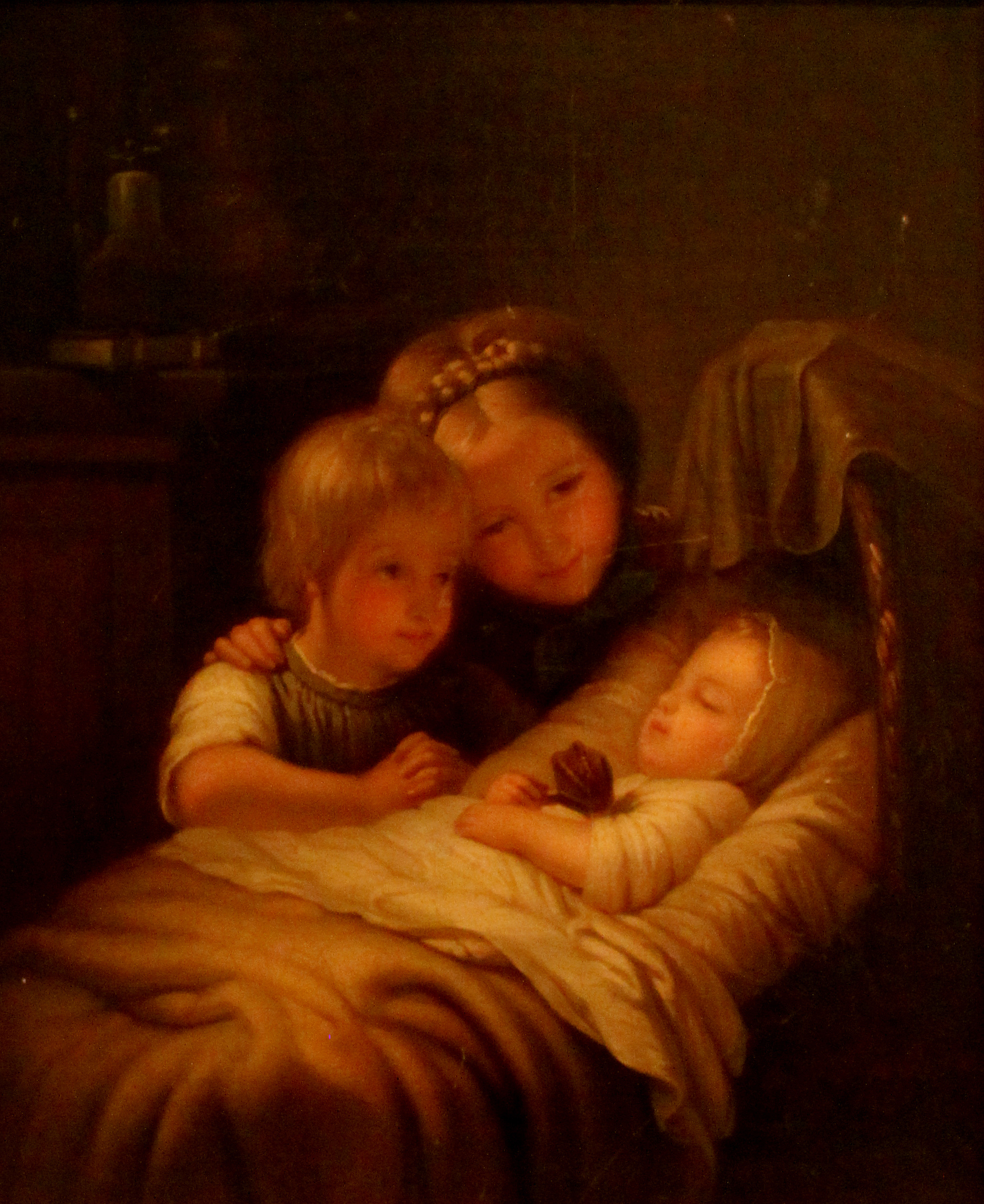
Peintre allemand inconnu - Au berceau, XVIIe siècle
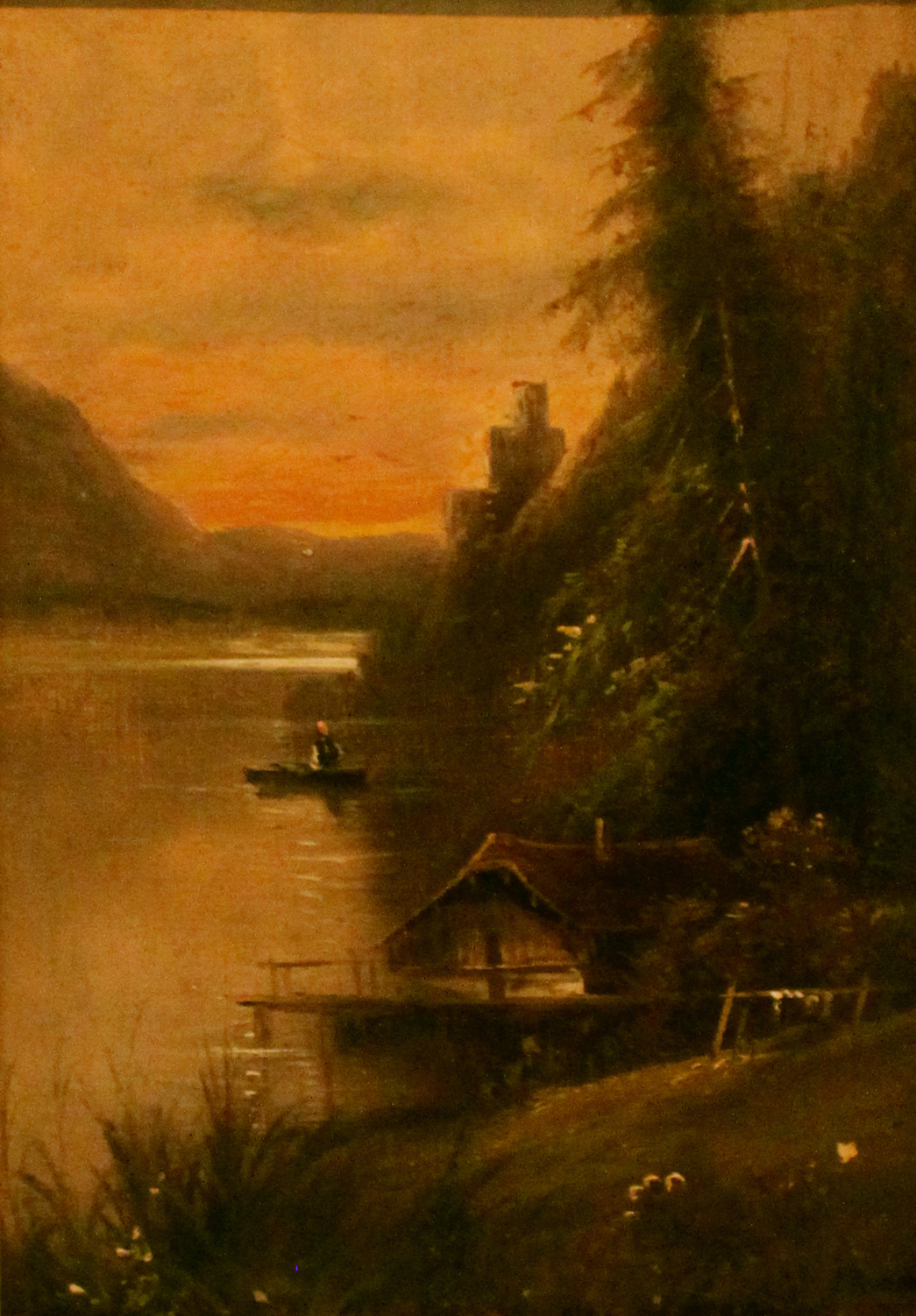
Peintre allemand inconnu - Vue avec la maison
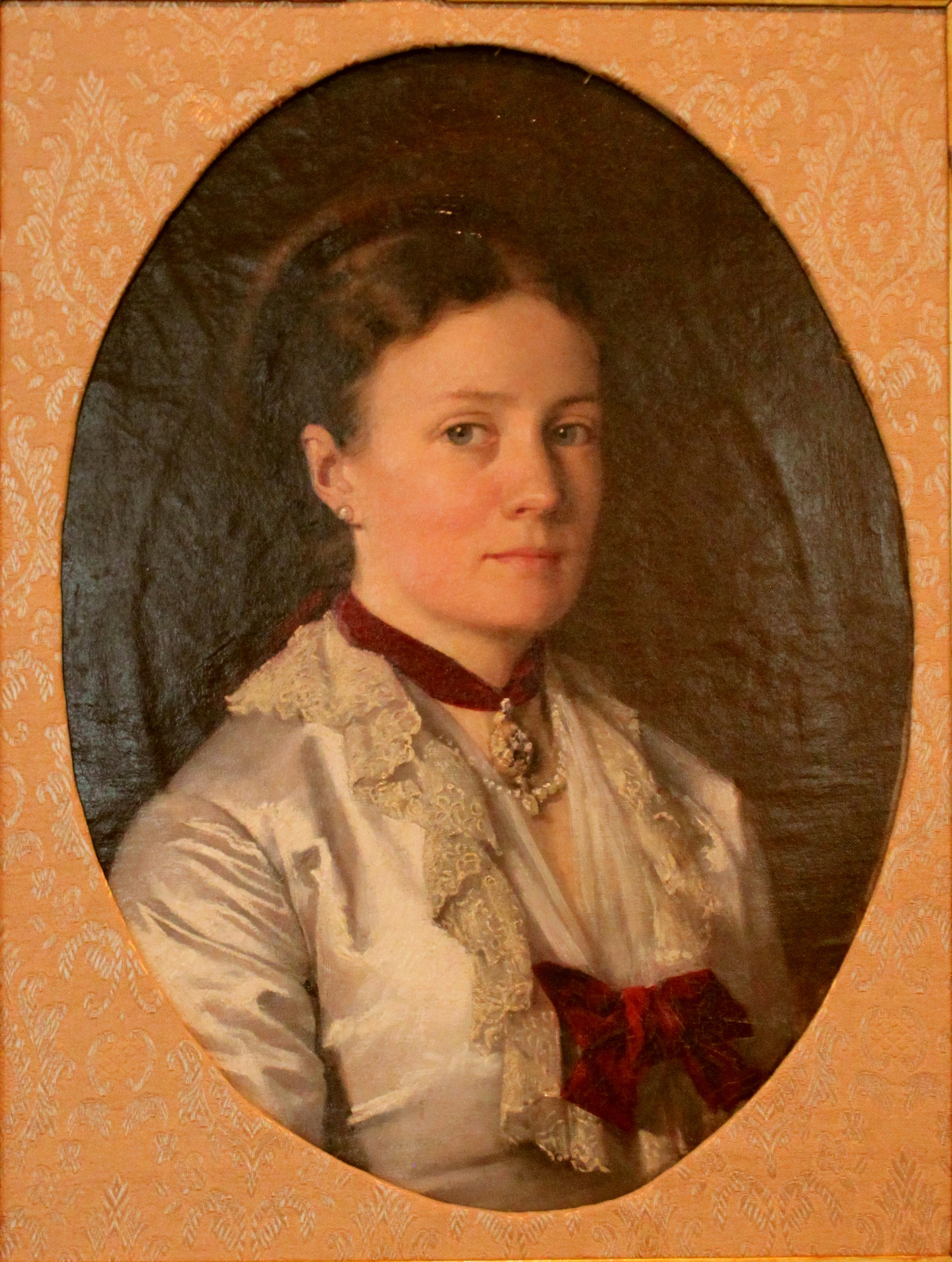
Frans Kops - "Portrait d'une jeune fille»

### La collection graphique
Le musée conserve en plus un large éventail d'œuvres graphiques. Certaines de ces œuvres sont exposées dans la salle Muzrin. La collection du musée composée des ouvrages des maîtres d’Asie, d’Europe et d’Azerbaïdjan est divisée en trois parties. La collection comprend les œuvres des XVIIe et XIXe siècles.
Parmi les peintres et graveurs dont les œuvres sont présentées dans le musée on peut mentionner Bernard Picart, Auguste Gaspard Louis Boucher-Desnoyers, Georg Friedrich Schmidt, Jean Daullé, Jean-Jacques Avril, Louis François Mariage, Jean-François Léonor Mérimée, Pierre Imbert, Jules Chéret, Antoine Carrée, Robert Gaillard, Grigori Grigorievitch Gagarine, Vassili Mate, Akbar Sargizad Tabrizi, Abbas Hosseini, A.Azimzadeh, Maral Rahman, Akbar Rzaguliyev, Altay Hadjiyev, Elmira Shahtakhtinskaya, Arif Alasgarov, Elchin Mamadov, Huseyn Aliyev, Jamil Mufidzada et d'autres peuvent être mentionnés. En outre, la collection du musée comprend l'Inde médiévale, la Chine, l'Iran et les miniatures des peintres azerbaïdjanais.

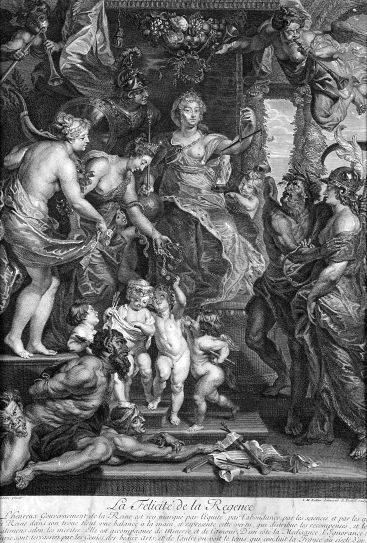
Bernard Picart - Lors de la dernière demande
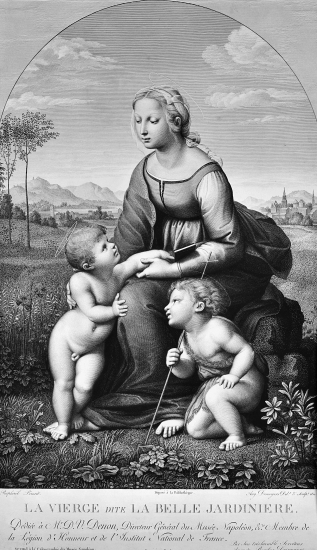
Auguste Gaspard Louis Desnoyers - "Madonna del Cardellino" de Rafael
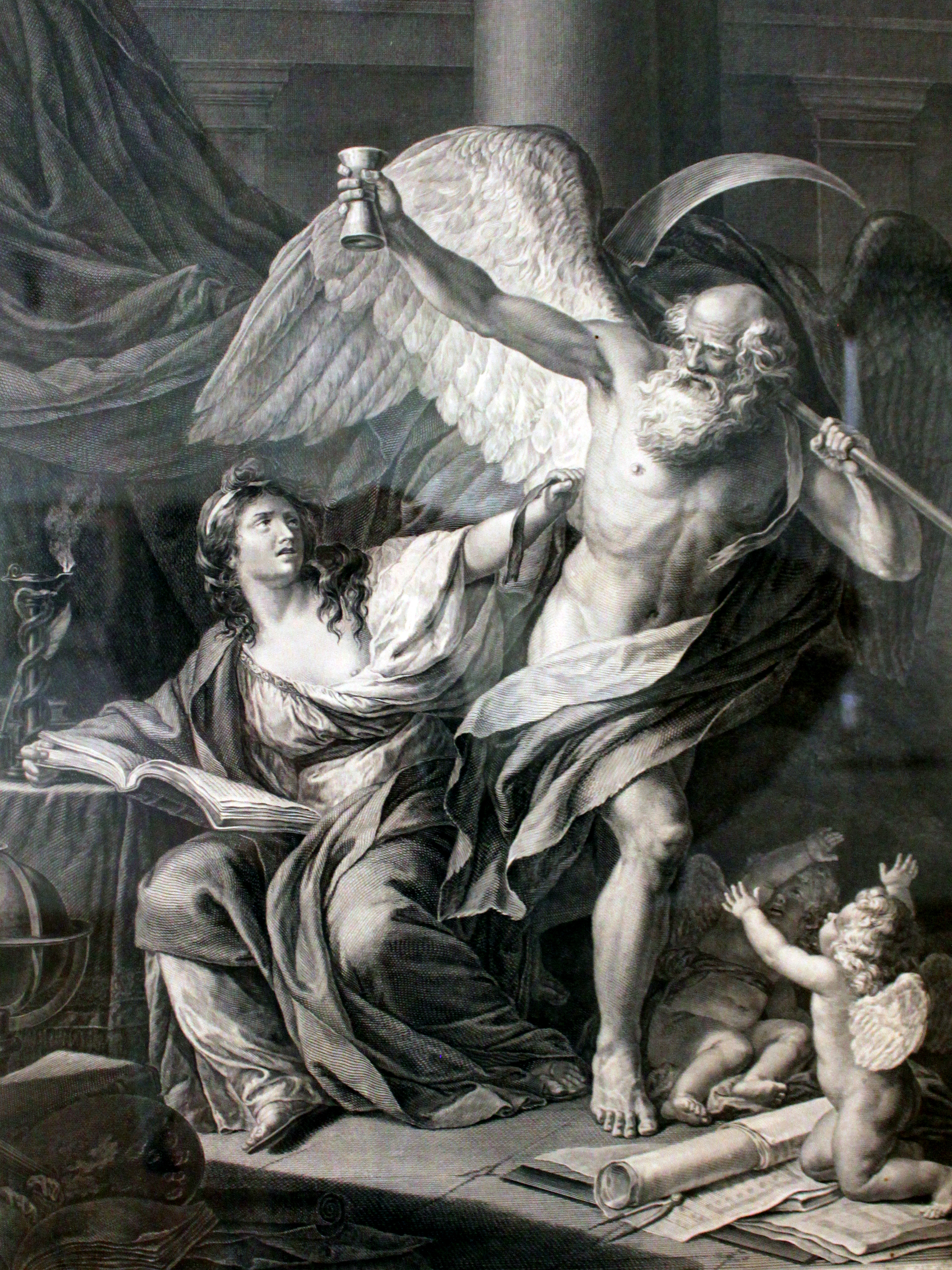
Jean-Jacques Avril - Information sur l’arrêt du temps
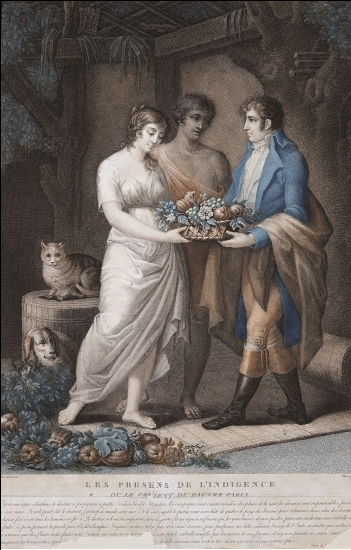
Louis François Mariage – Cadeau donné au pauvre
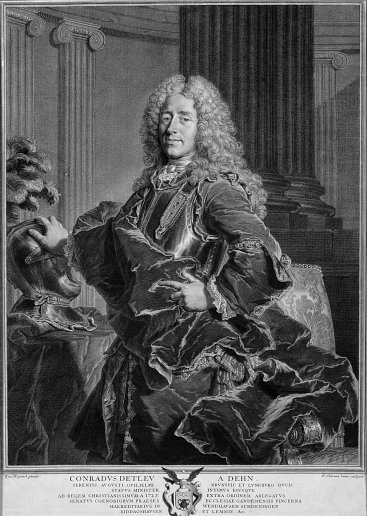
Jules Chéret - Portrait de Conrad de Thef

### La collection de sculptures
Le musée conserve une collection de sculptures allant de la préhistoire à l'époque contemporaine et comprend notamment des œuvres de sculpteurs égyptiens, grecs et romains, ainsi que des œuvres de sculpteurs contemporains d'Europe occidentale comme Pietro Angiolo Tenerani, Lorenzo Bartolini, Antonio Frilli, Antonio Canova, Johann Georg Pinsel, Franz von Stuck, Joseph Bernard, Ferdinand Barbedienne, François-Raoul Larche et bien d’autres encore.
En outre, le musée abrite une importante collection d'œuvres de sculpteurs azerbaïdjanais, tels qu'Omar Eldar, Tokay Mammadov, M. Mirgasimov, Hayat Abdoulayev, Ibrahim Zeynalov, Mahmoud Roustamov, Akif Askérov, Altay Sadigzadé ou encore Fuad Abdourakmanov.

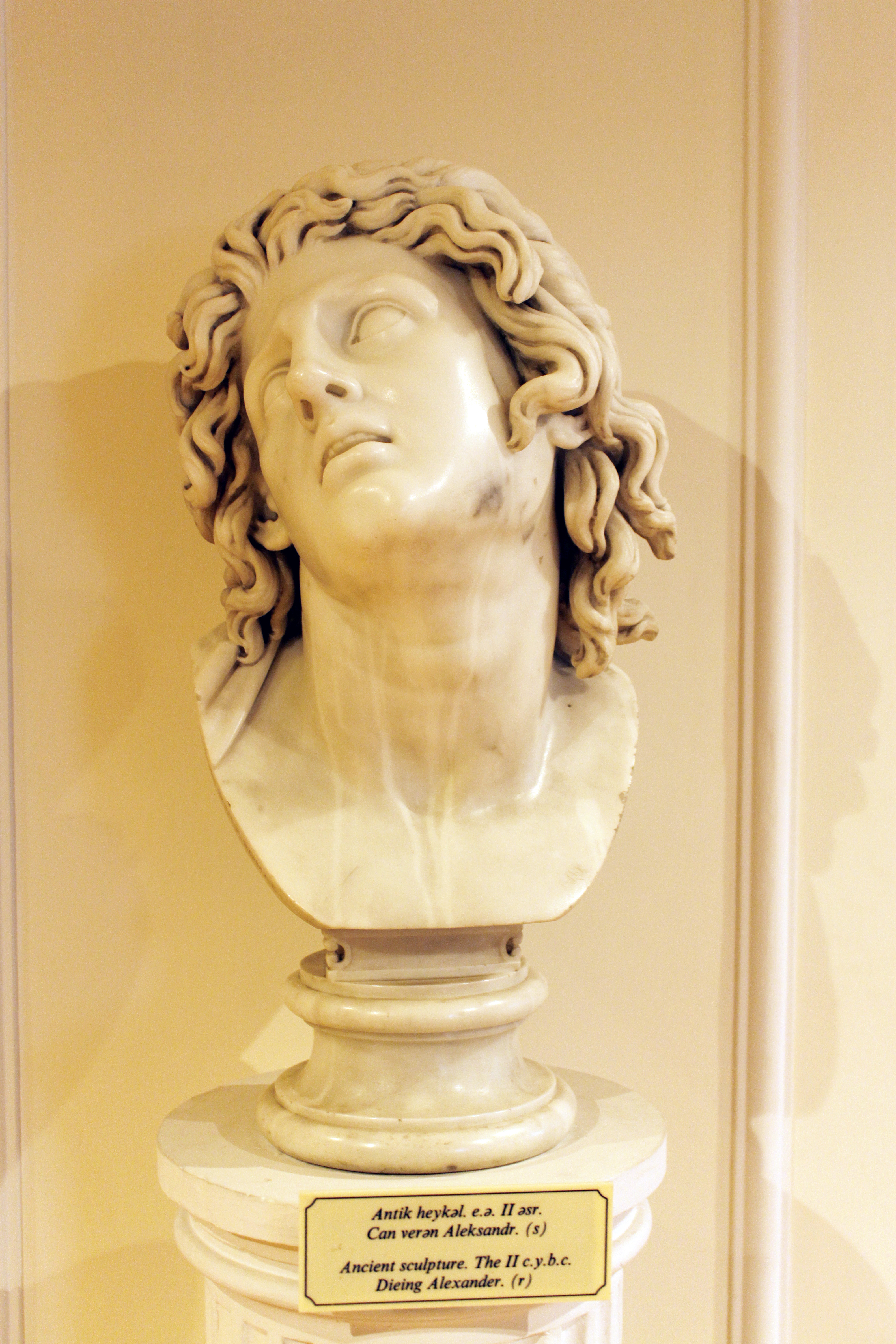
Sculpture grecque antique - Alexandre le Grand mourant, IIe siècle av. J.-C.
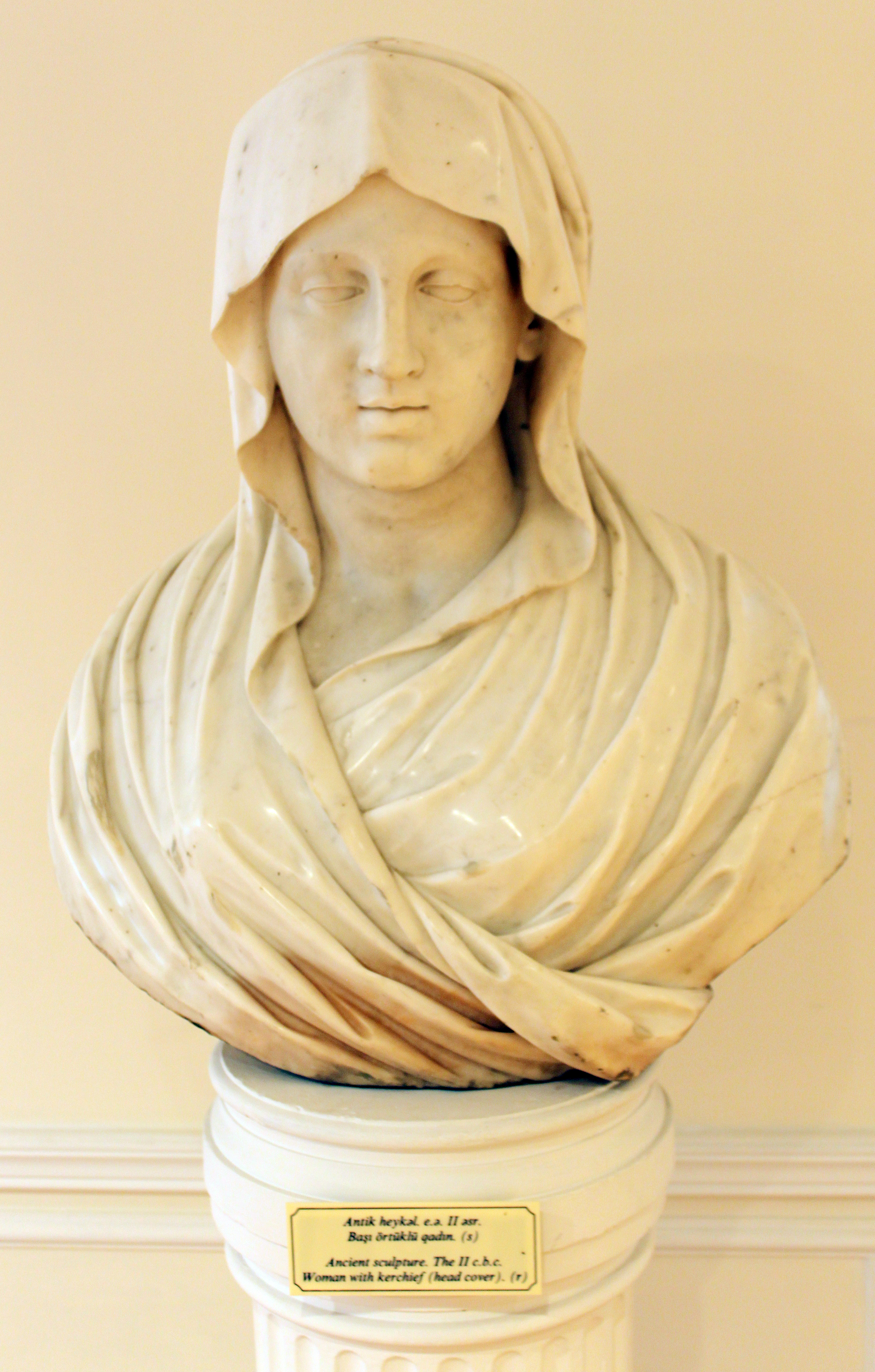
Sculpture romaine - Femme au foulard, IIe siècle av. J.-C.
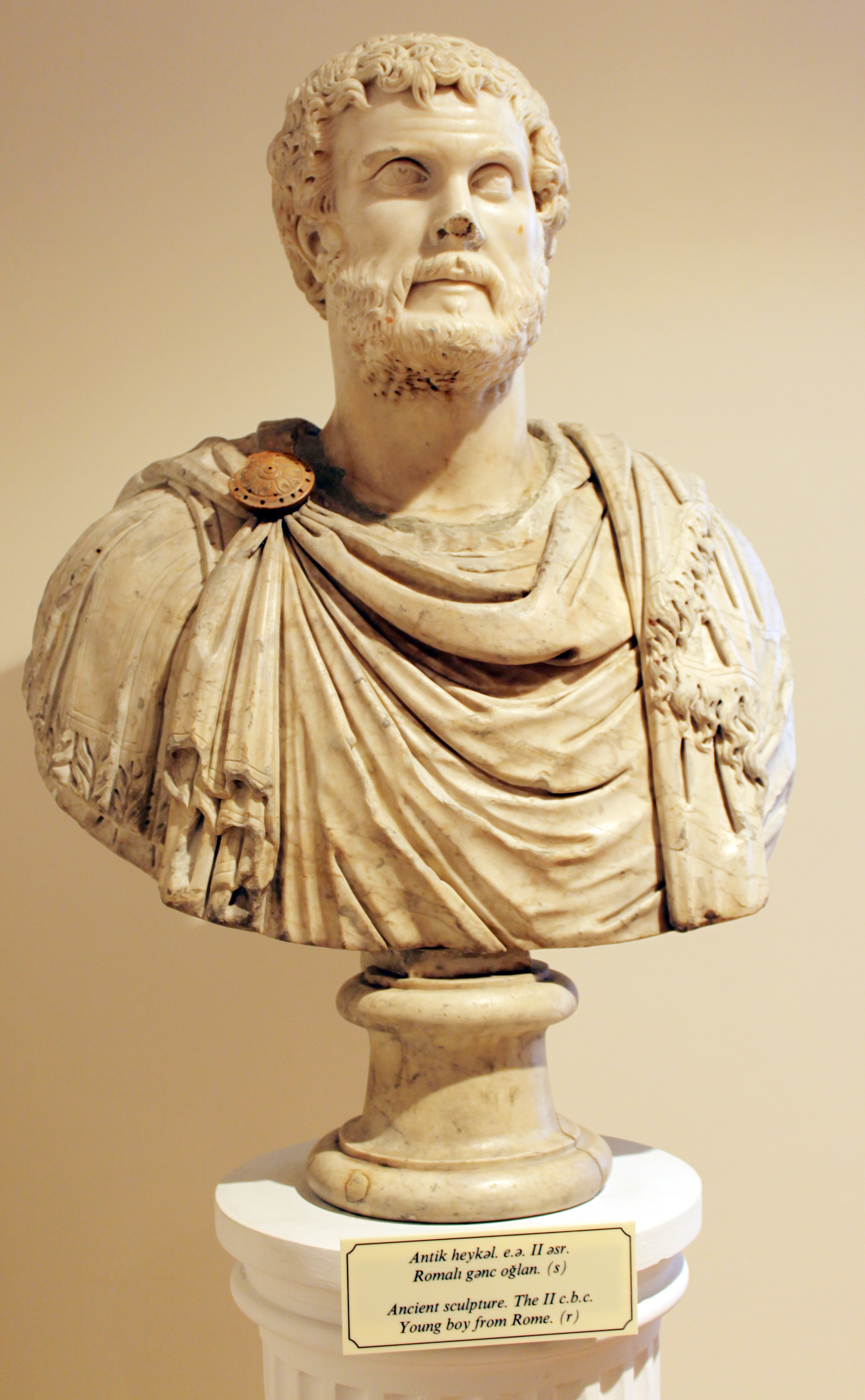
Sculpture romaine - Jeune homme romain, IIIe siècle av. J.-C.
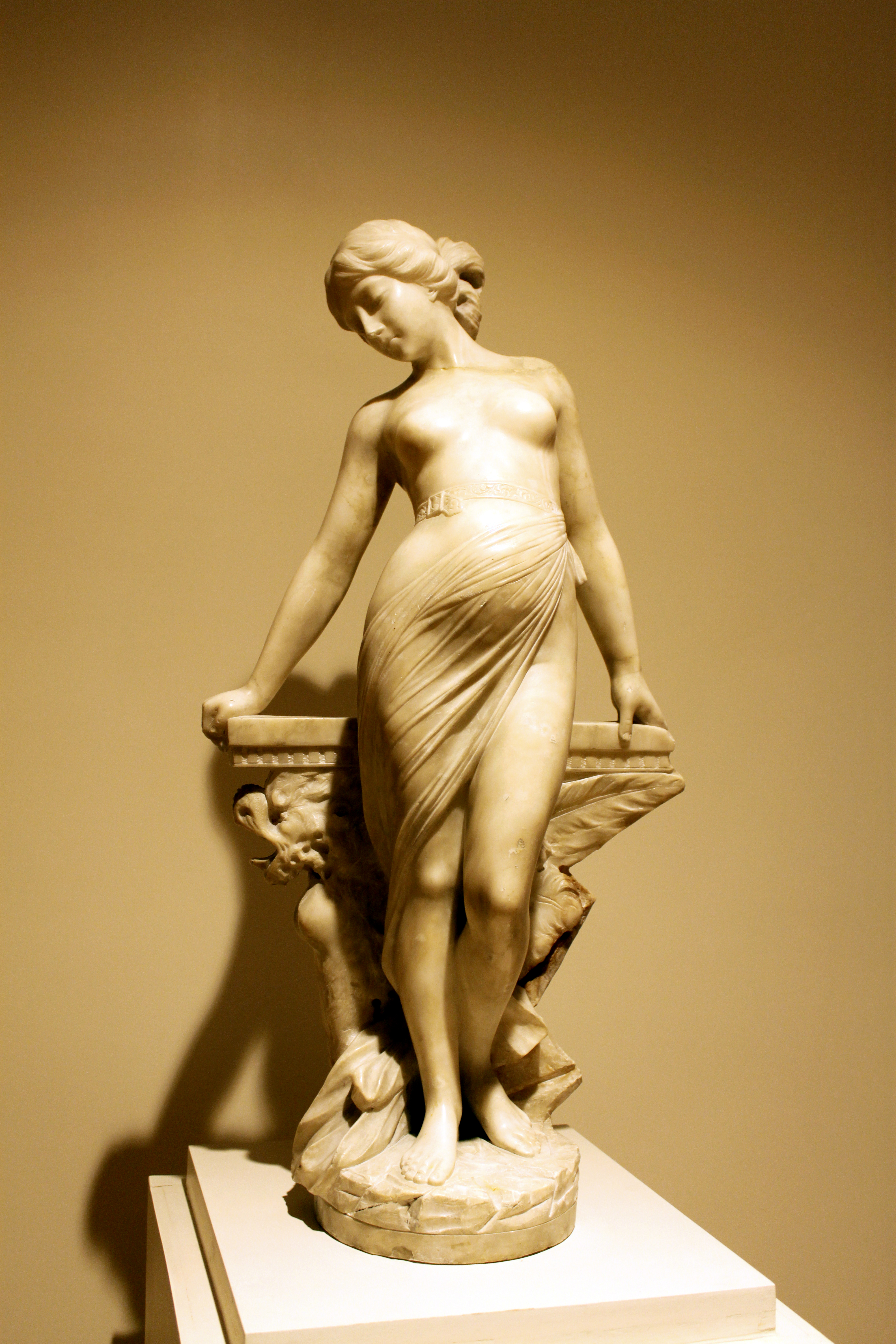
Sculpteur français inconnu – Figure d’une femme.
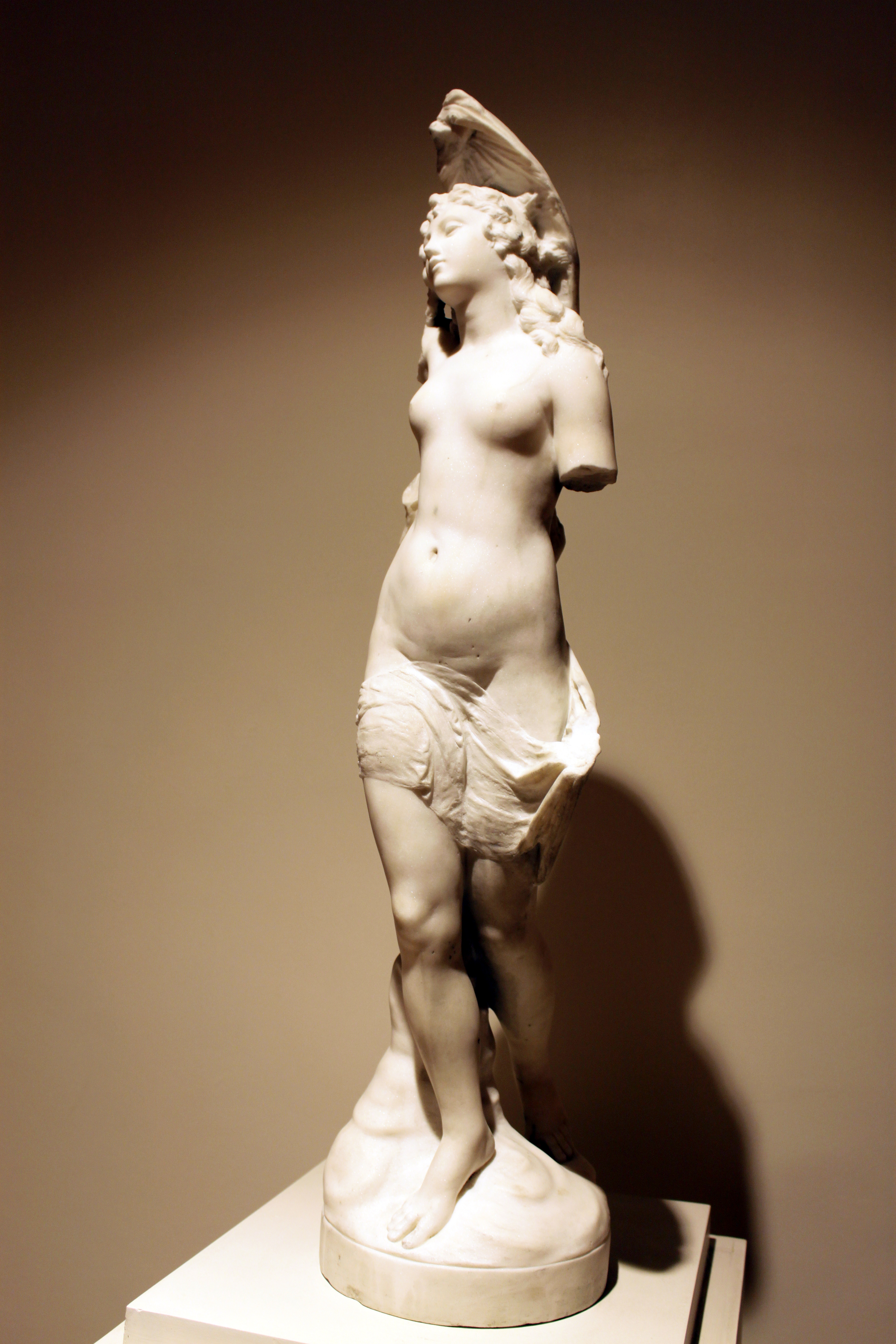
Sculpteur italien inconnu – Figure d’une femme nue
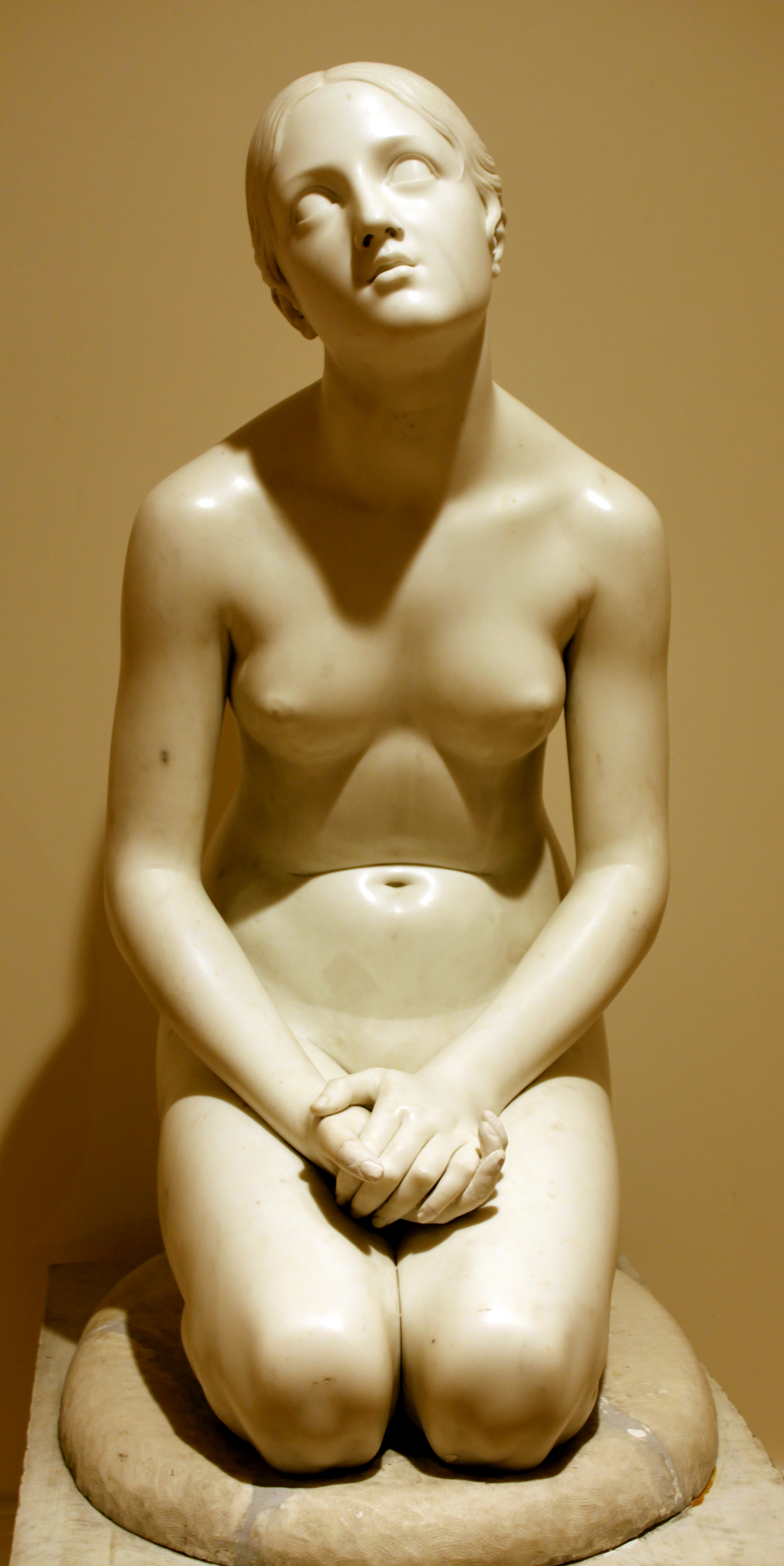
Lorenzo Bartolini - La croyance en Dieu
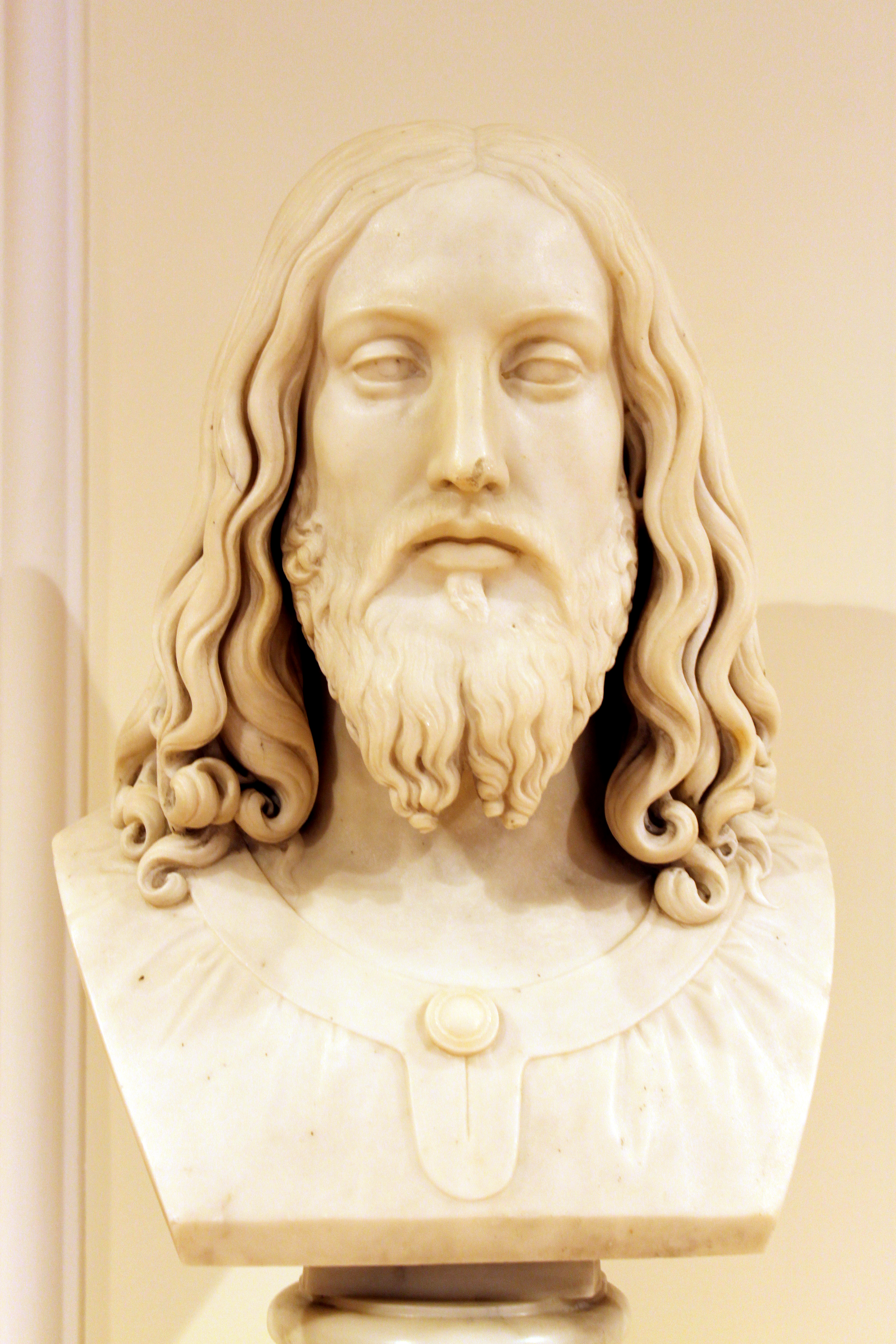
Pietro Tenerani - Jésus-Christ
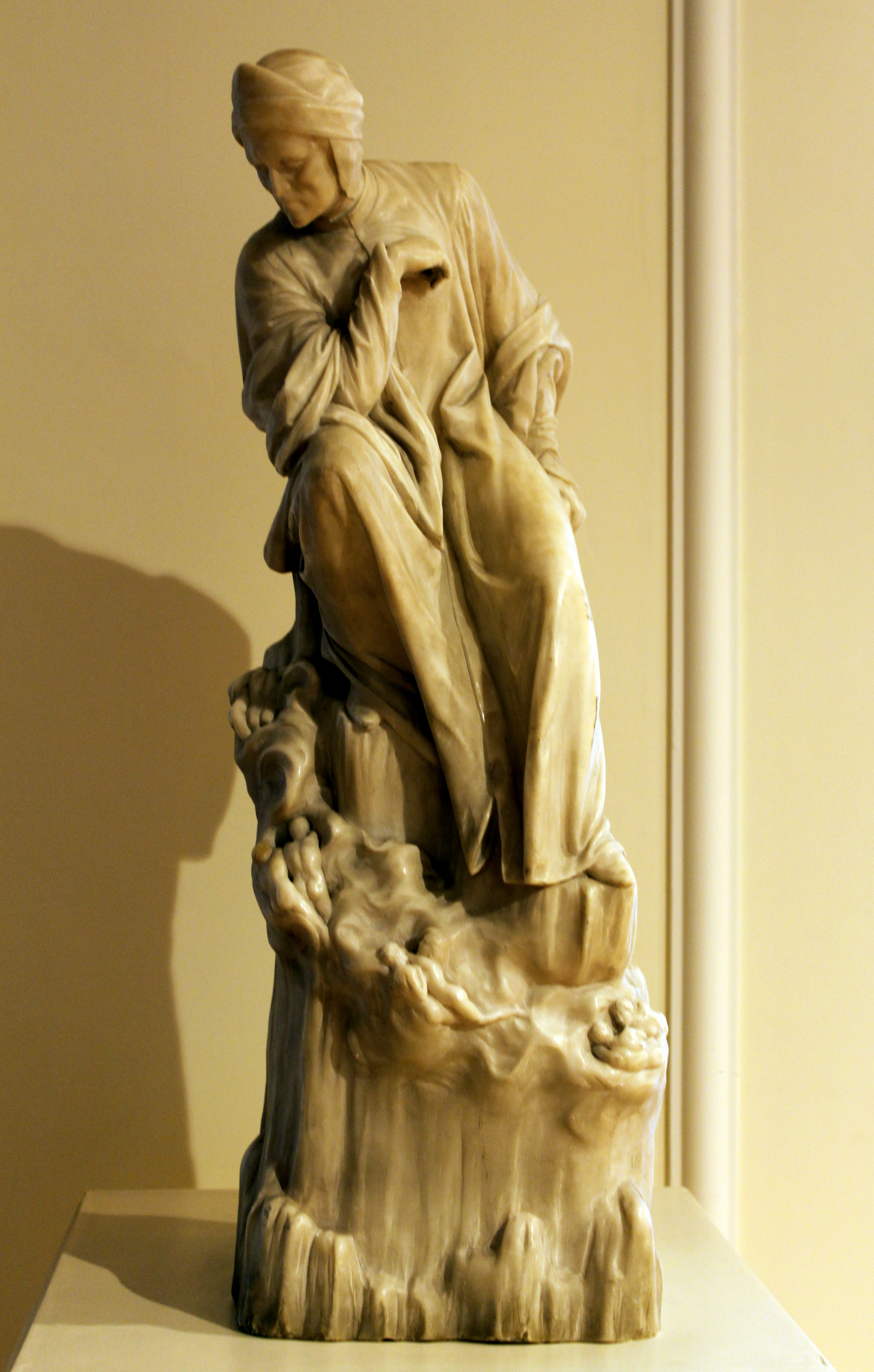
Frilli Antonio - Dante
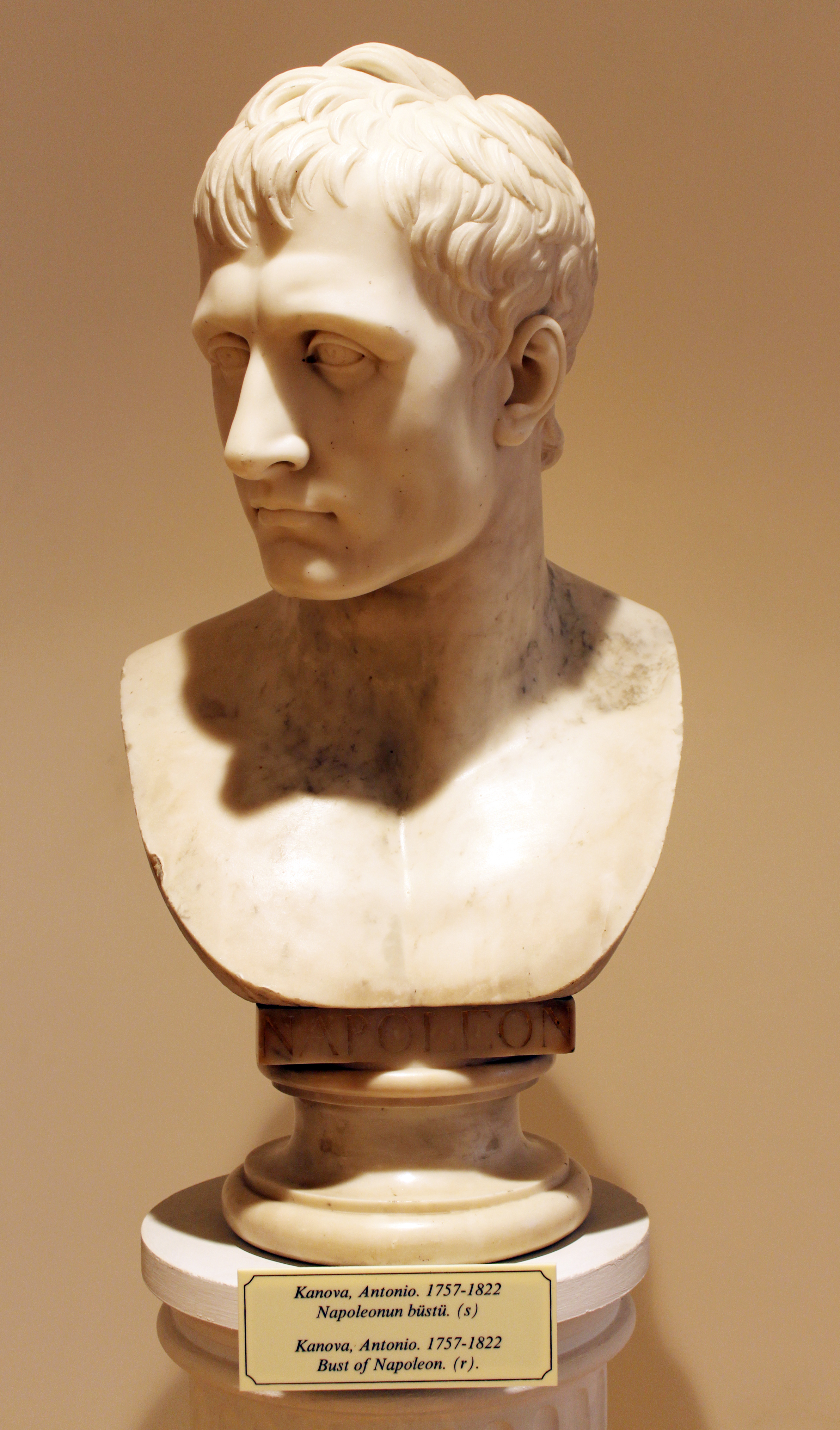
Antonio Canova - Buste de Napoléon I
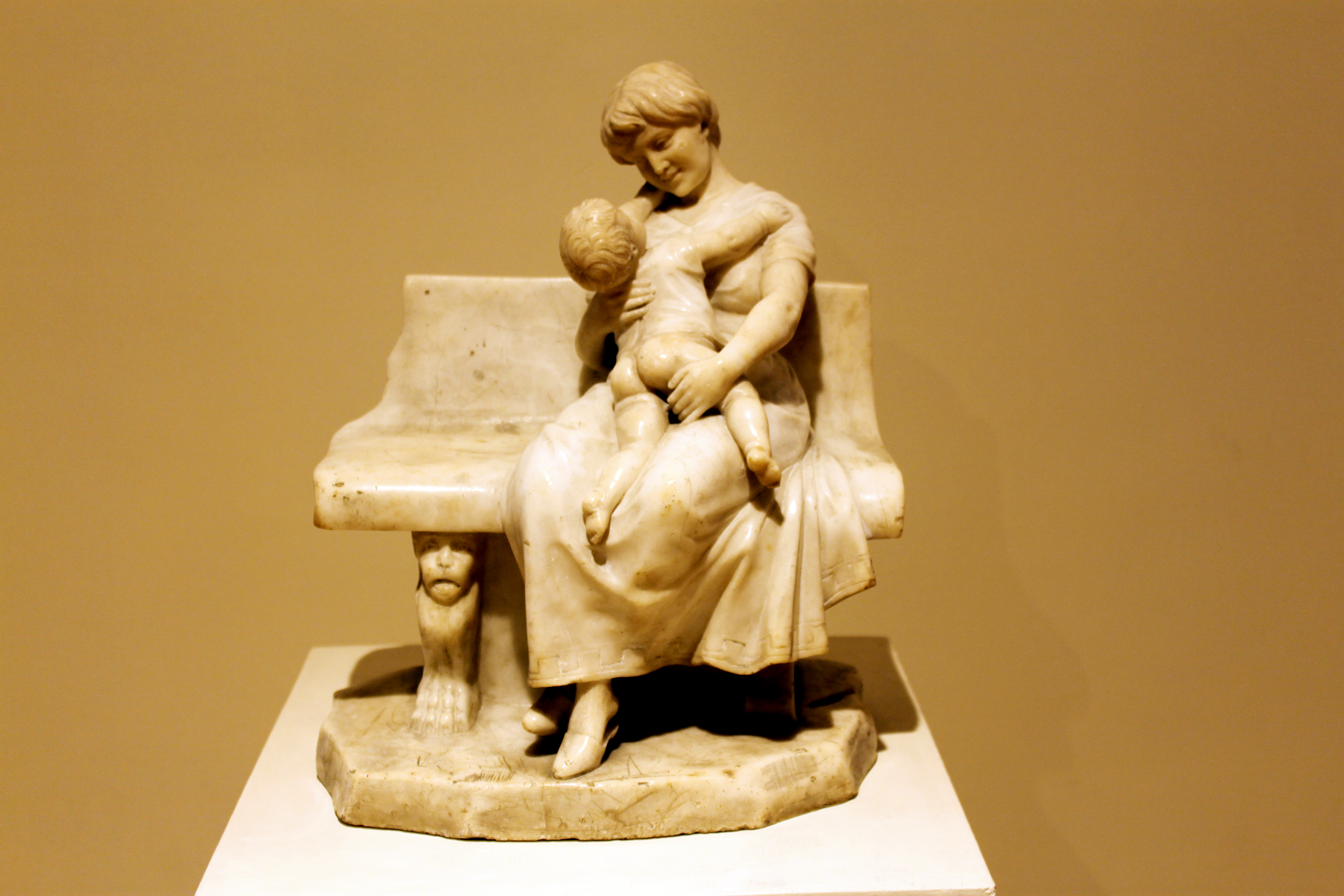
Johann Georg Pinsel - La mère avec son bébé
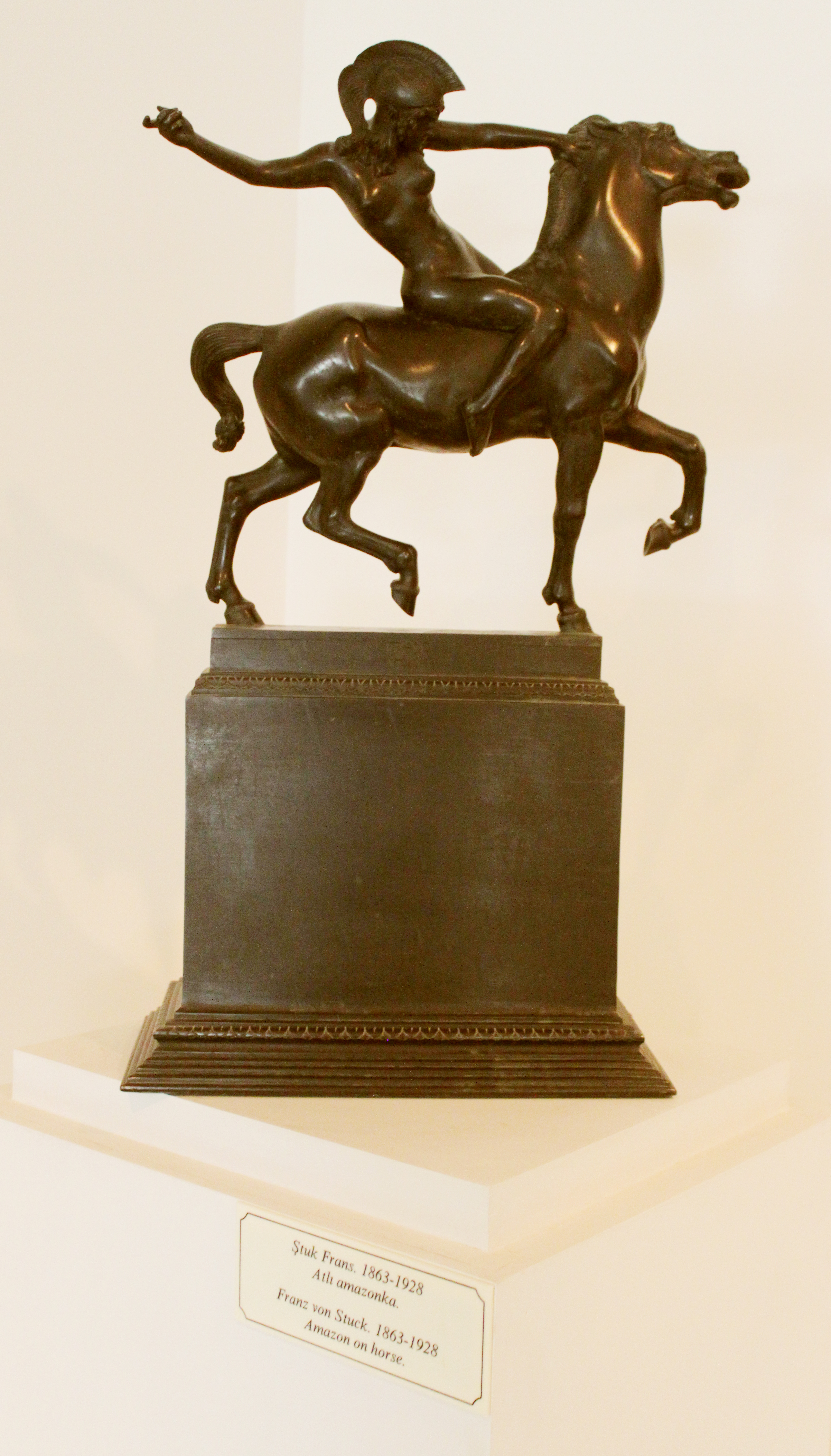
Franz von Stuck - Cavalière amazone
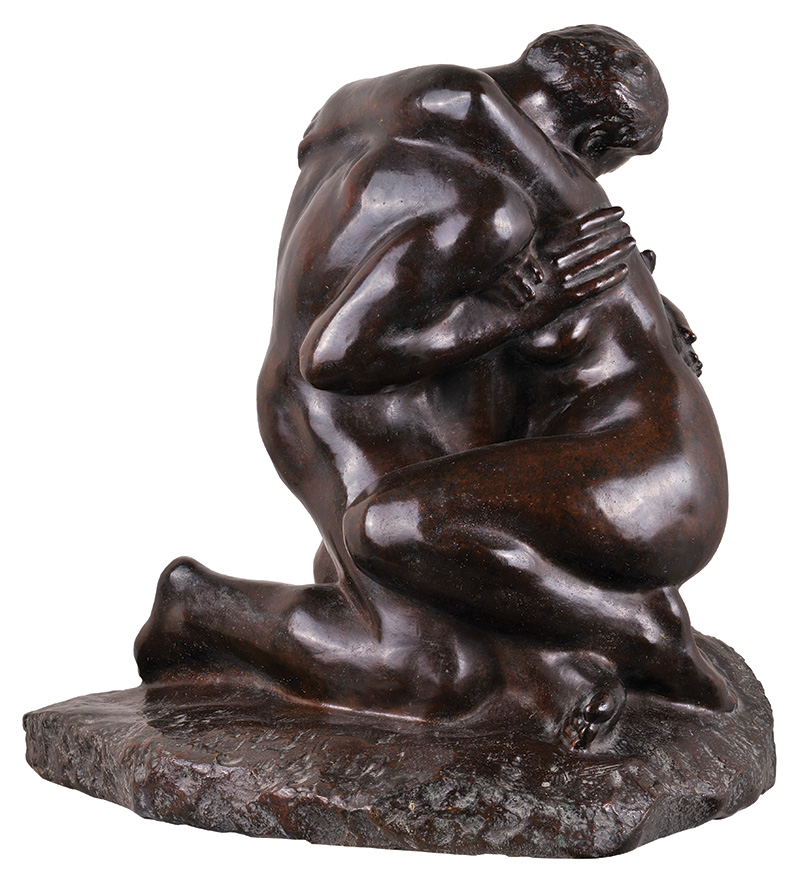
Joseph Bernard - Un baiser
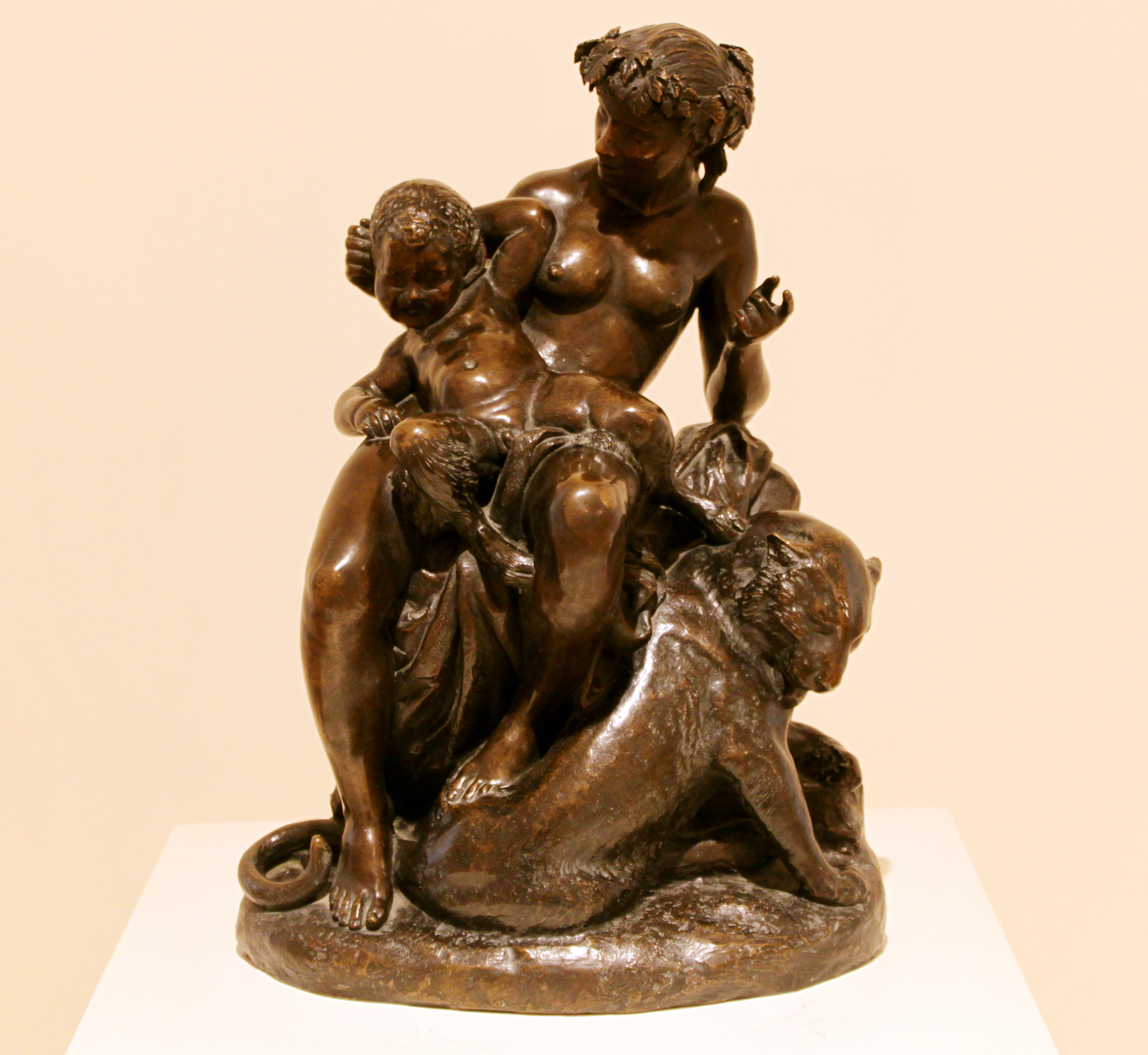
Sculpteur français inconnu –- Une satire avec la nymphe et le chien
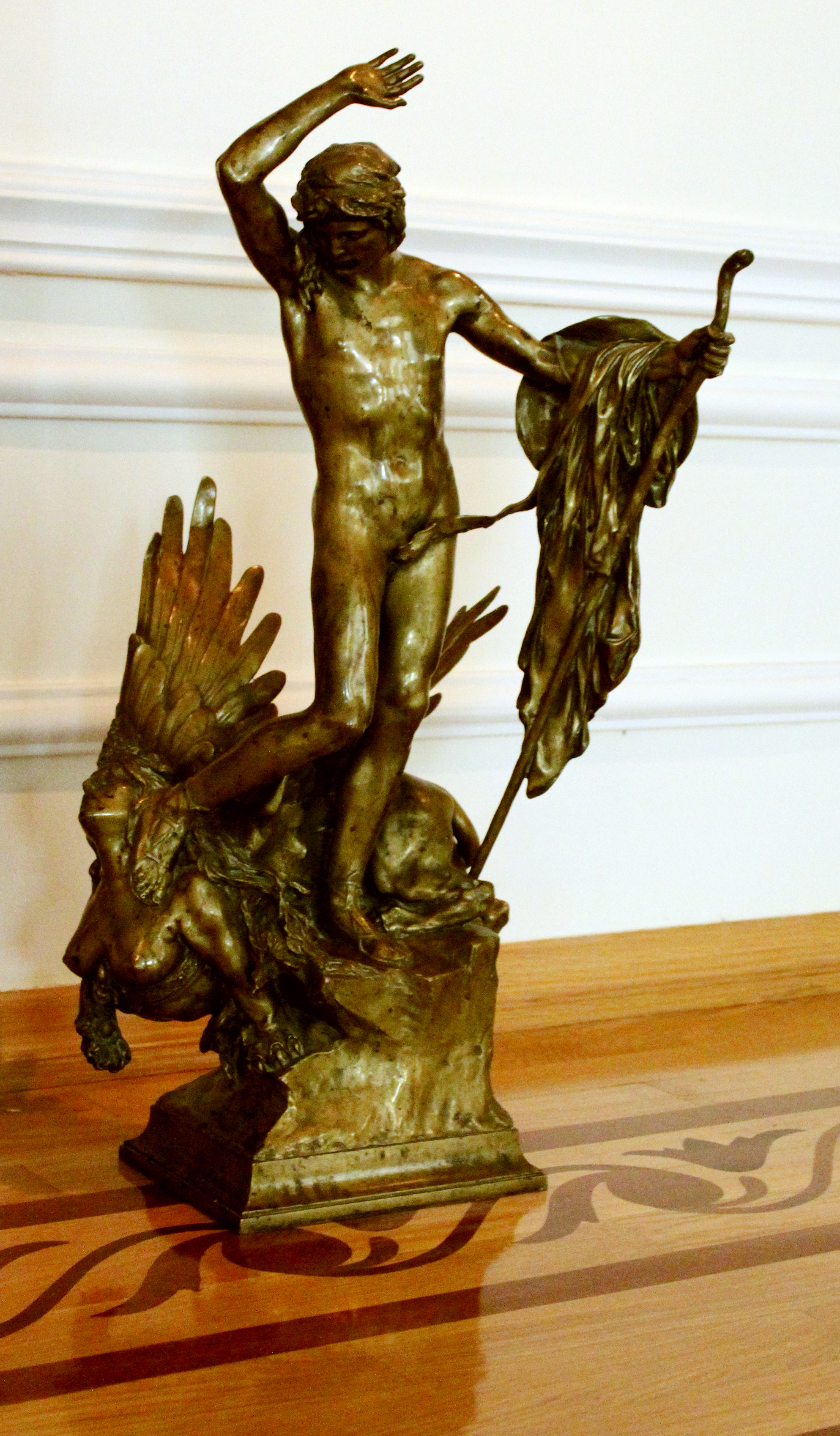
Ferdinand Barbedienne - Œdipe et le sphinx
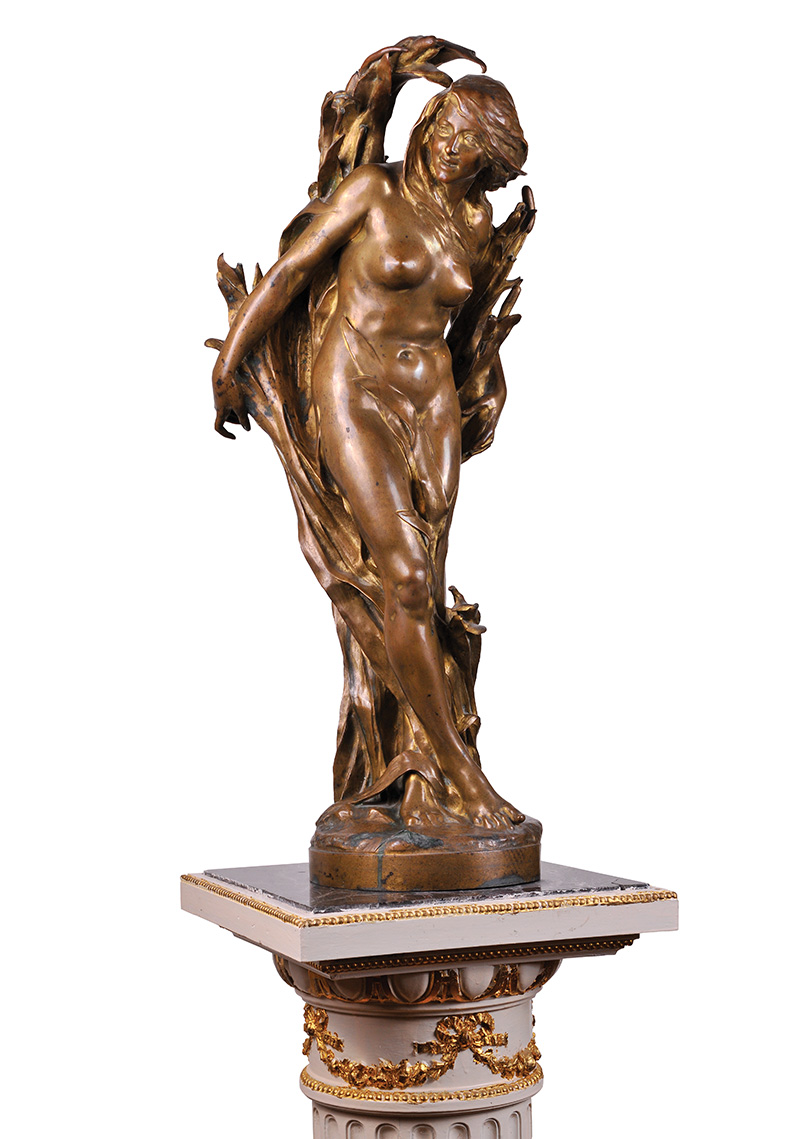
François-Raoul Larche - La métamorphose de laurier en olivier

### L'art de tissage et de broderie
Le musée abrite des échantillons de broderie et de tissage datant de l’époque médiéval et moderne. La collection est composée des modèles de vêtements médiévaux de l’Azerbaïdjan et de l’Iran, tapisseries françaises des XVIIe-XIXe siècle, des échantillons de broderie délicate de l'Azerbaïdjan, de l'Iran et de la Chine ainsi que des spécimens appartenant aux écoles de tapisserie azerbaïdjanaises.

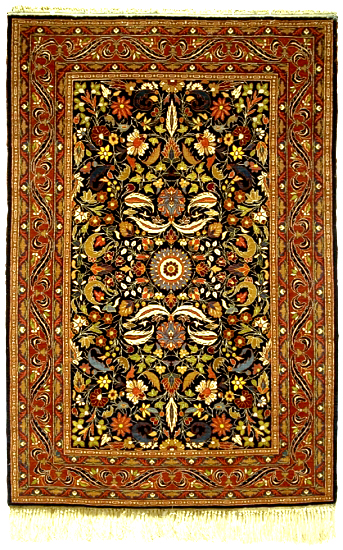
Le tapis "Afshan", l’école Tabriz, XVIIIe siècle.
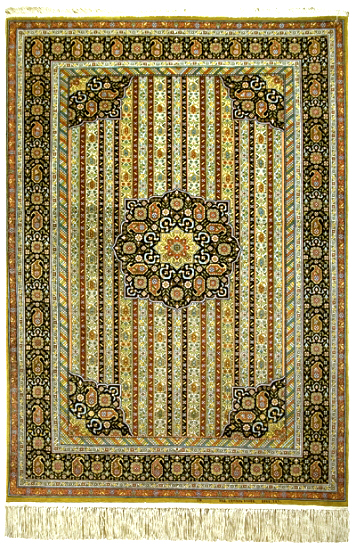
Le tapis "Tirmasayaghi", l’école de Gouba, XVIIIe siècle
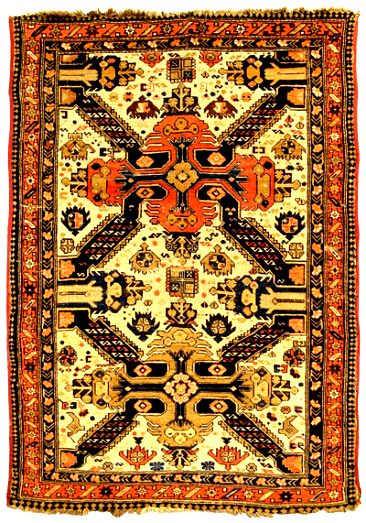
Le tapis "Gollou chichi" l’école de Gouba, XIXe siècle
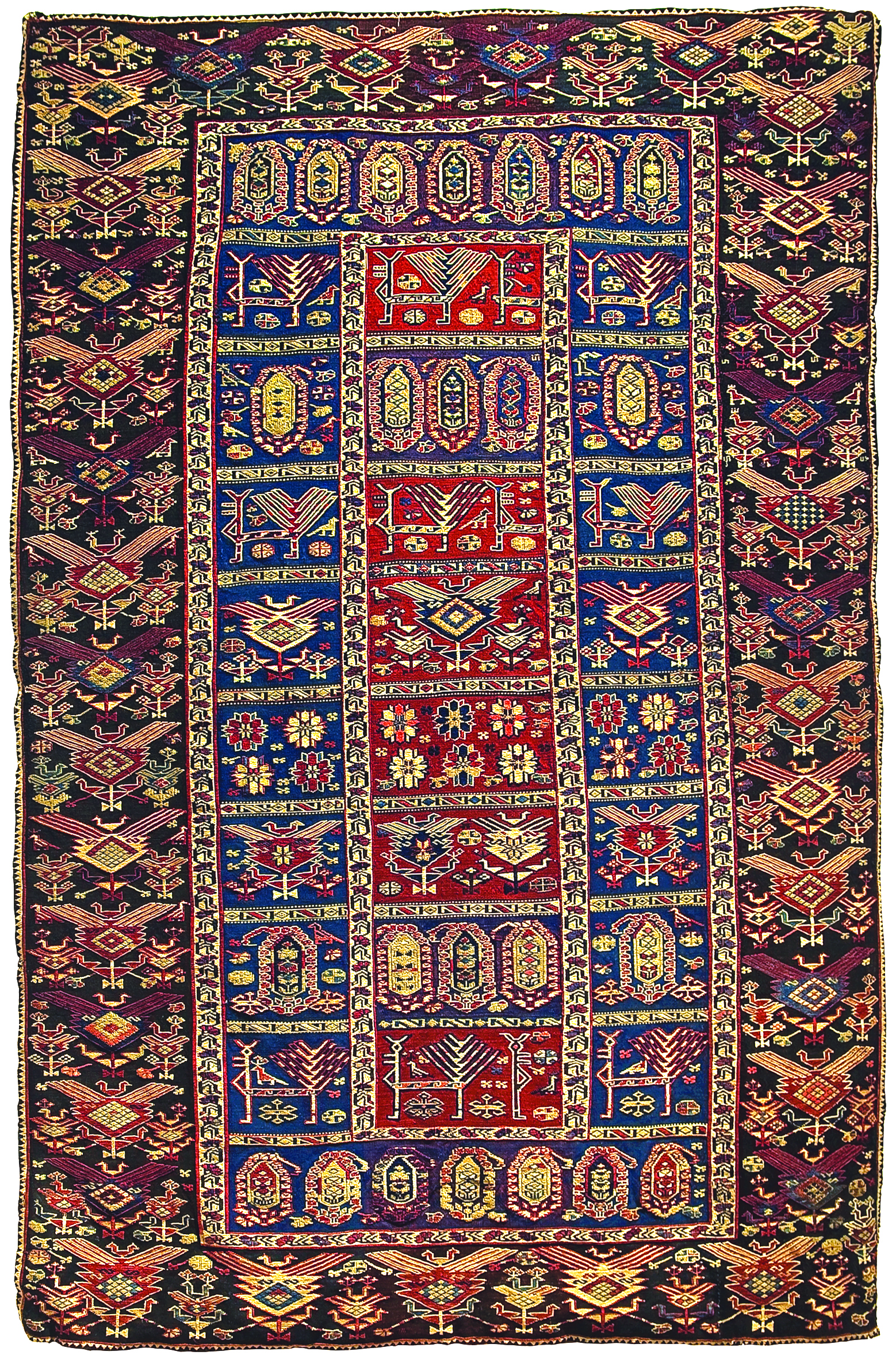
Le tapis "Zili", l’école d’Abshéron, XVIIIe siècle
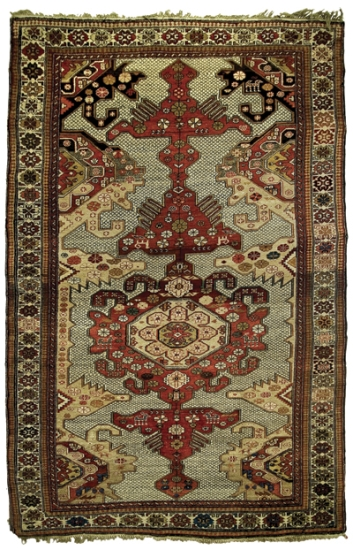
Le tapis "Guimil", l’école de tapis, XVIIe siècle
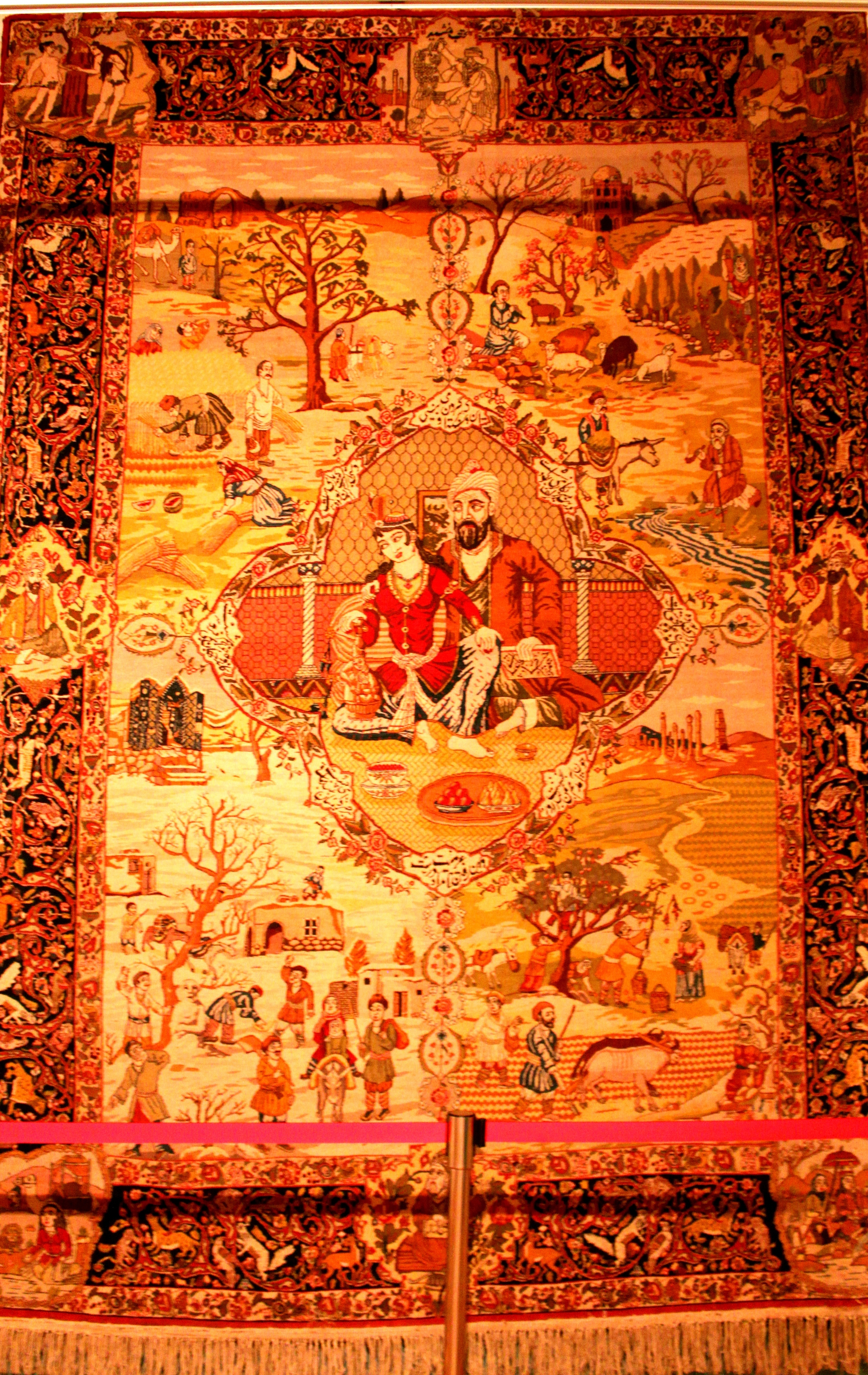
Le tapis "Dord fassil", l’école de Tabriz, XVIIIe siècle.
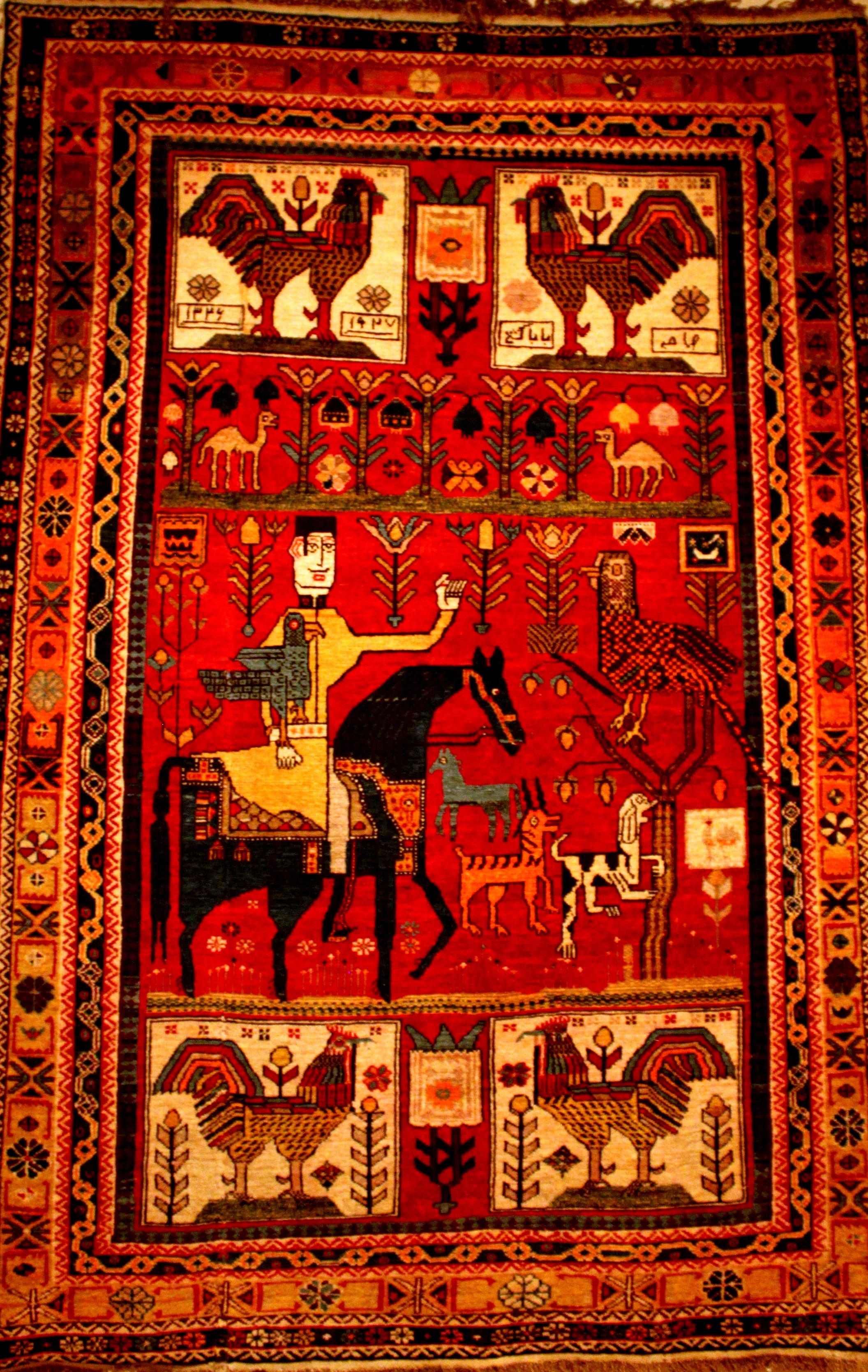
Le tapis "Ovchulug", l’école de Karabagh, XVIIIe siècle.
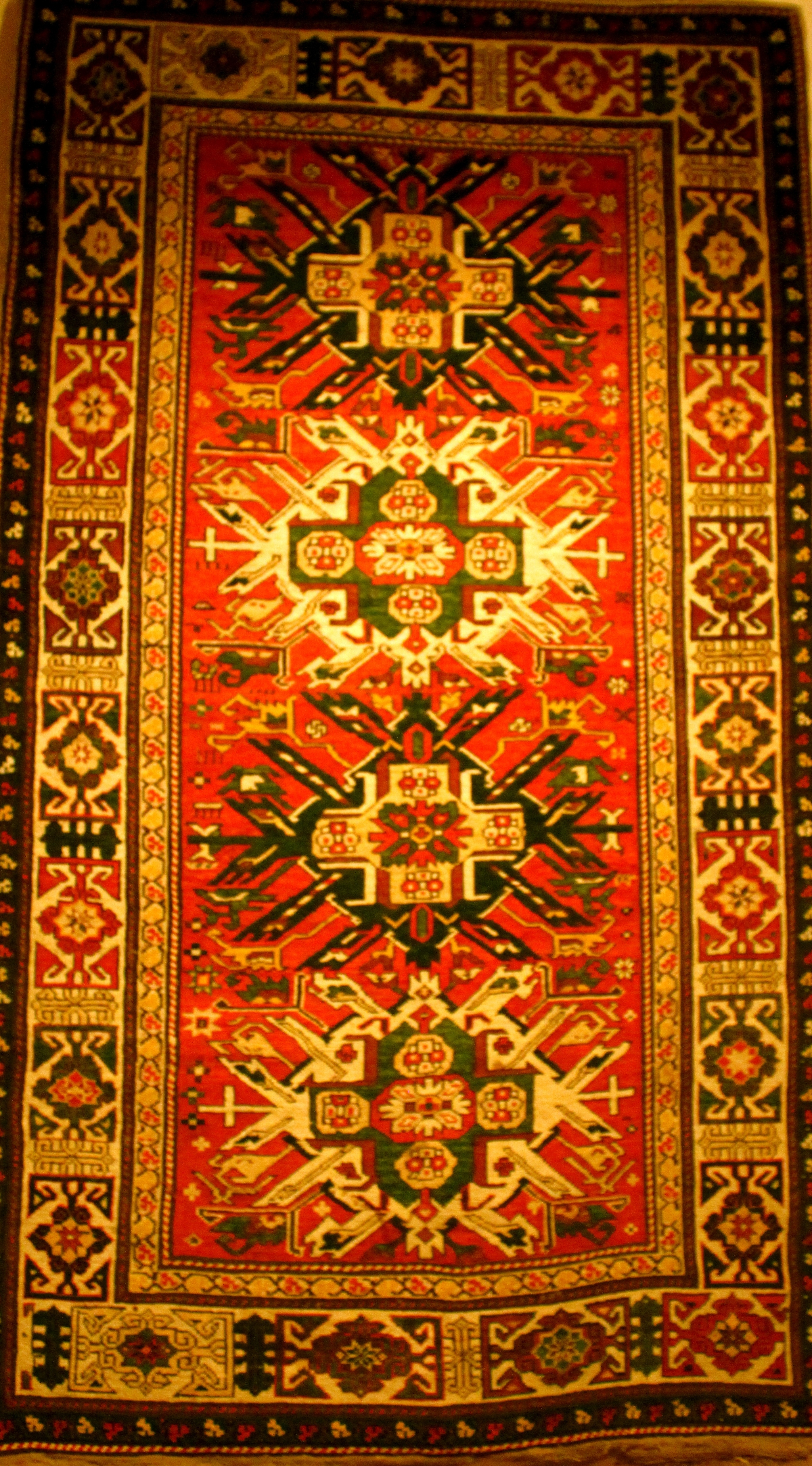
Le tapis "Govkhar", l’école de Karabagh, XVIIIe siècle
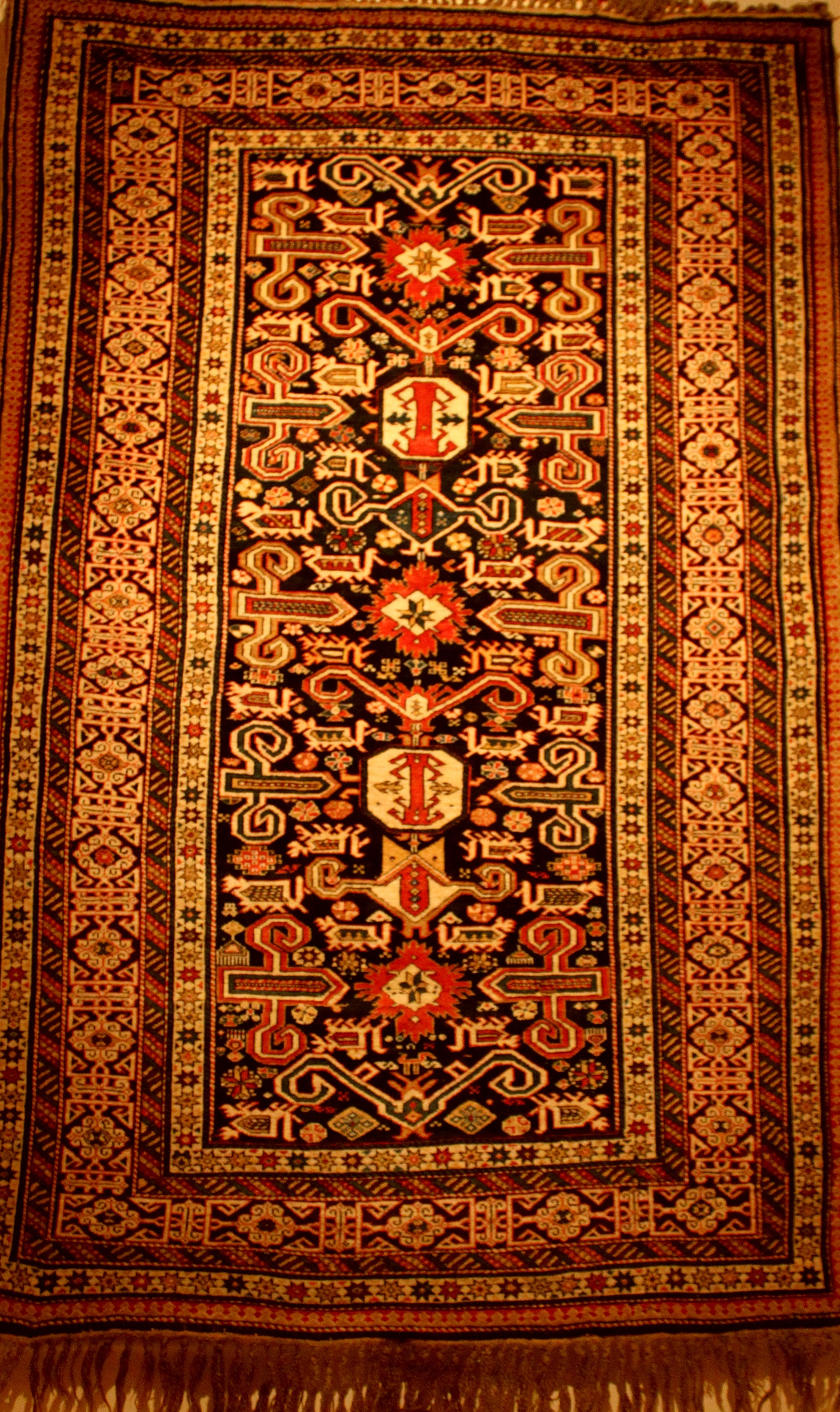
Le tapis "Pirabadil", l’école de Gouba, XVIIIe siècle
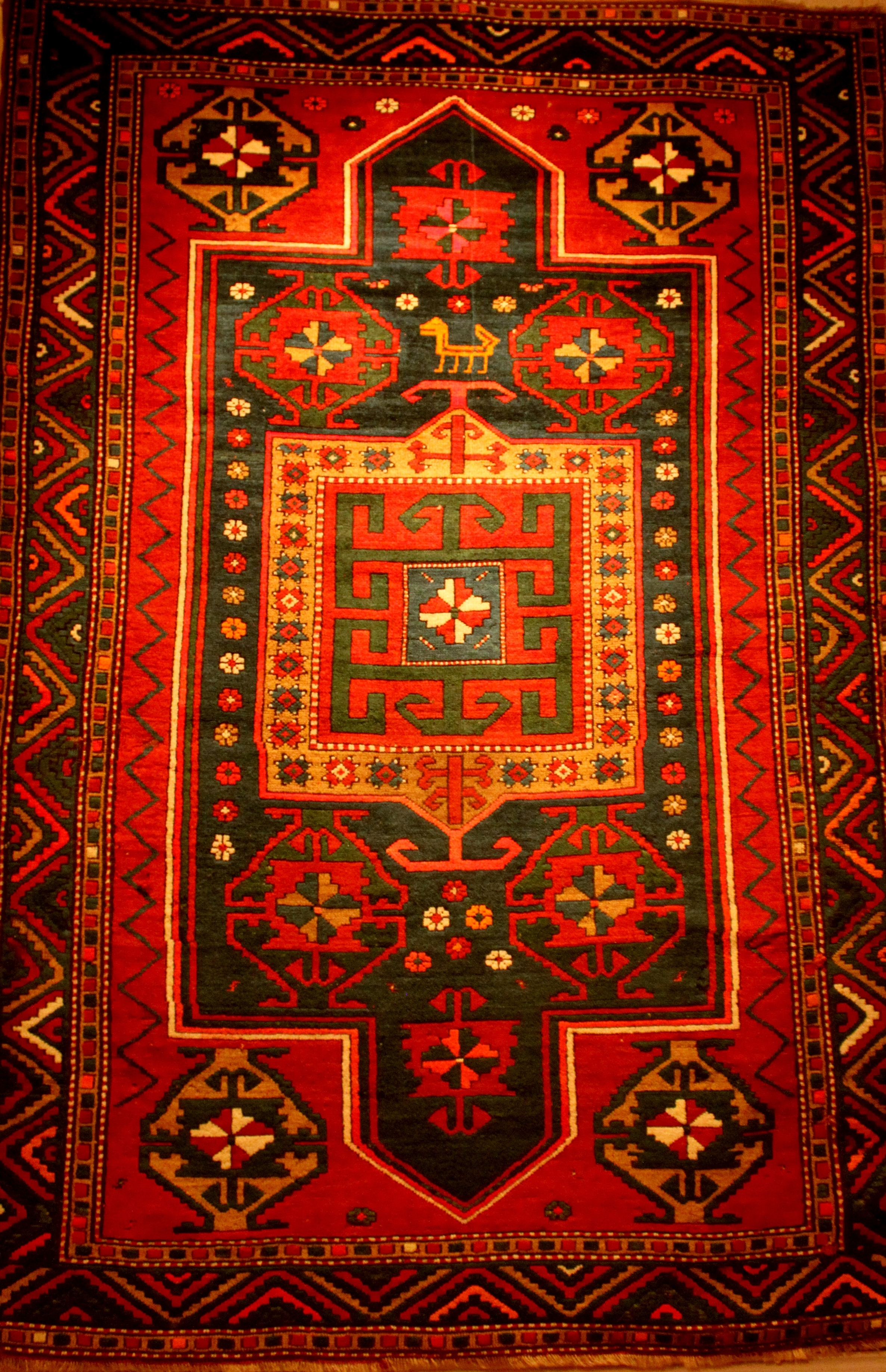
Le tapis "Fakhrali", l’école de Gandja, XVIIIe siècle
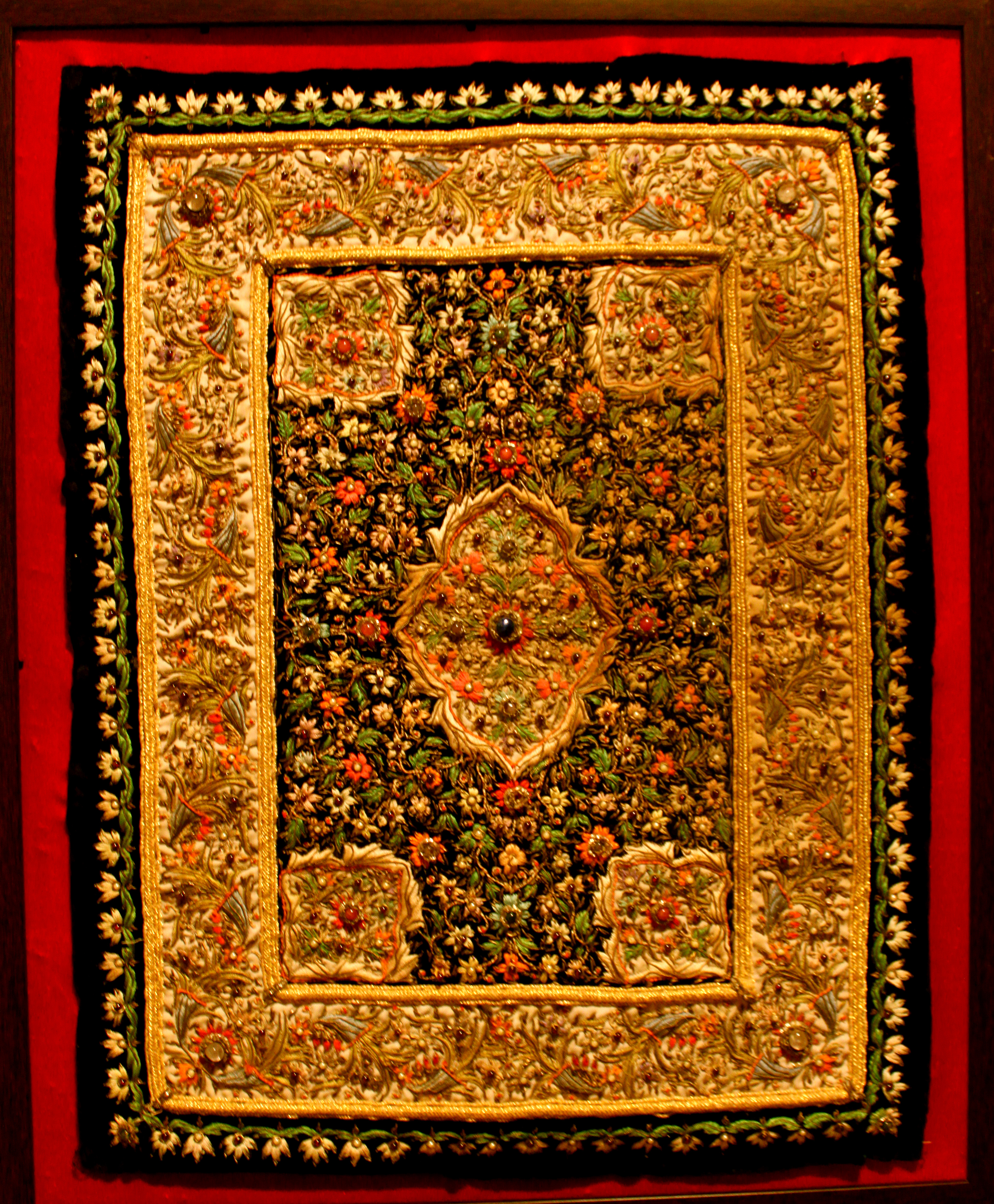
La broderie médiévale faite de fil d’or et pierres précieuses, Shaki, Azerbaïdjan
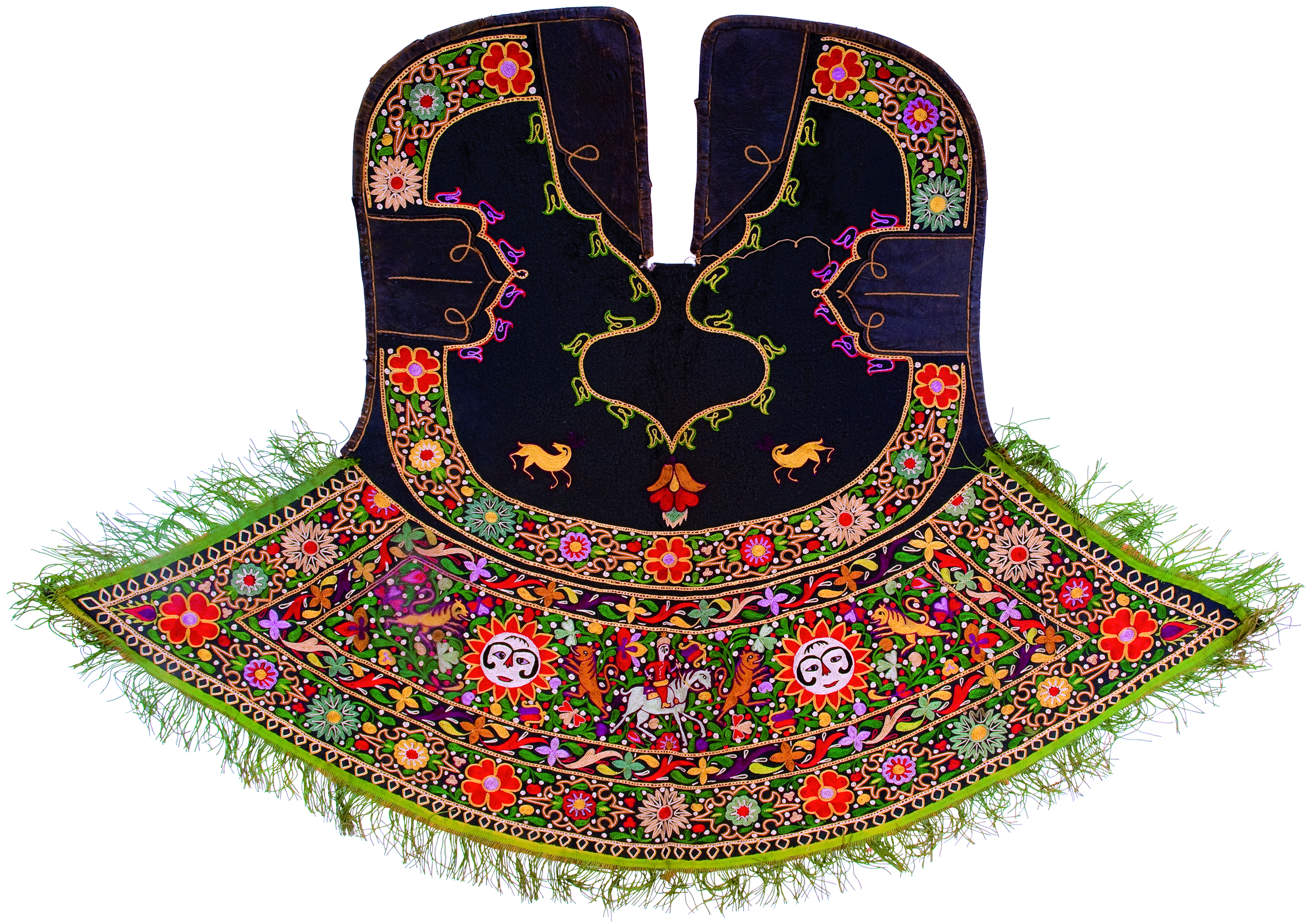
La broderie de soie sur le velours datant du XVIIIe siècle, Gandja, Azerbaïdjan
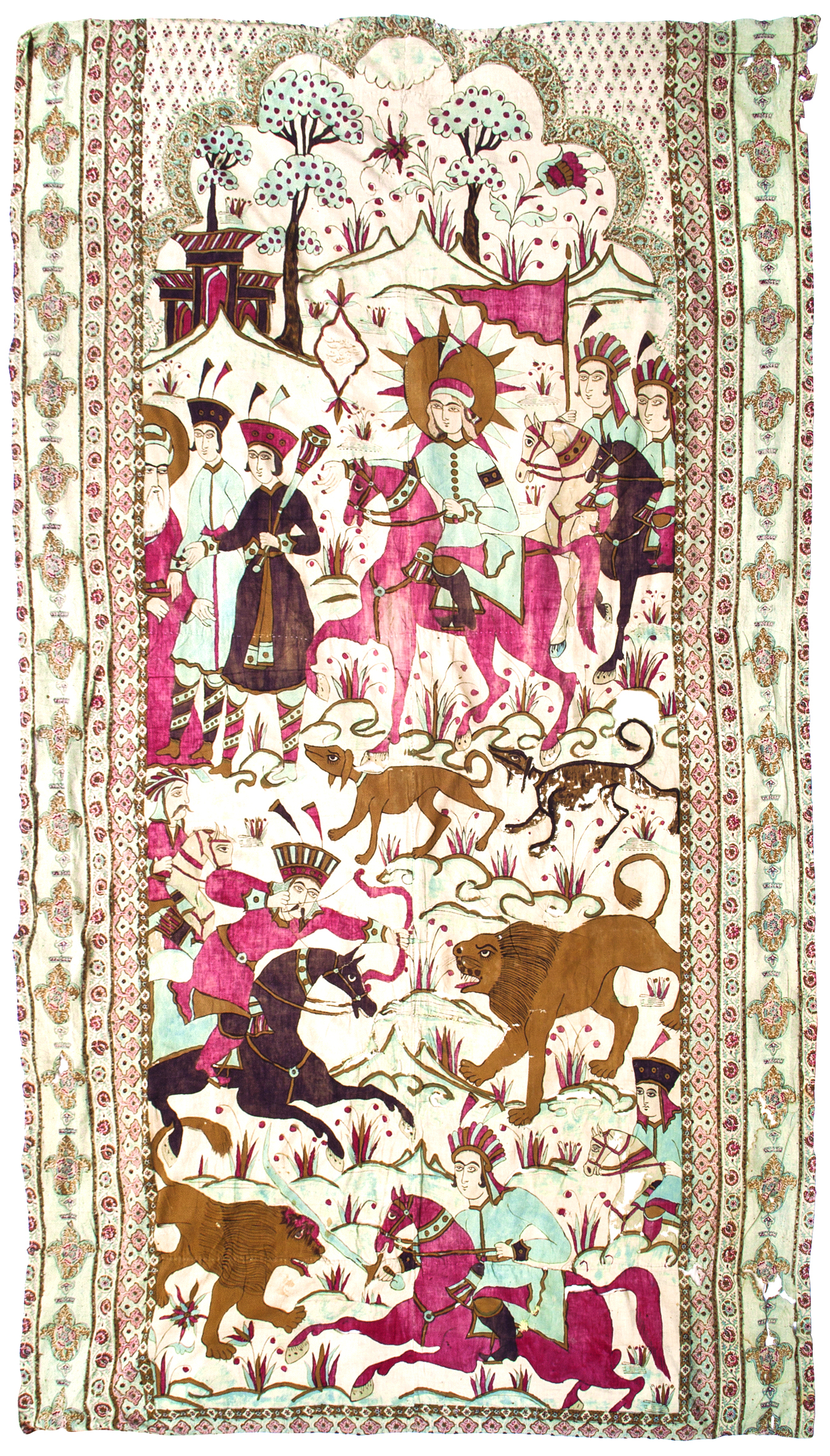
La broderie de soie avec des motifs de chasse datant du XVIIe siècle, Tabriz, Azerbaïdjan